# Liên Xô
Liên Xô hay Liên bang Xô viết, tên chính thức là Liên bang Cộng hòa xã hội chủ nghĩa Xô viết, là một cựu quốc gia nằm ở phía bắc lục địa Á-Âu, tồn tại từ năm 1922 đến cuối năm 1991. Đây là một quốc gia đơn đảng, do Đảng Cộng sản Liên Xô lãnh đạo, với Moskva là thủ đô của nước cộng hòa lớn và đông dân nhất Liên Xô, Nga Xô viết. Các trung tâm đô thị lớn khác gồm Leningrad (Nga Xô viết), Kiev (Ukraina Xô viết), Minsk (Byelorussia Xô viết), Tashkent (Uzbekistan Xô viết), Alma-Ata (Kazakhstan Xô viết) và Novosibirsk (Nga Xô viết). Đây từng là quốc gia có diện tích lớn nhất trên thế giới với khoảng hơn 22.402.200 kilômét vuông (8.649.500 dặm vuông Anh) và trải dài qua 11 múi giờ. Năm cảnh quan chính của Liên Xô là lãnh nguyên, rừng taiga, thảo nguyên, sa mạc và núi. Các sắc tộc đa dạng của quốc gia này được gọi tên chính thức là người Liên Xô.
Liên Xô được thành lập từ cuộc Cách mạng Tháng Mười năm 1917 với tên gọi là Liên bang Cộng hòa Xã hội chủ nghĩa Xô viết Nga (Nga Xô viết, Р.С.Ф.С.Р), khi Đảng Bolshevik do Vladimir Ilyich Lenin lãnh đạo lật đổ Chính phủ lâm thời Nga, chính phủ đã thay thế chế độ quân chủ chuyên chế của Sa hoàng Nikolai II trong Chiến tranh thế giới thứ nhất. Năm 1922, sau cuộc nội chiến kết thúc với chiến thắng của Đảng Bolshevik, Liên Xô được thành lập, thống nhất những quốc gia cộng hòa bao gồm Nga, Ngoại Kavkaz, Ukraina và Belarus. Lenin qua đời vào năm 1924, kế nhiệm là Iosif Vissarionovich Stalin lên nắm quyền trong giữa những năm thập niên 1920. Stalin đã chính thức hóa hệ tư tưởng của Đảng Cộng sản Liên Xô là chủ nghĩa Marx–Lenin và thay thế nền kinh tế thị trường bằng nền kinh tế kế hoạch, từ đó mở ra một thời kỳ công nghiệp hóa nhảy vọt và tập trung hóa. Trong suốt thời kỳ này, tăng trưởng kinh tế nhanh chóng tạo nên những tiến bộ ấn tượng về mức sống, y tế và giáo dục, đặc biệt trong những khu vực đô thị; Liên Xô đã vươn lên trở thành cường quốc đứng thứ 2 thế giới. Bên cạnh những tiến bộ này, một số thất bại đã xảy ra. Nạn hạn hán, thiên tai liên tục ập đến trong khu vực, chính sách tập trung nông nghiệp, tất cả đã dẫn tới một nạn đói lớn trong năm 1932-1933. Những hoài nghi chính trị sôi sục, đặc biệt sau sự nổi lên của chủ nghĩa phát xít tại nước Đức Quốc xã năm 1933 và nguy cơ chiến tranh thế giới, đã tạo ra cuộc thanh lọc lớn, hàng trăm nghìn người bị buộc tội gián điệp hoặc chống chính phủ đã bị bắt giữ hoặc xử bắn.
Ngày 23 tháng 8 năm 1939, sau những nỗ lực không thành công để thành lập một liên minh chống phát xít với các cường quốc phương Tây, Liên Xô đã ký thỏa thuận không xâm lược lẫn nhau với Đức Quốc xã. Sau khi thế chiến thứ hai xảy ra, Liên Xô đã tấn công Ba Lan nhằm giành lại những lãnh thổ đã bị Ba Lan chiếm mất năm 1921, và sáp nhập 3 nước vùng Baltic sau những cuộc trưng cầu dân ý địa phương. Tháng 6 năm 1941, Đức xâm chiếm Liên Xô, mở màn Chiến tranh Xô-Đức. Đây là mặt trận có quy mô lớn nhất trong chiến tranh thế giới thứ hai, thương vong của Liên Xô chiếm số lượng cao nhất trong cuộc chiến, và cuối cùng họ đã giành thế thượng phong trước lực lượng phe Trục sau những trận đánh khốc liệt như ở Stalingrad và Kursk. Trong hầu hết các vùng lãnh thổ mà Hồng quân đánh chiếm khi tiến về nước Đức, những người cộng sản địa phương đã lên nắm quyền lực và thành lập các chính phủ liên minh với Liên Xô. Sau Thế chiến 2, châu Âu bị phân chia thành hai vùng có hệ tư tưởng khác nhau: tư bản chủ nghĩa ở Tây Âu và xã hội chủ nghĩa ở Đông Âu đã dẫn đến căng thẳng gia tăng với Khối phương Tây do Hoa Kỳ lãnh đạo, được gọi là Chiến tranh Lạnh. Stalin qua đời năm 1953 và Nikita Sergeyevich Khrushchyov kế nhiệm. Đến năm 1956, Khruschev lên tiếng tố cáo Stalin và bắt đầu một thời kỳ cải cách được gọi là phi Stalin hóa. Khủng hoảng tên lửa Cuba xảy ra trong thời kỳ lãnh đạo của Khrushchev, một trong nhiều yếu tố dẫn đến việc ông bị miễn nhiệm vào năm 1964. Trong những năm 1970, có một giai đoạn ngắn gọn hòa dịu trong quan hệ với Hoa Kỳ, nhưng những căng thẳng tiếp tục diễn ra với Chiến tranh Xô-Afghanistan vào năm 1979. Sau năm 1985, tổng bí thư cuối cùng của Đảng Cộng sản Liên Xô Mikhail Gorbachev đã cố gắng cải tổ đời sống chính trị và nền kinh tế của đất nước thông qua các chính sách mới mang tính cực hữu của glasnost (cởi mở) và perestroika (tái cấu trúc). Những chính sách này thất bại, gây ra sự bất ổn chính trị phát sinh từ các phong trào dân tộc và ly khai. Năm 1989, chính phủ tại những quốc gia vệ tinh của Liên Xô ở Đông Âu cũng liên tục sụp đổ, chấm dứt sự lãnh đạo của các Đảng cộng sản.
Là một phần trong nỗ lực ngăn chặn sự tan rã của đất nước, một cuộc trưng cầu dân ý đã được tổ chức vào tháng 3 năm 1991, phần lớn cử tri đã ủng hộ việc duy trì nhà nước Liên Xô. Nhưng trong giới lãnh đạo lại phát sinh mâu thuẫn khi Tổng thống đầu tiên của Nga, Boris Nikolayevich Yeltsin đã chống lại một cuộc đảo chính của những người cứng rắn trong đảng. Cuối năm 1991, Gorbachev từ chức, Xô viết Tối cao Liên Xô đã chính thức tuyên bố Liên Xô tan rã. Mười hai nước cộng hòa Xô Viết còn lại tuyên bố độc lập. Liên bang Nga (trước đây là Cộng hòa Nga Xô viết) đã tiếp nhận quyền và nghĩa vụ của Liên Xô và được công nhận là quốc gia kế thừa trên thực tế của Liên bang Xô viết. Đồng thời, Ukraina theo luật pháp tuyên bố rằng họ cũng là một nước kế thừa nhà nước của cả Cộng hòa Ukraina Xô viết và Liên Xô. Ngày nay, Nga và Ukraina vẫn đang có tranh chấp đối với những lãnh thổ và di sản để lại của Liên Xô trước đây.
Liên Xô đã tạo ra nhiều thành tựu công nghệ và đổi mới quan trọng của thế kỷ 20, bao gồm cả nhà máy điện hạt nhân đầu tiên, vệ tinh nhân tạo đầu tiên của loài người, người đầu tiên bay vào vũ trụ và tàu thăm dò đầu tiên đáp xuống hành tinh khác (Sao Kim). Trước khi giải thể, đất nước này từng là một siêu cường, có nền kinh tế lớn thứ hai thế giới và quân đội thường trực lớn nhất thế giới. Liên Xô được công nhận là một trong năm quốc gia có vũ khí hạt nhân. Quốc gia này từng là thành viên thường trực của Hội đồng Bảo an Liên Hợp Quốc, đồng thời là thành viên của Tổ chức An ninh và Hợp tác Châu Âu (OSCE), Liên hiệp Công đoàn Thế giới (WTFU) và là thành viên hàng đầu của Hội đồng Tương trợ Kinh tế (CMEA) và Khối Hiệp ước Warszawa (WP). Liên Xô thực hiện mở rộng tầm ảnh hưởng của mình ở Đông-Trung Âu và trên toàn thế giới với sức mạnh quân sự và kinh tế, chiến tranh ủy nhiệm, tài trợ cho các nước đang phát triển và phát triển nghiên cứu khoa học, đặc biệt là trong công nghệ vũ trụ và vũ khí.

## Quốc hiệu
Từ "Liên Xô" là gọi tắt của "Liên bang Xô viết" (tiếng Nga: Советских Союз, chuyển tự: Sovietskikh Soyuz). Trong tiếng Việt, "Xô viết" là từ được viết theo kiểu đọc phiên âm tiếng Việt cho từ Soviet. Từ "Soviet" (tiếng Nga: Совет, đã Latinh hoá: Soviet) trong tiếng Nga có nghĩa là "hội chúng", "đại hội", "hội đồng" hay "nghị viện". Nhà nước Xô viết trong tiếng Nga có nghĩa là một nước cộng hòa được thành lập theo "cấu trúc nghị viện".
Tên chính thức của 15 quốc gia thành viên Liên Xô là:
- tiếng Nga: Союз Советских Социалистических Республик, đã Latinh hoá: Soyuz Sovetskikh Sotsialisticheskikh Respublik
- tiếng Ukraina: Союз Радянських Соціалістичних Республік, đã Latinh hoá: Soyuz Radyansʹkykh Sotsialistychnykh Respublik
- tiếng Belarus: Саюз Савецкіх Сацыялістычных Рэспублік, đã Latinh hoá: Sayuz Savyetskikh Satsyyalistychnykh Respublik
- tiếng Uzbek: Совет Социалистик Республикалари Иттифоқи, đã Latinh hoá: Sovet Sotsialistik Respublikalari Ittifoqi
- tiếng Kazakh: Советтік Социалистік Республикалар Одағы, đã Latinh hoá: Sovettik Sotsıalıstik Respýblıkalar Odaǵy
- tiếng Gruzia: საბჭოთა სოციალისტური რესპუბლიკების კავშირი, đã Latinh hoá: Sabch'ota Sotsialist'uri Resp'ublik'ebis K'avshiri
- tiếng Azerbaijani: Совет Сосиалист Республикалары Иттифагы, đã Latinh hoá: Sovet Sosialist Respublikaları İttifaqı
- tiếng Litva: Tarybų Socialistinių Respublikų Sąjunga
- tiếng Romania: Униуня Републичилор Советиче Сочиалисте
- tiếng Romania: Uniunea Republicilor Sovietice Socialiste
- tiếng Latvia: Padomju Sociālistisko Republiku Savienība
- tiếng Kyrgyz: Советтик Социалисттик Республикалар Союзу, đã Latinh hoá: Sovettik Sotsialisttik Respublikalar Soyuzu
- tiếng Tajik: Иттиҳоди Ҷумҳуриҳои Шӯравии Сосиалистӣ, đã Latinh hoá: Ittihodi Çumhurihoji Şūraviji Sosialistī
- tiếng Armenia: Խորհրդային Սոցիալիստական Հանրապետությունների Միություն, đã Latinh hoá: Khor'hr'dayin Soc'ialistakan Hanrapetut'yunner'i Miut'yun
- tiếng Turkmen: Совет Социалистик Республикалары Союзы, đã Latinh hoá: Sowet Sosialistik Respublikalary Soýuzy
- tiếng Estonia: Nõukogude Sotsialistlike Vabariikide Liit

Trong số 14 ngôn ngữ nói trên, ngoài tiếng Nga, tiếng Uzbek, tiếng Kazakh, tiếng Azerbaijan, tiếng Moldova, tiếng Kyrgyz và tiếng Turkmen sử dụng các từ gốc "Xô viết" hoặc từ nhận thức, từ vựng như dịch thuật.
Vì lý do lịch sử và địa lý (Liên Xô có phần lãnh thổ kế thừa từ Đế quốc Nga, gồm chủ yếu là Nga và Kazakhstan và các quốc gia cấu thành Trung Á khác, phần lớn dân số Liên Xô nói tiếng Nga), nên Liên Xô đôi khi bị gọi nhầm là "Nga" hoặc "Nga Xô viết". Điều tương tự cũng đúng trong tiếng Anh. Ví dụ, cách giải thích Từ điển tiếng Anh Oxford của từ Russian là "Nga", nghĩa là "thường đề cập đến các quốc gia Liên Xô cũ trong lịch sử".

## Địa lý

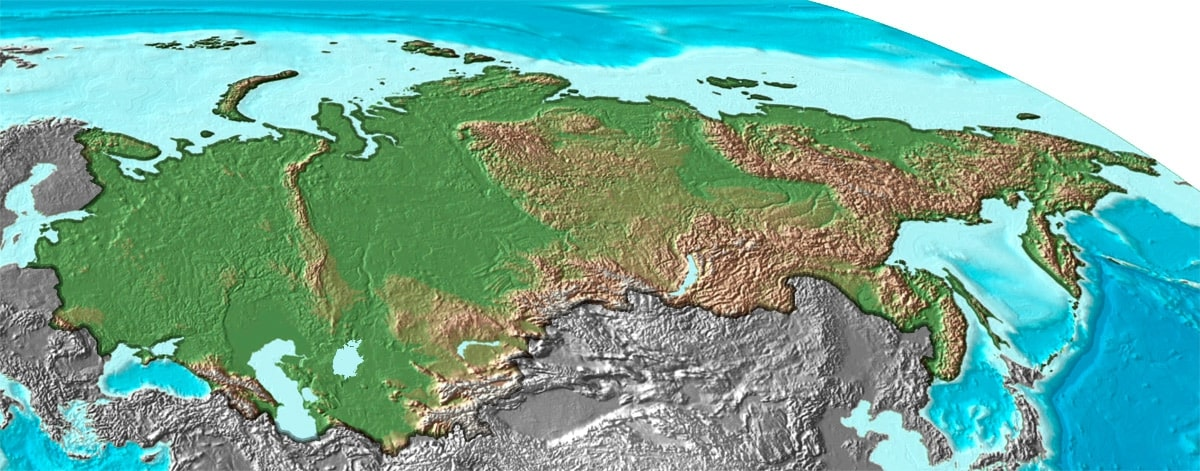
Bản đồ địa hình Liên Xô

Với diện tích là 22.402.200 km² (8.649.538 sq mi), Liên Xô là quốc gia rộng lớn nhất thế giới và vị thế này vẫn được Liên bang Nga (kế thừa hơn 17 triệu km² lãnh thổ của nó) giữ lại. Liên Xô bao phủ {\displaystyle 1/6} bề mặt Trái Đất, kích thước gần tương đương với Bắc Mỹ, với diện tích là 24.709.000 km² (9.540.000 sq mi). Lãnh thổ phía Châu Âu chiếm một phần tư diện tích, là 3.960.000 km² (1.528.560 sq mi) đất nước và là trung tâm văn hóa và kinh tế. Phần phía đông ở châu Á diện tích là 13.100.000 km² (5.057.938 sq mi) mở rộng ra đến Thái Bình Dương ở phía đông và Afghanistan ở phía nam, ngoại trừ một số khu vực ở Trung Á, ít đông dân hơn nhiều. Liên Xô trải rộng trên 10.000 km (6,200 mi) theo hướng đông sang tây qua 10 múi giờ từ UTC+2 đến UTC+12 và hơn 7.200 km (4.500 mi) từ bắc xuống nam. lãnh thổ có đến năm vùng khí hậu: lãnh nguyên, taiga, thảo nguyên, sa mạc và núi. Do lãnh thổ trải dài từ Âu sang Á nên Liên Xô được xem là một đất nước nửa Châu Âu, nửa Châu Á, nửa phương Đông, nửa phương Tây. Vị trí địa lý như vậy ảnh hưởng lớn đến văn hóa, phong tục tập quán, tư duy của Liên Xô cũng như thái độ của phương Tây đối với Liên Xô cũng như nước Nga sau này.
Liên bang Xô viết có đường biên giới dài nhất trên thế giới, ước tính hơn 60.000 km (37.000 mi), hay 1+1⁄2 chu vi của Trái Đất. Hai phần ba số đó là đường biên giới trên biển. Liên Xô giáp với Afghanistan, Trung Quốc, Tiệp Khắc, Phần Lan, Hungary, Iran, Mông Cổ, Bắc Triều Tiên, Na Uy, Ba Lan, România và Thổ Nhĩ Kỳ từ 1945 đến 1991. Băng qua eo Biển Bering là Hoa Kỳ.
Ngọn núi cao nhất của Liên Xô là đỉnh Cộng sản (nay là đỉnh Ismail Samani) ở Tajikistan, ở độ cao 7.495 mét (24.590 ft). Liên Xô cũng sở hữu nhiều hồ lớn trên thế giới; biển Caspi (cùng với Iran) và hồ Baikal, đây là hồ nước ngọt lớn nhất và sâu nhất thế giới nằm hoàn toàn trong Liên Xô.

## Lãnh thổ
Thành phần Liên bang Xô viết như sau:
- Theo Hiệp ước về thành lập Liên Xô (30 tháng 12 năm 1922), 4 nước đầu tiên kí vào hiệp ước thành lập Liên Xô bao gồm:
  - Cộng hòa Xã hội chủ nghĩa Xô viết Liên bang Nga (sau tách ra thành Cộng hòa Xã hội chủ nghĩa Xô viết Uzbekistan, Cộng hòa Xã hội chủ nghĩa Xô viết Turkmenia, Cộng hòa Xã hội chủ nghĩa Xô viết Tajikistan, Cộng hòa Xã hội chủ nghĩa Xô viết Kazakhstan, Cộng hoà Xã hội chủ nghĩa Xô viết Kirghizia),
  - Cộng hòa Xã hội chủ nghĩa Xô viết Ukraina,
  - Cộng hòa Xã hội chủ nghĩa Xô viết Belorussia,
  - Cộng hoà Xã hội chủ nghĩa Xô viết Liên bang Ngoại Kavkaz (từ năm 1936 tách thành Cộng hòa Xã hội chủ nghĩa Xô viết Azerbaijan, Cộng hòa Xã hội chủ nghĩa Xô viết Armenia và Cộng hòa Xã hội chủ nghĩa Xô viết Gruzia).
- Năm 1940 có thêm Cộng hòa Xã hội chủ nghĩa Xô viết Moldavia, Cộng hòa Xã hội chủ nghĩa Xô viết Latvia, Cộng hòa Xã hội chủ nghĩa Xô viết Litva và Cộng hòa Xã hội chủ nghĩa Xô viết Estonia

Trong thời kỳ 1940 – 1954 tồn tại Cộng hòa Xã hội chủ nghĩa Xô viết Karelia-Phần Lan, về sau là Cộng hòa Xã hội chủ nghĩa Xô viết Tự trị Karelia trong Cộng hòa Xã hội chủ nghĩa Xô viết Liên bang Nga.
Ở thời điểm 1990, Liên Xô có tổng cộng 15 nước Cộng hòa trực thuộc.

## Lịch sử

### Cách mạng và sự hình thành
Sự hình thành Liên Xô gắn liền với sự sụp đổ của Đế quốc Nga trong Chiến tranh thế giới thứ nhất và hoạt động của Đảng Cộng sản Nga (Bolshevik) do Vladimir Ilyich Lenin lãnh đạo.
Vào đầu thế kỷ XX, Đế quốc Nga là một nước lớn ở châu Âu có tiềm lực đất đai và dân số to lớn, nhưng trình độ phát triển kinh tế – xã hội còn rất lạc hậu so với các cường quốc châu Âu khác như Anh, Đức, Pháp... Xã hội ẩn chứa nhiều mâu thuẫn gay gắt không được giải tỏa: xã hội Nga là xã hội chuyên chế độc tài của quý tộc và tư sản lớn, tự do tư tưởng bị bóp nghẹt không làm hài lòng giới trí thức (интеллигенция – intelligentsia), trung lưu thành thị và giới tư sản quý tộc nhỏ. Nước Nga lại là nơi có phong trào Marxist cấp tiến mạnh nhất, do Lenin lãnh đạo với đảng Bolshevik chủ trương làm cách mạng xã hội chủ nghĩa để xây dựng chủ nghĩa cộng sản.
Những mâu thuẫn trên trong Chiến tranh thế giới thứ nhất không những không được cởi bỏ mà còn trầm trọng thêm với những thất bại to lớn của quân Nga trong chiến tranh, xã hội Nga đi vào bất ổn. Quốc khố cạn kiệt, nợ nước ngoài tăng cao, lạm phát không kiểm soát được, dân chúng cực khổ, chiến tranh làm phá sản hàng loạt doanh nghiệp gây thất nghiệp đô thị trầm trọng, nạn đói lan tràn tại nông thôn, các tầng lớp nhân dân, binh lính oán ghét nhà cầm quyền và chiến tranh, trong quân đội mâu thuẫn giữa binh lính và tầng lớp sĩ quan quý tộc phát triển thành chống đối. Tháng 2 năm 1917 đã nổ ra Cách mạng tháng Hai: khởi nghĩa vũ trang tại Petrograd đã lật đổ chính phủ Nga hoàng và thành lập Chính phủ Lâm thời do Aleksandr Fyodorovich Kerensky – một đảng viên của Đảng Cách mạng Xã hội đứng đầu. Chính phủ Lâm thời chủ trương phá bỏ chế độ độc tài chuyên chế, tự do hóa xã hội Nga theo các tiêu chuẩn như các quốc gia châu Âu đương thời, đồng thời hứa đảm bảo quyền lợi của giai cấp công nhân, nông dân và các tầng lớp xã hội khác. Nhưng Chính phủ Lâm thời vẫn chủ trương theo đuổi thế chiến thứ nhất bên phía khối Hiệp ước với Anh – Pháp, bất chấp việc đất nước đã kiệt quệ vì chiến tranh. Việc không có được hòa bình như mong đợi khiến nhân dân và binh sỹ Nga trở nên bất bình.

Lenin phát biểu kêu gọi nhân dân ủng hộ

Sau Cách mạng tháng Hai, tại các địa phương ở Nga đồng loạt xuất hiện các tổ chức "hội đồng" (tiếng Nga: совет) hay Xô viết của công nhân, nông dân và binh lính để bảo vệ quyền lợi của chính họ. Thời gian giữa hai cuộc cách mạng là khi hai chính quyền song song tồn tại: chính quyền trung ương là của Chính phủ Lâm thời, nhưng các sắc lệnh muốn được thi hành phải có sự chấp thuận của các Xô viết gồm công – nông – binh địa phương, mà các Xô viết này lại ủng hộ sự lãnh đạo của đảng Bolshevik. Đảng Bolshevik rầm rộ tung khuếch trương cho cách mạng vô sản với khẩu hiệu "tất cả chính quyền về tay các Xô viết" và kêu gọi nhân dân, binh lính phản chiến làm cách mạng "Biến chiến tranh đế quốc thành nội chiến cách mạng".
Chính phủ Lâm thời trong thời gian tám tháng tồn tại đã tiếp tục tiến hành chiến tranh với Đức-Áo-Hung, song đã bất lực trong cả nỗ lực chiến tranh và ổn định tình hình trong nước. Sau một loạt thất bại do quân Đức gây ra, quân đội trở nên chán nản, binh lính tan rã không còn tuân lệnh cấp trên, bắt giết sĩ quan và tự động đào ngũ. Tướng Kornilov - Корнилов tiến quân về thủ đô để lập lại trật tự theo yêu cầu của Kerensky nhưng có âm mưu thiết lập chế độ độc tài quân sự. Chính phủ lâm thời không còn có thể kiểm soát được tình hình, buộc phải dựa vào sự trợ giúp của lực lượng công-nông-binh thuộc các Xô viết do những người Bolshevik lãnh đạo. Kornilov bị đánh bại, nhưng sau biến cố này, Chính phủ lâm thời cũng thể hiện rõ sự yếu ớt, bất lực, không đủ khả năng lãnh đạo đất nước. Nước Nga bước vào đêm trước của Cách mạng Tháng Mười.

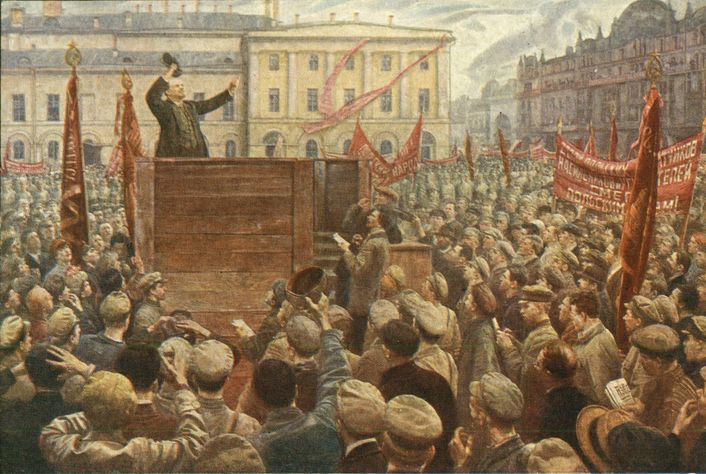
Lenin diễn thuyết trước sự ủng hộ của binh sĩ Hồng quân và nhân dân

Ngày 25 tháng 10 năm 1917 (theo lịch Julius, thời đó Nga còn dùng lịch Julius), tức ngày 7 tháng 11 theo lịch Gregory, Lenin và các đảng viên Bolshevik lãnh đạo các Xô viết làm Cách mạng Tháng Mười lập chính quyền Xô viết của công - nông - binh. Sau khi cách mạng thành công, chính quyền lập tức ban hành sắc lệnh về hòa bình, sắc lệnh về ruộng đất và thực hiện cam kết rút ra khỏi chiến tranh với các điều kiện rất ngặt nghèo của phía Đức (Hòa ước Brest-Litovsk).
Sự sụp đổ của chế độ Sa hoàng dẫn đến việc các dân tộc thiểu số trên Đế quốc Nga thành lập các quốc gia độc lập. Tại các quốc gia mới thành lập cũng xảy ra tranh chấp quyền lực giữa những người Bolsevik địa phương và các xu hướng chính trị khác như Melsevik, tự do chủ nghĩa, dân tộc chủ nghĩa, vô chính phủ,... tương tự những gì đang diễn ra ở nước Nga.
Ngay sau Cách mạng Tháng Mười, nước Nga rơi vào thời kỳ nội chiến đẫm máu (1918-1922). Hồng quân Xô viết có thành phần chủ yếu là tầng lớp dưới của xã hội, học vấn thấp nhưng có số lượng đông đảo như công nhân, nông dân, cựu quân nhân và một bộ phận cựu sĩ quan của Đế quốc Nga cũ. Phía bên kia là các thành phần thuộc lực lượng bảo hoàng, các đảng phái đối lập, một bộ phận trung lưu thành thị, sĩ quan, một bộ phận nông dân, Cossack... gọi chung là Bạch vệ. Lực lượng Bạch vệ nhận được sự giúp đỡ của các quốc gia châu Âu để chống lại chính quyền Xô viết. Đặc trưng của cuộc nội chiến là tính ác liệt không khoan nhượng. Đến cuối năm 1920 về cơ bản Hồng quân đã giành chiến thắng, quân bạch vệ bị thất bại và mất quyền lực hoàn toàn, thay vào đó những người Bolshevik giành được chính quyền trên phần lớn lãnh thổ còn lại của Đế quốc Nga. Tuy nhiên, tại một số vùng lãnh thổ như Ba Lan, Phần Lan, các nước Baltic, các lực lượng dân tộc chủ nghĩa thắng thế.
Ngày 30 tháng 12 năm 1922, đại biểu Xô viết đến từ những vùng lãnh thổ còn lại của Đế quốc Nga cũ (trừ Ba Lan, Phần Lan và các nước Baltic) đã nhóm họp và thành lập liên minh các nhà nước tự trị trên lãnh thổ Đế quốc Nga, thống nhất quốc hiệu là Liên bang Các nước Cộng hòa Xã hội Chủ nghĩa Xô viết. Các nhà nước hợp thành Liên Xô đều có điểm chung là do những người Bolsevik địa phương lãnh đạo chính vì thế về cơ bản Liên Xô là một quốc gia được thành lập trên nền tảng ý thức hệ chung là chủ nghĩa cộng sản, ý thức hệ là nhân tố gắn kết các nhà nước này lại với nhau.

### TrướcChiến tranh thế giới thứ hai

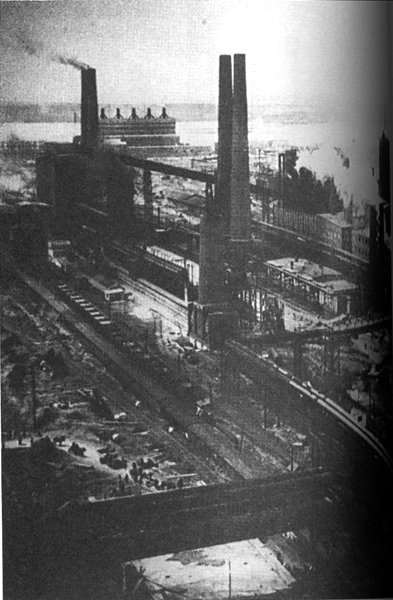
Nhà máy thép Magnitogorsk thập niên 1930

Sau thế chiến thứ nhất và nội chiến, nền kinh tế nước Nga đứng trước nguy cơ phá sản: ở nông thôn nạn đói hoành hành, cướp bóc thổ phỉ nổi lên khắp nơi, đất nông nghiệp bị tàn phá, nông dân đói chạy vào thành phố ăn xin; còn ở thành phố, công nghiệp đình đốn, thất nghiệp cực điểm, tiền không còn giá trị, nguyên liệu, tài chính cạn kiệt – tình hình xã hội lúc đó cực kỳ căng thẳng. Trong khoảng 2 năm 1921-1922, do chiến tranh đã tàn phá nông nghiệp, nạn đói lớn đã xảy ra tại các vùng nông thôn của nước Nga, đặc biệt là ở khu vực sông Volga và Ural, giết chết khoảng 2 triệu tới 5 triệu người. Nạn đói đã gây ra một cuộc khủng hoảng lớn, nhà văn Nga Maxim Gorky đã lên tiếng kêu gọi cộng đồng quốc tế giúp đỡ. Nhiều quốc gia trong đó có Mỹ và các nước châu Âu đã cung cấp viện trợ lương thực để giúp nước Nga Xô viết giải quyết nạn đói.
Để khắc phục những khó khăn của nền kinh tế nước Nga sau cuộc nội chiến, Lenin đã cho tiến hành chính sách kinh tế mới, hay NEP (Новая экономическая политика – НЭП), để thay thế cho chính sách cộng sản thời chiến đã được áp dụng trong nội chiến. NEP là chính sách dùng cơ chế kinh tế thị trường để kích thích sản xuất, kêu gọi đầu tư tư bản dưới sự định hướng kiểm soát của nhà nước. Đối với nông nghiệp, thay vì trưng thu và áp giá tối đa lên nông sản như trong thời chiến, NEP dùng cơ chế thuế để điều tiết, nông dân sau khi nộp thuế thì có thể mua bán nông sản trên thị trường tự do. Tại thành phố, chính sách mới khuyến khích đầu tư của tư bản trong nước và nước ngoài, nhà nước chỉ kiểm soát những ngành quan trọng với quốc gia như điện lực, ngân hàng... NEP của Lenin đã nhanh chóng cho kết quả rất tốt: nạn đói nhanh chóng bị đẩy lùi dần và hoàn toàn sau đó, công nghiệp, thương mại được phục hồi, tình hình nông thôn và thành thị được ổn định, xã hội có tích luỹ và đời sống người dân tốt lên nhanh chóng. Từ năm 1922, thành thị đã có đủ lương thực - thực phẩm, năm 1925 sản xuất nông nghiệp đạt mức 87%; công nghiệp đạt 75% sản lượng của năm 1913 (năm cao nhất của Đế quốc Nga cũ); đời sống nhân dân cải thiện rõ rệt, chính trị ổn định, chính quyền Liên Xô được củng cố, phát triển. Các nguy cơ lớn đe dọa đến sự tồn vong của nhà nước Liên Xô về cơ bản đã được giải quyết. Liên Xô bước vào thời kỳ mới: xây dựng và phát triển đất nước theo mô hình xã hội chủ nghĩa.
Ngay sau khi Lenin mất (1924), trong ban lãnh đạo đất nước này đã diễn ra cuộc đấu tranh nội bộ quyết liệt do những bất đồng về đường lối xây dựng đất nước, chủ yếu là giữa hai nhóm của Iosif Vissarionovich Stalin và Lev Davidovich Trotsky. Dần dần Stalin thắng thế, nắm vị trí độc tôn trong bộ máy lãnh đạo đảng và nhà nước. Để củng cố vị trí lãnh đạo cũng như giữ vững kỷ cương xã hội, Stalin kiểm soát phần lớn cơ cấu quyền lực vào tay mình, dùng trấn áp trong nội bộ đảng, nhà nước và ngoài xã hội để loại bỏ mọi mầm mống bất ổn ngay từ trước khi bộc lộ. Bộ máy Bộ dân ủy nội vụ (NKVD – Народный коммисариат внутренних дел – НКВД) được dùng như công cụ để phát hiện các đối tượng cần phải loại bỏ, từ những nhóm đối lập với Stalin, các nhóm ly khai vũ trang, gián điệp cho tới quan chức tham nhũng, tội phạm hình sự... Stalin đã dùng bộ máy cảnh sát mật như công cụ hỗ trợ thanh lọc chính trị, ông là người quyết định và ra lệnh ai là kẻ phản bội cần phải bị loại trừ.. Sự theo dõi, tố cáo cũng được khuyến khích, đề cao trong nhân dân như một phẩm chất trung thành với đảng và đất nước. Ngay từ trong thập niên 1930 Stalin đã bắt đầu loại trừ những nhân vật bị xem là phản bội ra khỏi đảng Cộng sản Liên Xô. Các nhân vật này có khi bị xét xử thông qua những vụ án điểm được công khai để tác động dư luận quần chúng hoặc xử kín, bản án là xử bắn hoặc giam giữ trong các trại cải tạo lao động.. Theo các tài liệu Liên Xô được giải mật, trong khoảng thời gian từ năm 1937 tới năm 1938, có 1.548.367 người bị bắt giữ, trong đó 681.692 bị xử bắn. Sử gia Michael Ellman ước đoán rằng số người chết trực tiếp hoặc gián tiếp do cuộc thanh lọc của Stalin trong khoảng hai năm đó là chừng 950.000 tới 1,2 triệu người 
Stalin coi các cuộc thanh trừng là biện pháp chống nạn quan liêu, cán bộ tham nhũng và biến chất, để nâng cao trình độ lãnh đạo và sự liêm chính của tổ chức Đảng. Theo một số nguồn thì các nhóm lớn nhất bị khai trừ trong Đại thanh trừng chính là các đảng viên kém năng lực, những người mang trọng trách nhưng không nhiệt tình với công việc. Tiếp đến là những cá nhân đã vi phạm kỷ luật đảng, quan chức tham nhũng và những người đã che giấu quá khứ phạm tội . Một số nguồn khác thì thống kê rằng 70% người bị xử bắn không phải là thành viên của Đảng Cộng sản Liên Xô mà chủ yếu là dân thường, với cáo trạng là hoạt động gián điệp hoặc tham gia các nhóm thổ phỉ, ly khai vũ trang, tổ chức bạo loạn.
Sự lãnh đạo cứng rắn của Stalin bắt nguồn từ 2 nguyên nhân: đầu tiên là truyền thống chuyên chế lâu đời của nước Nga, kết hợp với quan điểm "đấu tranh giai cấp" của Marx và chủ nghĩa "anh hùng sáng tạo lịch sử" của người dân Nga, kết hợp với kinh nghiệm từ những cuộc cách mạng và chiến tranh đầy bạo lực ở châu Âu và châu Mỹ (vốn là đặc trưng trong thời kỳ này). Thứ hai là việc Liên Xô thời kỳ này bị bao vây bởi các nước phương Tây, phải liên tục đối phó với các kế hoạch lật đổ của nước ngoài, cần phải có chính sách tập quyền và bảo đảm an ninh cao độ để không bị tiêu diệt. Có nhận xét cho rằng, về cơ bản, chính sách này là phù hợp với tình hình Liên Xô cũng như bối cảnh chính trị thế giới lúc đó Sách giáo khoa lịch sử của nước Nga ngày nay thì đánh giá rằng cuộc trấn áp của Stalin nhằm dập tắt các phong trào ly khai, củng cố sự thống nhất của Liên bang Xô-Viết. Vấn đề thanh lọc nội bộ cũng không phải để lạm sát, mà bản ý của Stalin là loại bỏ những cán bộ kém năng lực, suy thoái đạo đức, tham nhũng trong nội bộ chính quyền, nhằm bảo đảm cho bộ máy Nhà nước trong sạch và phát huy hiệu quả lớn nhất.
Đời sống tâm lý xã hội tại Liên Xô trong những năm 1920 – 1930 là kết hợp của hai yếu tố:
- Một mặt, kỷ luật sắt tạo nên kỷ cương xã hội: trừ Stalin, bất cứ ai dù ở cương vị hay tầng lớp nào cũng có khả năng bị Bộ Dân ủy Nội vụ điều tra, nỗi sợ bị pháp luật điều tra xử lý là chính sách nhất quán để duy trì kỷ luật xã hội và đạo đức cán bộ Nhà nước. Người ta đã lập ra GULAG (Tổng cục quản lý các trại lao động tập trung – Главное управление лагерей – ГУЛАГ) trực thuộc bộ dân ủy nội vụ NKVD. Chức năng của Tổng cục quản lý các trại lao động không chỉ là để giam giữ tù nhân mà còn có tác dụng tích cực là cách giải quyết vấn đề nhân lực để khai phá những vùng đất hoang dã và thiếu thốn của đất nước. Kỷ luật sắt cũng có tác động tốt trong việc chống nạn quan liêu - tham nhũng, một phần do bị người dân giám sát, tố cáo và pháp luật trừng trị nặng nên đa số cán bộ, công chức Liên Xô trong thời kỳ này rất gương mẫu và liêm chính, qua đó cũng tăng thêm hiệu quả quản lý của Chính phủ.
- Mặt khác, những nhân tố giải phóng tích cực của cuộc sống mới xã hội chủ nghĩa (thanh toán mù chữ và giáo dục miễn phí cho trẻ em, hệ thống y tế miễn phí, thực hiện bình đẳng nam nữ, chia ruộng đất cho nông dân, quốc hữu hóa tài nguyên và các nhà máy, mức sống ngày càng được nâng cao...) đã tạo động lực lớn, gây nên những làn sóng phấn khởi trong cuộc sống xã hội, những phong trào lớn được sự hưởng ứng của nhân dân, tâm lý chung của xã hội là chấp nhận cống hiến, hy sinh cho tương lai tươi sáng của đất nước và Chủ nghĩa xã hội, với niềm tin tuyệt đối vào lãnh tụ Stalin và Đảng Cộng sản Liên Xô.

Về mặt kinh tế và xã hội, những năm 1920 – 1930 sau Lenin được đặc trưng bởi việc chấm dứt chính sách kinh tế mới và thiết lập nền kinh tế nhà nước tập trung cao độ theo kinh tế kế hoạch hóa toàn diện. Stalin đã hiện thực hóa ý tưởng của Lenin về chủ nghĩa tư bản độc quyền nhà nước mà theo quan điểm của Lenin "Chủ nghĩa tư bản độc quyền nhà nước là sự chuẩn bị vật chất đầy đủ nhất cho chủ nghĩa xã hội, là phòng chờ đi vào chủ nghĩa xã hội" và "chủ nghĩa tư bản nhà nước là cái gì có tính chất tập trung, được tính toán, được kiểm soát và được xã hội hoá", trong đó nhà nước là nhà tư bản duy nhất sở hữu phần lớn tư liệu sản xuất của xã hội. Lenin cho rằng "Không có kỹ thuật đại tư bản chủ nghĩa được xây dựng trên những phát minh của khoa học hiện đại, không có một tổ chức Nhà nước có kế hoạch khiến cho hàng chục triệu người phải tuân theo một cách nghiêm ngặt một tiêu chuẩn thống nhất trong việc sản xuất và phân phối sản phẩm, thì không thể nói chủ nghĩa xã hội được". Đất nước đặc trưng bởi sự bao trùm của bộ máy đảng trong mọi chức năng xã hội và các kế hoạch phát triển kinh tế.
Một quá trình to lớn có ảnh hưởng lâu dài của Liên Xô ở thời gian này là việc tiến hành thành công quá trình công nghiệp hóa xã hội chủ nghĩa. Cho đến nay trong và ngoài nước Nga vẫn còn nhiều nghiên cứu về sự nghiệp công nghiệp hóa này của Liên Xô trong các thập kỷ 1920, 1930. Đầu thập niên 1920, công nghiệp Liên Xô tụt hậu hoảng 50 - 100 năm so với các cường quốc phương Tây. Chỉ sau 15 năm, Liên Xô đã vươn lên trở thành một nước công nghiệp đứng thứ 2 trên thế giới trong một thời gian rất ngắn và điều này là nền tảng kinh tế cho chiến thắng của Liên Xô trong Chiến tranh thế giới thứ hai. Mặt khác, công nghiệp hóa với tốc độ và quy mô rất lớn đã đòi hỏi các nỗ lực cực cao của xã hội và đã gây ra các căng thẳng, mất cân đối kinh tế. Để khắc phục nền nông nghiệp manh mún, Ban lãnh đạo Xô viết đã tiến hành tập thể hóa nông nghiệp ở nông thôn, với mục tiêu xóa bỏ sở hữu tư nhân ruộng đất và biến nền nông nghiệp từ sản xuất gia đình nhỏ lẻ thành nền sản xuất tập trung quy mô lớn (nông trường) để có thể áp dụng cơ giới hóa vào hoạt động sản xuất nông nghiệp, qua đó làm tăng năng suất và giảm chi phí nhờ lợi thế quy mô. Tập thể hóa nông nghiệp đã vấp phải sự phản đối dữ dội của tầng lớp địa chủ giàu có, là thiểu số nhưng lại sở hữu phần lớn ruộng đất tại Nga (được gọi là Kulak). Kulak không muốn chia đất cho nông dân nghèo, họ huy động nông dân làm thuê tiến hành bạo động để chống lại tập thể hóa. Ngoài ra việc tập thể hóa được tiến hành không tuân theo nguyên tắc tự nguyện, mang nặng tính cưỡng ép cũng đã khiến nhiều nông dân trở nên bất bình. Năm 1929, đã có 1.300 vụ bạo động nông dân xảy ra với hơn 200.000 người tham gia  Tới tháng 3 năm 1930, đã có hơn 6.500 cuộc bạo động với 1,4 triệu nông dân tham gia. Để hỗ trợ cho tập thể hóa, Stalin đã cho tiến hành chiến dịch cưỡng bức tầng lớp Kulak rất quyết liệt: toàn bộ tài sản của Kulak bị tịch thu, gia đình họ bị đưa đến những vùng xa xôi hẻo lánh, những vụ bạo động của nông dân cũng bị trấn áp mạnh tay. Thiên tai (hạn hán ở Kazakstan, mưa lớn bất thường ở Ukraina), dịch bệnh trên cây trồng, việc tập trung tài chính cho công nghiệp hóa và những sai lầm trong việc tập thể hóa đã tạo nên nạn đói quy mô lớn ở Liên Xô từ cuối năm 1932 đến đầu năm 1933, trong đó khoảng 3 triệu người chết, 1/3 là tại Ukraina Đầu năm 1933, chính phủ Liên Xô thực hiện chiến dịch cứu trợ lớn và gửi hơn 20.000 công nhân công nghiệp về nông thôn hỗ trợ người dân, tất cả các thành viên Đảng Cộng sản cũng tham gia việc đồng áng. Bất chấp những điều kiện tự nhiên khủng khiếp, vụ thu hoạch rất thành công vào năm 1933 đã chấm dứt nạn đói ở hầu hết các khu vực.

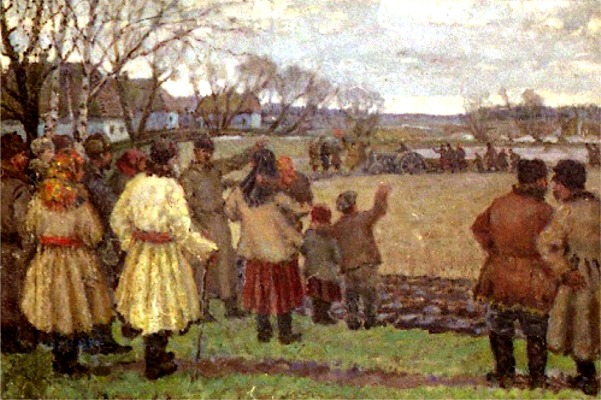
Bức tranh "Máy kéo đầu tiên", mô tả quá trình tập thể hóa và cơ giới hóa nông nghiệp Liên Xô

Sau tập thể hóa, nông thôn Liên Xô đã có những biến đổi to lớn. Việc canh tác thủ công trên các mảnh ruộng nhỏ, dùng gia súc kéo cày đã được thay thế bởi các nông trường cỡ lớn được cơ giới hóa. Nông nghiệp Liên Xô đã cơ bản được cơ giới hóa, năm 1938 đã có 483.500 máy kéo và 153.500 máy gặt đập liên hợp, thay thế cho ngựa kéo trước đây Từ 1938 đến 1940, Liên Xô đã xây dựng mới hơn 1.200 trạm cơ giới kỹ thuật, nền nông nghiệp nhận được 92.000 máy kéo mới. Tới đầu năm 1941 đã điện khí hoá hơn 10 nghìn nông trang và 2.500 trạm cơ giới kỹ thuật. Sản lượng lương thực của nước Nga Sa hoàng năm 1913 là 4,8 triệu pud, còn Liên Xô năm 1937 đã tăng lên tới 6,8 triệu pud. Theo các học giả, mặc dù Stalin đã thực hiện tập thể hóa nông nghiệp theo lối cưỡng chế, chính sách này đã "hiện đại hóa đáng kể nền sản xuất nông nghiệp truyền thống ở Liên Xô và đặt cơ sở cho mức sản xuất lương thực tương đối cao vào những năm 1970 và 1980"
Liên Xô còn thi hành chính sách cấm phân biệt chủng tộc, bảo đảm sự bình đẳng giữa các dân tộc trên lãnh thổ Liên bang Xô Viết và thực hiện nam nữ bình quyền. Liên Xô cho phép phụ nữ có quyền bầu cử sớm hơn Hoa Kỳ, đồng thời khuyến khích, tạo điều kiện để phụ nữ được giáo dục ở bậc cao và tham gia vào các hoạt động chính trị - xã hội. Chính phủ Liên Xô chi ra những khoản đầu tư lớn để phát triển kinh tế xã hội tại các vùng kém phát triển như Trung Á, Siberia... nhằm thúc đẩy sự tiến bộ của các dân tộc chậm tiến tại các vùng này.
Giáo dục ở Liên Xô được phổ cập và miễn phí ngay sau khi chế độ xã hội chủ nghĩa được thành lập. Công dân trực tiếp tham gia lực lượng lao động có quyền hiến định về việc làm và đào tạo nghề miễn phí. Ước tính năm 1917, có 75-85% dân số Nga không biết chữ và các nhà chức trách của Liên Xô rất chú trọng đến việc loại bỏ nạn mù chữ. Những người biết chữ đã được thuê làm giáo viên. Trong một thời gian ngắn, số người được xóa mù chữ đã tăng nhanh. Vào năm 1940, Liên Xô đã có thể tự hào thông báo rằng nạn mù chữ đã được loại bỏ, điều mà nhiều cường quốc tư bản phương Tây đương thời như Mỹ, Pháp... cũng chưa hoàn thành được. Nền giáo dục Liên Xô đã đào tạo ra một đội ngũ trí thức, chuyên gia, nhà khoa học đạt đẳng cấp quốc tế. Chính vì vậy Liên Xô có nền khoa học cơ bản đứng đầu thế giới cùng khả năng nghiên cứu phát triển ra công nghệ mới không hề thua kém phương Tây. Nền giáo dục Liên Xô không những đáp ứng được nhu cầu đào tạo nhân lực cho nền kinh tế mà còn thúc đẩy kinh tế phát triển nhờ sự phát triển của vốn con người.

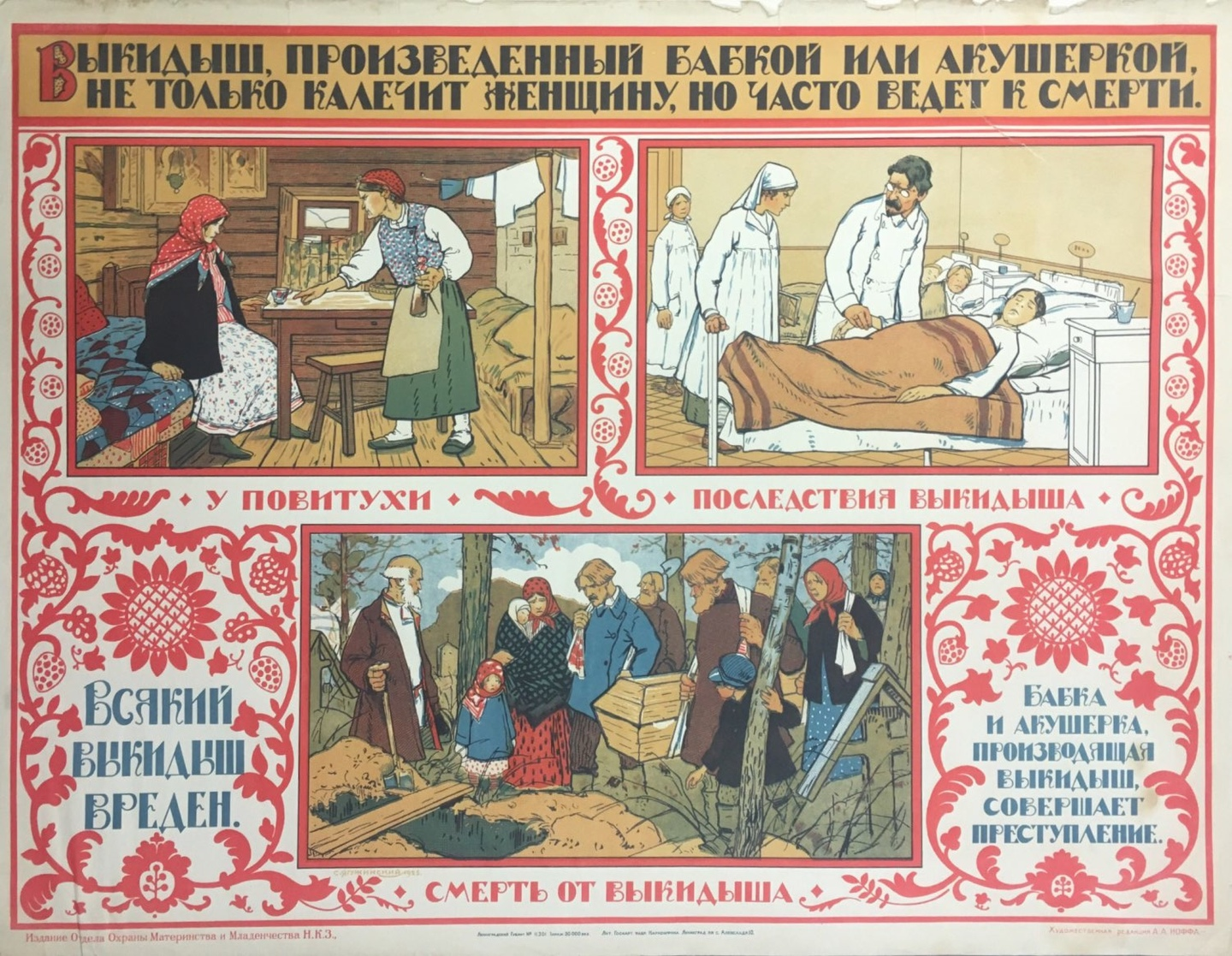
Tem thư của Liên Xô mô tả về hệ thống y tế tại nước này, khuyến khích phụ nữ tới trạm y tế để sinh đẻ thay vì nhờ vào các bà đỡ không được đào tạo.

Về y tế, nguyên tắc xã hội chủ nghĩa về chăm sóc sức khỏe đã được hình thành ngay trong năm 1918. Chăm sóc sức khỏe được kiểm soát bởi nhà nước và sẽ được cung cấp miễn phí cho mọi công dân, điều này đồng thời là một khái niệm mang tính cách mạng, chưa từng có trên thế giới vào thời kỳ đó. Tuy vậy trong thời kỳ đầu hệ thống chăm sóc sức khỏe miễn phí của Liên Xô chưa đủ rộng để phổ cập toàn dân, đến năm 1969 thì hệ thống này mới được phổ cập tới toàn bộ người dân ở vùng nông thôn Điều 42 của Hiến pháp Liên Xô năm 1977 đã quy định: tất cả công dân có quyền được bảo vệ sức khỏe và phục vụ miễn phí tại bất kỳ cơ sở y tế nào ở Liên Xô. Sau cuộc cách mạng xã hội chủ nghĩa, tuổi thọ trung bình của người dân Liên Xô ở tất cả các nhóm tuổi đã tăng lên. Trong giai đoạn 1922-1950, nhờ việc thiết lập hệ thống y tế rộng khắp, tỷ lệ tử vong trẻ em đã giảm nhanh chóng, từ 286,6/1000 trẻ (năm 1913) xuống còn 81/1000 trẻ (năm 1950). Tiêu thụ rượu giảm 2 lần, các bệnh do nghiện rượu gây ra cũng giảm theo. Tỷ lệ dân số tử vong hàng năm giảm từ 2,91% (năm 1913) xuống còn 1% (năm 1950).
Việc được tiếp cận chăm sóc sức khoẻ và giáo dục miễn phí đã giúp dập tắt các dịch bệnh như sốt rét, dịch tả... và tuổi thọ trung bình của công dân Liên Xô đã tăng lên hàng chục năm. Trước cách mạng Tháng Mười, số lượng bác sĩ ở Đế quốc Nga là 20.000; con số này tăng lên 105.000 vào năm 1937. Số giường bệnh cũng tăng từ 175.000 lên đến 618.000 Phụ nữ Liên Xô lần đầu tiên được sinh đẻ trong những bệnh viện an toàn, với khả năng tiếp cận chăm sóc trước khi sinh đã làm giảm đáng kể tỷ lệ tai biến khi sinh đẻ. Chăm sóc y tế rộng rãi và miễn phí được nhìn nhận là sự ưu việt của hệ thống xã hội chủ nghĩa so với hệ thống tư bản chủ nghĩa .
Năm 1927, chính sách công nghiệp hóa được đưa ra với một nỗ lực rất cao, nhằm khắc phục tình trạng lạc hậu, biến Liên Xô thành một quốc gia hiện đại trong thời gian ngắn. Nhà lãnh đạo Stalin tuyên bố rằng "Phải hợp lực và ra sức tăng tốc. Kéo dài tốc độ công nghiệp hóa là sẽ bị lạc hậu, mà lạc hậu thì sẽ phải ăn đòn (bị nước ngoài xâm chiếm)". Tháng 2/1931, Stalin phát biểu về tầm quan trọng sống còn của việc công nghiệp hóa Xô viết trước sự đe dọa ngày càng tăng từ các nước phương Tây:
Chúng ta lạc hậu hơn so với các cường quốc phương Tây cả 100 năm. Cần phải xây dựng nền công nghiệp bắt kịp phương Tây trong 10 năm. Ngành công nghiệp nặng. Nếu không thì chúng ta sẽ bị phương Tây tiêu diệt. (thực tế, đúng 10 năm 4 tháng sau đó, nước Đức Quốc xã đã tấn công Liên Xô)
Trong Kế hoạch 5 năm lần thứ nhất (1928-1932), Liên Xô đề ra kỷ luật lao động nghiêm khắc đối với công nhân công nghiệp; các định mức sản lượng cao, đòi hỏi thợ mỏ phải làm việc ba ca (khoảng 10-12 giờ một ngày). Việc không hoàn thành định mức có thể dẫn đến trách nhiệm cá nhân, bị trừ lương và giảm tiêu chuẩn sinh hoạt. Sau khi Kế hoạch 5 năm lần thứ nhất kết thúc, Liên Xô đã xây dựng được nền công nghiệp nặng với kỹ thuật tiên tiến với 1.500 xí nghiệp, chủ yếu là loại lớn và hiện đại. Giá trị tổng sản phẩm công nghiệp tăng 2 lần, trong đó công nghiệp nặng tăng 2,7 lần. Công nghiệp đã cho ra đời những ngành mới như sản xuất máy kéo, ô tô, máy bay, máy liên hợp, đầu máy chạy điện, sản xuất cao su nhân tạo, tơ tổng hợp và chất dẻo Kế hoạch 5 năm lần thứ nhất đã hoàn thành trước khi thời hạn (4 năm 3 tháng), nền công nghiệp Liên Xô lúc này có khả năng trang bị kỹ thuật mới không chỉ trong công nghiệp và cả trong các ngành giao thông vận tải, xây dựng và nông nghiệp.

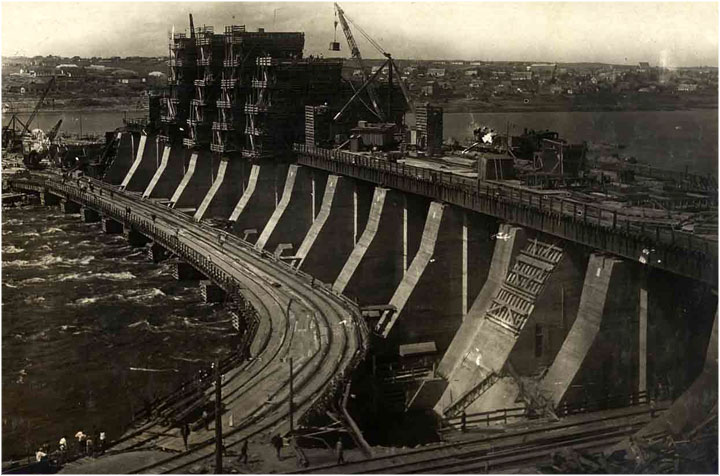
Nhà máy thủy điện Dnepr được xây dựng năm 1927, đây là đập thủy điện lớn nhất châu Âu khi đó và được ca ngợi là một trong những thành tựu lớn nhất của chương trình công nghiệp hóa Liên Xô.

Với sự hỗ trợ của chuyên gia thuê từ nước ngoài và sau đó là sự tự lực trong nước, Liên Xô đã xây dựng được một loạt các tổ hợp công nghiệp khổng lồ ở dọc sông Dniepr, các nhà máy luyện kim như Magnitogorsk, Lipetsk và Chelyabinsk, Novokuznetsk, Norilsk và Uralmash, nhà máy máy kéo ở Volgograd, Chelyabinsk, Kharkov, Uralvagonzavod... và nhiều nơi khác.
Kế hoạch 5 năm lần thứ 2 (1933-1937) đặc biệt chú trọng công nghiệp nặng, đã xây dựng 4.500 nhà máy; giá trị tổng sản phẩm công nghiệp tăng 2,2 lần, trong đó nhóm A tăng 2,4 lần. Công nghiệp nhẹ cũng tăng nhưng không đạt kế hoạch (do số vốn đầu tư phải rút bớt cho công nghiệp quốc phòng để đề phòng nguy cơ chiến tranh).
Công nghiệp hóa nông nghiệp được chú trọng hàng đầu. Với sự xuất hiện của ngành công nghiệp máy kéo trong nước, năm 1932 Liên Xô đã không cần nhập khẩu máy kéo từ nước ngoài và trong năm 1934 các nhà máy Kirov ở Leningrad bắt đầu sản xuất nhãn hiệu máy kéo "Universal", nhãn hiệu máy kéo đầu tiên xuất khẩu ra nước ngoài. Trong mười năm (1932-1941), Liên Xô đã xuất khẩu khoảng 700 nghìn máy kéo, chiếm 40% sản lượng thế giới.
Năm 1935, Liên Xô đã khởi công giai đoạn đầu tiên của Tuyến tàu điện ngầm Moskva với tổng chiều dài 11,2 km, một công trình hiện đại thời bấy giờ và vẫn được sử dụng cho tới ngày nay. Tới năm 1940, sản lượng công nghiệp của Liên Xô đã tăng gấp 7,7 lần so với năm 1922, bình quân hàng năm tăng 14%. Công nghiệp Liên Xô đã chiếm 77,4% cơ cấu nền kinh tế và chiếm 10% toàn thế giới.
Kế hoạch 5 năm lần thứ ba (1938-1942) đã đề ra nhiệm vụ "đuổi kịp và vượt qua các nước tư bản tiên tiến về mặt kỹ thuật và kinh tế". Dự tính đến cuối năm 1942 sẽ tăng sản lượng công nghiệp lên 88%, nông nghiệp tăng 52% so với năm 1937.
| Sản lượng                | 1928 | 1932 | 1937 | Tăng trưởng 1932 so với 1928 (%) Kế hoạch 5 năm lần 1 | Tăng trưởng 1937 so với 1928 (%) Kế hoạch 5 năm lần 2 |
| ------------------------ | ---- | ---- | ---- | ----------------------------------------------------- | ----------------------------------------------------- |
| Sắt, triệu tấn           | 3,3  | 6,2  | 14,5 | 188 %                                                 | 439 %                                                 |
| Thép, triệu tấn          | 4,3  | 5,9  | 17,7 | 137 %                                                 | 412 %                                                 |
| Kim loại đen, triệu tấn  | 3,4  | 4,4  | 13   | 129 %                                                 | 382 %                                                 |
| Than, triệu tấn          | 35,5 | 64,4 | 128  | 181 %                                                 | 361 %                                                 |
| Dầu, triệu tấn           | 11,6 | 21,4 | 28,5 | 184 %                                                 | 246 %                                                 |
| Điện, tỷ KW/h            | 5,0  | 13,5 | 36,2 | 270 %                                                 | 724 %                                                 |
| Giấy, ngàn tấn           | 284  | 471  | 832  | 166 %                                                 | 293 %                                                 |
| Xi măng, triệu tấn       | 1,8  | 3,5  | 5,5  | 194 %                                                 | 306 %                                                 |
| Đường, tấn               | 1283 | 1828 | 2421 | 165 %                                                 | 189 %                                                 |
| Máy công cụ, nghìn chiếc | 2,0  | 19,7 | 48,5 | 985 %                                                 | 2425 %                                                |
| Xe hơi, nghìn chiếc      | 0,8  | 23,9 | 200  | 2988 %                                                | 25000 %                                               |
| Giày dép, cặp xách       | 58,0 | 86,9 | 183  | 150 %                                                 | 316 %                                                 |

Sau công nghiệp hóa và tập thể hóa kinh tế, Liên Xô chỉ còn hai thành phần kinh tế nhà nước và tập thể với đặc điểm quản lý tập trung hóa và kế hoạch hóa cao độ.
Chính sách công nghiệp hóa của Liên Xô đã được thực hiện với một quyết tâm cao độ và kỷ luật sắt: Để nhanh chóng hoàn thành chỉ tiêu đề ra, chính phủ thắt chặt kỷ luật lao động, ví dụ, bộ luật lao động năm 1932 đã thông qua điều luật sa thải bất cứ người lao động nào vắng mặt không có lý do tại nơi làm việc. Lao động bị sa thải sẽ bị mất nhiều quyền lợi (bị đuổi khỏi nhà ở do Nhà nước cấp phát, không được cấp tem phiếu...) và có nguy cơ rất lớn rơi vào tình trạng đói nghèo. Bộ luật lao động sửa đổi năm 1938 quy định rằng bất cứ người lao động nào vắng mặt hoặc thậm chí đi làm trễ 20 phút mà không có lý do đều phải bị sa thải, trong khi hành vi tự ý bỏ việc có thể bị truy tố hình sự và bị phạt từ 2-4 tháng tù. Việc không hoàn thành chỉ tiêu có thể bị khép vào tội phản quốc. Tiền lương thực tế của công nhân bị sụt giảm trong những năm 1928-1937, điều kiện lao động thấp, có những người thợ mỏ đã phải làm việc 16 - 18 giờ mỗi ngày để hoàn thành chỉ tiêu. Các công đoàn bị bãi bỏ, việc xử lý quyền lợi lao động thuộc về chi bộ Đảng tại nhà máy, việc đình công hay bãi công cũng bị cấm. Khoảng 127.000 vụ tai nạn lao động đã xảy ra trong bốn năm (từ 1928 đến 1932). Do phân bổ tối đa nguồn lực cho ngành công nghiệp cùng với năng suất nông nghiệp giảm kể từ khi tập thể hóa, nạn đói đã xảy ra. Ngoài ra, Stalin tập trung phát triển công nghiệp nặng mà ít chú trọng tới các ngành công nghiệp nhẹ sản xuất hàng tiêu dùng, kết quả là người dân Liên Xô thường phải đối mặt với tình trạng thiếu hàng tiêu dùng. Nhiều học giả cho rằng công cuộc công nghiệp hóa của Stalin mặc dù đã đạt được nhiều thành tựu lớn, nhưng người dân Liên Xô cũng phải trải qua một giai đoạn phấn đấu gian khó để có được những thành tựu đó. Alec Nove cho rằng những chính sách công nghiệp hóa của Stalin không thực sự cần phải cứng rắn như vậy, ông cho rằng có những biện pháp khác "ít quyết liệt" hơn để đưa nền kinh tế Liên Xô đi lên . Tuy nhiên, trong bối cảnh thế giới khi đó, nhất là việc Đức Quốc xã đang nổi lên khiến thế chiến thứ hai sắp nổ ra, chỉ một chút chậm trễ và thiếu kiên quyết cũng có thể khiến đất nước phải trả giá đắt. Ngay từ đầu thập niên 1930, Stalin đã biết rằng thế chiến thứ hai sắp xảy ra và Liên Xô sẽ bị tiêu diệt nếu không có nền công nghiệp đủ mạnh, ông nói "Không có thời gian để mất, Hiệp ước Versailles không có gì hơn một lệnh ngừng bắn giữa hai cuộc chiến tranh". Vì vậy, có nhận xét cho rằng chính sách công nghiệp hóa quyết liệt và kỷ luật lao động cứng rắn mà chính phủ Liên Xô đề ra là điều cần thiết trong bối cảnh đó.
Tới trước Chiến tranh thế giới thứ hai, từ xuất phát điểm là Đế quốc Nga với nền sản xuất lạc hậu với tổng sản lượng công nghiệp chỉ đứng thứ 6 thế giới (năm 1917), Liên Xô đã vươn lên trở thành cường quốc công nghiệp thứ 2 thế giới và đứng đầu châu Âu, vượt qua Anh-Pháp-Đức và chỉ đứng sau Mỹ. Sản lượng công nghiệp năm 1937 đã tăng gấp 4,5 lần so với năm 1927 (so với năm 1917 thì tăng gần gấp 10 lần) và chiếm 77,4% tổng sản phẩm kinh tế quốc dân. Sản lượng nông nghiệp tăng 2 lần so với 1927, thu nhập bình quân đầu người tăng 3 lần so với 1927. Nạn mù chữ vốn chiếm gần 90% dân số Nga năm 1917, sau 20 năm đã cơ bản được thanh toán. Sản xuất quốc phòng tăng 2,8 lần chỉ sau 5 năm, vũ khí trang bị và trình độ cơ giới hóa cho quân đội Liên Xô đã đạt tương đương với các cường quốc khác trên thế giới.
Nếu tổng sản lượng công nghiệp năm 1913 được coi là 100 đơn vị, các chỉ số tương ứng của năm 1938 là 93,2 cho Pháp; 113,3 cho Anh, 120 cho Hoa Kỳ; 131,6 đối với Đức và 908,8 cho Liên Xô (tức là tăng gấp 9 lần). Trong chuyến thăm mùa hè năm 1944 của Eric Johnston, Chủ tịch Phòng Thương mại Hoa Kỳ, người đã đến thăm Ural, Siberia và Kazakhstan, đã tuyên bố rằng tiến bộ kinh tế của Liên Xô từ năm 1928 là "một thành tựu phi thường trong lịch sử phát triển công nghiệp của cả thế giới"
| Năm                                   | 1932 | 1937 | 1940 | 1950   | 1955   |
| ------------------------------------- | ---- | ---- | ---- | ------ | ------ |
| Sản lượng công nghiệp so với năm 1928 | 202% | 446% | 646% | 1.119% | 2.065% |
| Thu nhập quốc dân so với năm 1928     | 182% | 386% | 513% | 843%   | 1.417% |

Năm 1940, tổng sản lượng kinh tế (GDP) của Liên Xô (quy đổi theo thời giá USD năm 1990) đạt 417 tỷ USD, so với Anh là 316 tỷ USD, Pháp là 164 tỷ USD, Italy là 147 tỷ USD, Đức là 387 tỷ USD, Nhật Bản là 192 tỷ USD. Nền kinh tế Liên Xô đã có quy mô đứng đầu châu Âu và đứng thứ 2 thế giới, chỉ kém Mỹ (943 tỷ USD)

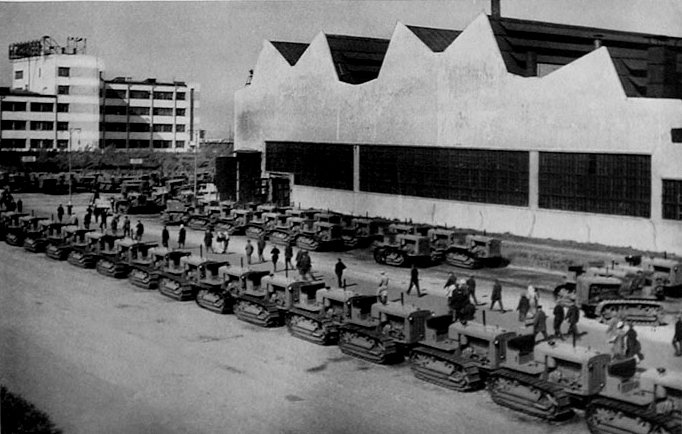
Nhà máy sản xuất máy kéo Chelyabinsk thập niên 1930. Năm 1940, nhà máy đã sản xuất 100.000 máy kéo và trong 4 năm thế chiến đã sản xuất 18.000 xe tăng cho Hồng quân

Trong lịch sử, nước Anh cần 200 năm để trở thành một nước công nghiệp, nước Mỹ cần 120 năm, Nhật Bản cần 40 năm. Trong khi đó, Liên Xô chỉ cần 18 năm để hoàn thành về cơ bản quá trình công nghiệp hóa của mình. Đây là tốc độ công nghiệp hóa nhanh nhất mà thế giới từng ghi nhận.
Nói một cách hình tượng, trong một khoảng thời gian ít hơn 1/4 thế kỷ, trình độ kỹ thuật của nước Nga đã nhảy vọt từ thế kỷ XVI đến thế kỷ XX. Kenneth Neill Cameron nhận xét: 
"Rõ ràng là chúng ta đang chứng kiến một sự tiến bộ kinh tế to lớn nhất từng được ghi nhận, ngay cả so với các cuộc cách mạng công nghiệp. Trong thời hạn 10 năm, một xã hội chủ yếu là phong kiến đã thay đổi thành một đất nước công nghiệp. Và lần đầu tiên trong lịch sử, một bước tiến như vậy không phải do chủ nghĩa tư bản, mà là do chủ nghĩa xã hội tiến hành.
Các nhà kinh tế học khi nghiên cứu nghiêm túc nguồn gốc sự phát triển của nền kinh tế Liên Xô thấy rằng sự phát triển đó khá ấn tượng nhưng không có gì thần bí. Sản lượng của nền kinh tế Xô Viết phát triển nhanh chóng có thể giải thích bằng sự phát triển nhanh của những yếu tố đầu vào của nền sản xuất như: số việc làm tăng, phát triển giáo dục và trên tất cả là đầu tư khổng lồ vào tư liệu sản xuất. Sự phát triển nhanh chóng của nền kinh tế Liên Xô dựa hoàn toàn vào tiết kiệm: Nhà nước hạn chế tiêu dùng để dồn ngân sách cho đầu tư phát triển sản xuất, đó là việc hy sinh sự hưởng thụ hiện thời cho lợi ích lâu dài đạt được trong tương lai. Theo nghiên cứu của Mankiw, Romer và Weil, tỷ lệ tiết kiệm cao sẽ dẫn đến thu nhập cao hơn trong tình trạng kinh tế ổn định, đồng thời làm tăng vốn đầu tư cho con người cũng như tăng năng suất của nền kinh tế. Liên Xô đã sử dụng các nguồn lực thiên nhiên và con người hiệu quả hơn, có một định hướng kinh tế rõ ràng hơn thời Sa Hoàng, hệ thống chính trị có khả năng tập trung các nguồn lực để thực hiện các định hướng đó, do đó đã đạt được những thành tựu mà nước Nga phong kiến không thể nào đạt được. Ngoài ra sự thành công của Liên Xô dưới thời Stalin còn có sự đóng góp của những yếu tố đặc trưng của nước Nga như lãnh thổ rộng lớn, giàu tài nguyên; tầng lớp trí thức sót lại từ thời Sa Hoàng và tầng lớp khoa học gia mới được đào tạo có trình độ cao; sự siêng năng, ham hiểu biết, chính trực và những nỗ lực lao động vượt bậc của người Nga... Nếu không có những yếu tố này thì các chính sách, biện pháp kinh tế của chính quyền Xô Viết cũng không phát huy được hiệu quả đến vậy.
Sự thành công của Liên Xô trong thời kỳ này cũng tạo ra sức ép với các nước tư bản chủ nghĩa. Ở Mỹ thời kỳ Đại suy thoái (1929-1933), mỗi ngày có 350 lá đơn của công dân Mỹ muốn được di cư sang Liên Xô. Tháng 7 năm 1934, Herbert George Wells nói với Stalin rằng: "Bây giờ các nhà tư bản nên học hỏi các ông để lãnh hội tinh thần chủ nghĩa xã hội. Tôi tin rằng với nước Mỹ, vấn đề nằm ở chỗ phải cải tạo sâu sắc, xây dựng nền kinh tế có kế hoạch, tức là kinh tế xã hội chủ nghĩa". Chính sách kinh tế mới của Hoa Kỳ năm 1934 nhằm khắc phục Đại suy thoái chính là tiếp thu những thế mạnh trong chính sách của Liên Xô
Giáo sư Kolesov tin rằng nếu không có các chính sách công nghiệp hóa của Stalin thì Liên Xô không thể duy trì nền độc lập chính trị và kinh tế của đất nước. Giá trị của công nghiệp hóa đã được xác định trước bởi tình trạng lạc hậu về kinh tế và một thời hạn quá ngắn để loại bỏ nó. Liên Xô đã loại bỏ tình trạng lạc hậu của đất nước chỉ trong thời gian rất ngắn là 13 năm (ngay trước khi Đức Quốc xã tấn công Liên Xô), thành quả rất lớn này đã cho phép Liên Xô chiến đấu và cuối cùng giành chiến thắng trong Chiến tranh thế giới thứ hai.

### Trong Chiến tranh thế giới thứ hai
Năm 1939, nguy cơ chiến tranh thế giới đã hiển hiện rất rõ ràng tại châu Âu. Liên Xô trước đó vài năm đã theo đuổi chính sách an ninh tập thể, Liên Xô kêu gọi một sự hợp tác với các nước Anh, Pháp để cùng kiềm chế nước Đức phát xít của Adolf Hitler đang quân phiệt hóa rất mạnh, nhưng Anh-Pháp đã không hồi đáp đề nghị này.

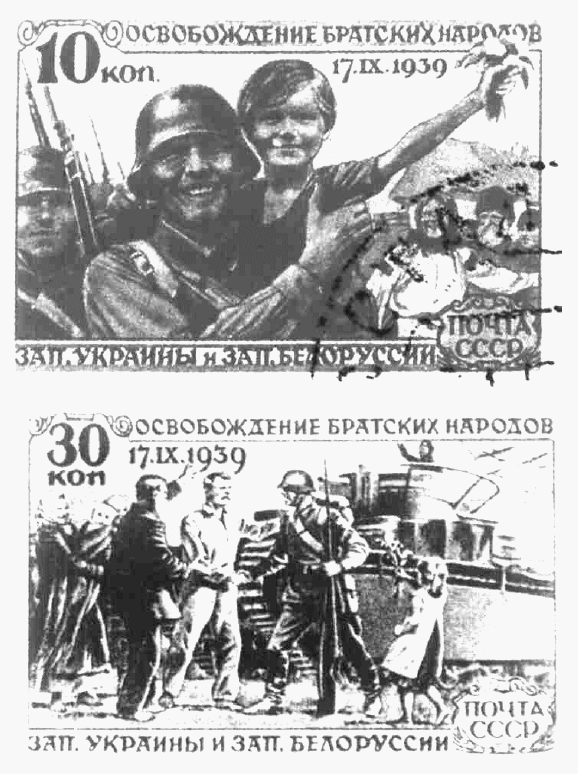
Tem thư Liên Xô năm 1940 kỷ niệm Chiến dịch Giải phóng Tây Ukraina và Tây Belorussia khỏi sự chiếm đóng của Ba Lan ngày 17 tháng 9 năm 1939

Năm 1939, sau khi Anh-Pháp ký với Đức Hiệp ước München và làm ngơ cho việc Đức chiếm toàn bộ Tiệp Khắc, ban lãnh đạo của Liên bang Xô viết tin rằng Anh-Pháp muốn hướng cỗ máy chiến tranh Đức nhắm vào họ. Phản ứng lại, Liên Xô thay đổi đột ngột chính sách đối ngoại của mình: quay sang hòa hoãn với Hitler. Liên Xô và Đức đã ký hiệp định không xâm phạm lẫn nhau (Hiệp ước Molotov-Ribbentrop) và đi xa hơn nữa hai bên ký biên bản thỏa thuận bí mật (секретный протокол) phân chia ảnh hưởng ở các nước khác. Khi Đức tấn công Ba Lan, phần lãnh thổ Tây Ukraina, Tây Belarusia vốn bị quân Ba Lan chiếm năm 1919 sẽ được quay trở về Liên Xô. Liên Xô có quyền đòi lại những lãnh thổ từng thuộc nước Đế quốc Nga cũ: 3 quốc gia vùng biển Baltic (Estonia, Latvia, Litva), phần đất Karelia (bị Phần Lan chiếm năm 1921) và Bessarabia (Moldova ngày nay) bị România chiếm năm 1920. Đổi lại Liên Xô sẽ trung lập trong chiến tranh giữa Đức và khối Anh – Pháp.
Theo đúng tinh thần của biên bản bí mật, sau khi Đức tấn công Ba Lan mở đầu Chiến tranh thế giới thứ hai (1 tháng 9 năm 1939), Quân đội Xô viết kéo vào Ba Lan, thu hồi lại Tây Belarusia, Tây Ukraina. Vùng Bessarabia cũng được România trao trả để lập nên nước Cộng hòa Xã hội chủ nghĩa Moldavia (ngày nay là Moldova). Năm 1940, Liên Xô sáp nhập ba quốc gia vùng biển Baltic: Estonia, Latvia, Litva và lập nên ba nước cộng hòa xã hội chủ nghĩa vùng Baltic (ban đầu không được phương Tây công nhận) và gây chiến tranh chống Phần Lan để thu hồi dải đất Karelia (bị Phần Lan chiếm năm 1921) để lập nên nước Cộng hòa Xã hội chủ nghĩa Xô viết tự trị Karelia. Trong Chiến tranh Liên Xô-Phần Lan (1940) quân đội Xô viết đã bộc lộ những yếu kém, lạc hậu của mình và đó cũng là một trong những nguyên nhân để Hitler tấn công Liên Xô năm 1941.
Ngày 22 tháng 6 năm 1941, nước Đức Quốc xã tấn công Liên bang Xô viết và bắt đầu "Chiến tranh vệ quốc vĩ đại" của Liên Xô (1941 – 1945). Liên Xô tham gia vào khối Đồng Minh gồm Anh, Pháp Tự do và sau này có thêm Mỹ, Úc, New Zealand, Canada, Trung Quốc... Quân đội Liên Xô trong giai đoạn đầu 1941 – 1942 đã chịu nhiều thất bại lớn, bị đẩy lùi với tổn thất rất lớn vì những nguyên nhân sau:
- Quân đội Xô viết dù đã nỗ lực hoàn thiện nhưng năm 1941 vẫn còn kém khá xa Wehrmacht (quân đội Đức Quốc xã) về mọi mặt: quân số, trang bị vũ khí (quân đội Đức được vũ trang từ trước, rất hiện đại, nhất là sau khi chiếm được nước Pháp với các nguồn công nghiệp chiến tranh khổng lồ của nước này), trình độ tác chiến, tinh thần chiến đấu và nhất là quân đội Đức đã đi trước các nước khác khá xa về tư duy quân sự trong nghệ thuật chiến tranh: Đức đã phát kiến ra các chiến thuật chiến tranh cơ động, đây là cuộc cách mạng trong nghệ thuật quân sự với sự sử dụng tập trung các mũi nhọn xe tăng thiết giáp, không quân và bộ binh cơ giới... Trong khi đó quân đội Xô viết cũng như các quân đội châu Âu khác vẫn còn nặng về tư duy chiến tranh trận địa của Chiến tranh thế giới thứ nhất (thảm bại của liên quân Anh – Pháp năm 1940 tại chiến trường châu Âu cũng cho thấy rất rõ điều này).
- Nền kinh tế của Đức đã được chuẩn bị sẵn sàng cho chiến tranh, nước Đức vốn đã có tiềm lực công nghiệp khổng lồ lại được tăng cường thêm nhờ các nhà máy và nguồn nhân công chất lượng cao của cả chục nước châu Âu bị chiếm đóng hoặc quy phục (Pháp, Tiệp Khắc, Ba Lan, Áo, Hà Lan, Nam Tư, România, Hungary...), cộng với lao động nô lệ của người Do Thái.
- Stalin biết rằng chiến tranh với Đức sẽ nổ ra nhưng không thể sớm hơn năm 1942, do vậy ông không cho phép quân đội cũng như toàn quốc áp dụng các biện pháp quốc phòng ở mức độ cao vì sợ là sẽ khiêu khích Đức tấn công sớm hơn.
- Các cuộc thanh lọc trong tầng lớp sĩ quan của Hồng quân Liên Xô từ năm 1937 – 1938 khiến nhiều tướng lĩnh, sĩ quan các cấp có kiến thức và kinh nghiệm quân sự bị cách chức, bắt giam hoặc bị xử bắn. Các tổn thất về cán bộ quân sự khiến Hồng quân bị thiếu sĩ quan có kinh nghiệm chiến đấu.

Trong hai năm 1941 – 1942, quân Đức đã chiếm đóng một phần lớn lãnh thổ phía tây của phần châu Âu của Liên Xô, nơi có 40% dân số và một phần đáng kể tiềm lực kinh tế của đất nước. Cuộc chiến tranh này đối với Liên Xô là có tính chất sống còn: nếu họ thất bại thì không chỉ mất lãnh thổ mà toàn bộ dân tộc sẽ đứng trước nguy cơ bị diệt chủng (đối với Đức, chiến tranh chống Liên Xô không phải là để kết thúc bằng một hiệp ước có lợi như các cuộc chiến tranh trước đó, mà là để tiêu diệt số lớn giống người Slav "hạ đẳng", đuổi số còn lại sang vùng Siberia hoang dã để chiếm đất cho "không gian sinh tồn" của giống người Đức Aryan "thượng đẳng" (xem kế hoạch Barbarossa và chủ nghĩa phát xít).

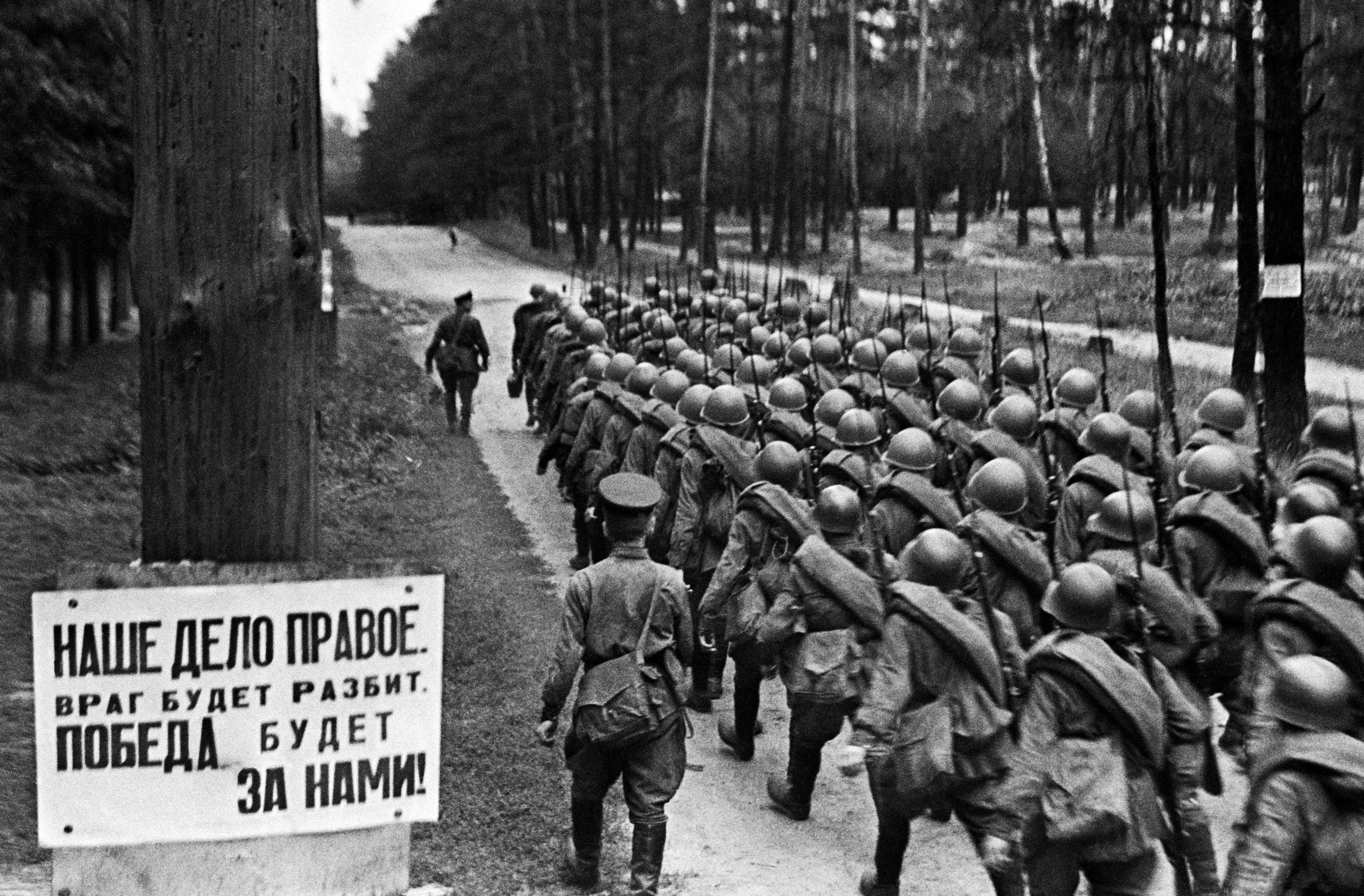
Hồng quân Liên Xô tiến ra mặt trận, Moskva ngày 23 tháng 6 năm 1941. Bảng bên trái ghi dòng chữ: "Chính nghĩa thuộc về chúng ta. Kẻ thù sẽ bị tiêu diệt. Chiến thắng sẽ thuộc về chúng ta"

Đảng Cộng sản Liên Xô lãnh đạo xã hội tiến hành kháng chiến. Các nhà máy lớn, các nông trường đều thành lập chi bộ Đảng để thực hiện nhanh chóng chỉ đạo từ trung ương. Nửa cuối năm 1941, hơn 1 triệu đảng viên nhập ngũ, chiếm 1/3 số binh sỹ Hồng quân (đến cuối chiến tranh, có tới 2,7 triệu chiến sỹ Hồng quân là Đảng viên). Chính phủ Liên Xô đã có những nỗ lực vô cùng to lớn để di chuyển toàn bộ các nhà máy và nguồn lực kinh tế sang các vùng sâu sau dãy Ural và Siberia và thiết lập dây chuyền sản xuất tại chỗ mới. Chỉ trong 4 tháng (từ tháng 7 tới tháng 11 năm 1941), đã tổ chức cho 1500 xí nghiệp và 10 triệu người sơ tán về phía Đông, xa khỏi đòn tấn công của Đức. Tại nơi ở mới, người dân bắt tay ngay vào sản xuất với những dây chuyền sản xuất được di tản cùng họ, thậm chí có nhà máy được dựng tạm ở ngay trên đất trống ngoài trời.
Chỉ sau một năm, sản xuất đã đạt mức trước chiến tranh và sau đó tiếp tục tăng lên với tốc độ rất cao, người Xô viết đã lao động tự giác, quên mình vì chiến thắng với các nỗ lực rất phi thường. Phần lớn các dân tộc các nước Cộng hòa của Liên bang Xô viết đã đoàn kết hiệp lực tin tưởng vào sự lãnh đạo của đảng cộng sản Liên Xô và lãnh tụ Stalin để đẩy lùi mối họa phát xít.
Quân đội Xô Viết tuy liên tục gặp thất bạị, bị tiêu diệt hoặc bị bắt làm tù binh hàng triệu người nhưng đã chống trả rất kiên cường theo khẩu hiệu "tử thủ" (стоять насмерть) và gây cho quân Đức những tổn thất lớn, khiến đà tiến của Đức chậm dần. Đến cuối năm 1941, họ đã chặn đứng được quân đội Đức quốc xã tại cửa ngõ thủ đô Moskva. Đây cũng là trận thua lớn đầu tiên của quân đội Đức quốc xã trong thế chiến 2, cho thấy chiến tranh đã đảo chiều theo hướng bất lợi cho Đức và có lợi cho phía Liên Xô.
Khi quân Đức tấn công, đã có những dân tộc thiểu số muốn ly khai như người Chechen và người Thổ tại Kavkaz, người Tartar ở Krym, người Kozak tại Ukraina đã cộng tác với Đức quốc xã và được tham gia các lực lượng như Waffen-SS Đức, lực lượng Don Cossack (Kozak sông Đông)... Vì lý do này, nhiều dân tộc thiểu số do cộng tác với Đức Quốc xã đã bị trục xuất khỏi quê hương và bị tái định cư cưỡng bức. Trong giai đoạn từ 1941 đến 1948, Liên Xô trục xuất 3.266.340 người dân tộc thiểu số đến các khu định cư đặc biệt bên trong Liên Xô, 2/3 trong số đó bị trục xuất hoàn toàn dựa trên sắc tộc của họ, hơn một phần mười trong số đó qua đời trong thời gian này. Theo số liệu của Bộ Nội vụ Liên Xô vào tháng 1 năm 1953, số người "định cư đặc biệt" từ 17 tuổi trở lên là 1.810.140 người, trong đó có 56.589 người Nga.. Theo Krivosheev, có khoảng 215.000 người Liên Xô đã tử trận khi phục vụ trong hàng ngũ quân đội Đức Quốc xã (quân Đức gọi những người Liên Xô phục vụ cho họ là Hiwi).
Trong các năm 1942 – 1943, các nỗ lực chiến tranh và kinh tế to lớn của Liên bang Xô viết cộng với sự giúp đỡ của đồng minh Anh – Mỹ trong Liên minh chống Phát xít đã tạo được bước ngoặt cơ bản của chiến tranh bằng các chiến thắng lớn tại Stalingrad và Kursk. Với tiềm lực công nghiệp rất mạnh có được nhờ công nghiệp hóa thành công, sản lượng vũ khí của Liên Xô sớm bắt kịp rồi vượt xa Đức, đây là nhân tố quyết định cho chiến thắng của Liên Xô trong chiến tranh tổng lực với Đức. Đến cuối năm 1944, Liên Xô đã giải phóng được toàn bộ đất đai của mình và đánh đuổi quân Đức trên lãnh thổ các nước Đông Âu và Trung Âu và đưa chiến tranh vào chính nước Đức. Tháng 4 năm 1945, Hồng quân Liên Xô chiếm được Berlin. Nước Đức Quốc xã sụp đổ và đầu hàng.

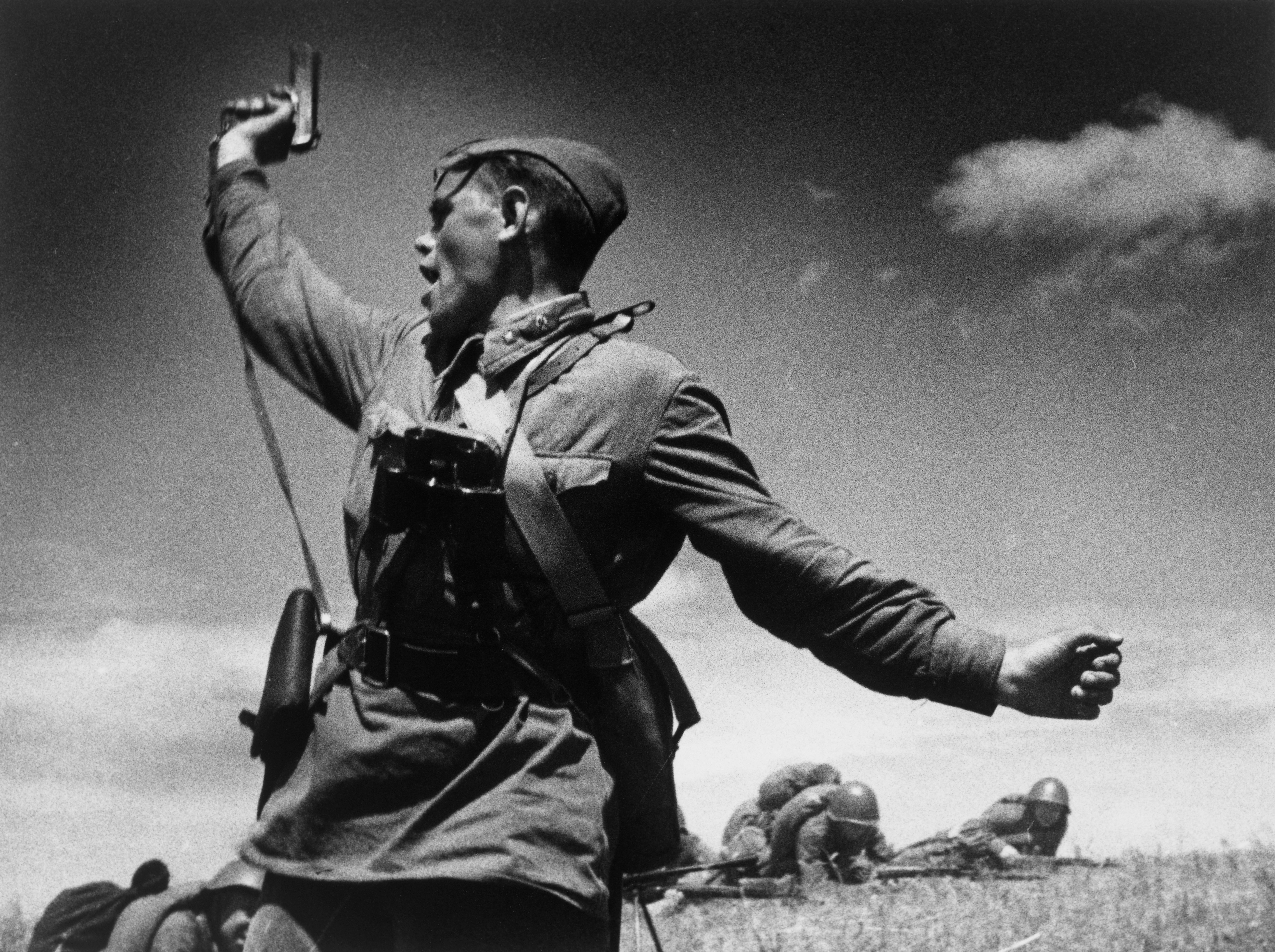
Thiếu tá, chính trị viên Alexey Gordeyevich Eremenko dẫn đầu đội hình xung phong tại Voroshilovgrad ngày 12 tháng 6 năm 1942 và đã hy sinh chỉ vài phút sau đó. Bức ảnh này được coi là biểu tượng cho chủ nghĩa anh hùng cách mạng của Hồng quân Liên Xô trong cuộc chiến tranh chống phát xít Đức

Ngay sau chiến thắng đối với nước Đức, Liên Xô tham chiến chống Nhật Bản và vào đầu tháng 8 năm 1945, đã dễ dàng đánh tan 800.000 quân thuộc đạo quân Quan Đông của Nhật tại Mãn Châu. Ngày 15 tháng 8 năm 1945, Nhật Bản tuyên bố đầu hàng Đồng Minh vô điều kiện và Chiến tranh thế giới thứ hai chấm dứt.
Mặt trận Xô-Đức là mặt trận có quy mô lớn nhất trong thế chiến thứ 2. Đức đã tung ra 70% binh lực với các sư đoàn mạnh và tinh nhuệ nhất, cùng với khoảng 81% số đại bác, súng cối; 67% xe tăng; 60% máy bay chiến đấu, chưa kể binh lực góp thêm của các nước đồng minh của Đức (Ý, România, Bulgaria, Hungary, Phần Lan...) Có những thời điểm hai bên chiến tuyến đồng thời hiện diện đến 12,8 triệu quân, 163.000 khẩu pháo và súng cối, 20.000 xe tăng và pháo tự hành, 18.800 máy bay. Ngay cả sau khi Mỹ, Anh mở mặt trận phía Tây, Đức vẫn sử dụng gần 2/3 binh lực để chiến đấu với Liên Xô. Các trận đánh như Trận Moskva, Trận Stalingrad, Trận Kursk, Chiến dịch Bagration là những chiến dịch có quy mô, sức tàn phá và số thương vong ghê gớm nhất trong Chiến tranh thế giới thứ hai. Kết quả tại mặt trận Xô-Đức, quân Đức và chư hầu đã bị tổn thất 607 sư đoàn, trong đó có 507 sư đoàn Đức tinh nhuệ, chiếm 75% tổng số tổn thất của quân Đức trong chiến tranh thế giới 2. Về trang bị, Đức bị mất 75% số xe tăng, 70% số máy bay, 74% số pháo binh và 30% số tàu hải quân tại mặt trận Xô-Đức. Để so sánh, các nước đồng minh khác (Anh, Pháp, Mỹ, Úc, Canada...) gộp lại đã đánh tan được 176 sư đoàn.
Chiến tranh thế giới thứ hai đã làm hơn 20 tới 26 triệu người Xô viết thiệt mạng (bao gồm 8,67 triệu binh sỹ và 12-18 triệu thường dân), 1.710 thành phố, thị trấn và hơn 70.000 làng mạc bị phá huỷ, 32.000 cơ sở công nghiệp, 98.000 nông trang tập thể, nhiều công trình văn hóa của Liên bang Xô viết bị phá huỷ, hơn 25 triệu người mất nhà cửa. Tổng cộng, Liên Xô mất gần 30% tài sản quốc gia và gần 1/8 dân số. Các trận đánh như Trận Moskva, Trận Stalingrad, Trận Kursk, Chiến dịch Bagration là những chiến dịch có quy mô, sức tàn phá và số thương vong ghê gớm nhất trong Chiến tranh thế giới thứ hai. Dù vậy, mỗi người dân Liên Xô đã có những nỗ lực lao động phi thường để bù đắp tổn thất và góp phần làm nên chiến thắng chung cuộc. Chỉ trong 1 năm rưỡi (từ tháng 6/1941 đến hết 1942), Liên Xô đã sơ tán hơn 2.000 xí nghiệp và 25 triệu dân và sâu trong hậu phương. Các nhà máy tăng nhanh tốc độ sản xuất, năm 1942, sản lượng vũ khí đã tăng gấp 5 lần so với 1940 và đã bắt kịp Đức, tới năm 1944 thì đã cao gấp đôi Đức.

Người lính Hồng quân Meliton Kantaria cắm lá cờ đỏ búa liềm Xô Viết trên tòa nhà Quốc hội Đức, đánh dấu chiến thắng của Liên Xô trong thế chiến thứ hai

Giai đoạn 1941-1945, trung bình mỗi năm Liên Xô sản xuất được 27.000 máy bay chiến đấu, 23.774 xe tăng và pháo tự hành, 24.442 khẩu pháo (từ 76mm trở lên); con số này ở phía Đức là 19.700 máy bay chiến đấu, 13.400 xe tăng và pháo tự hành, 11.200 khẩu pháo. Nhờ sản lượng vũ khí khổng lồ, sau chiến tranh, Liên Xô đã có trong tay một lực lượng lục quân mạnh nhất thế giới với 11 triệu người, trang bị 40.000 xe tăng và pháo tự hành và hơn 100.000 khẩu pháo các loại. Nhiều loại vũ khí như xe tăng T-34, máy bay Il-2, pháo Kachiusa... được xem là có chất lượng đứng đầu thế giới. Quân đội Liên Xô có nhiều xe tăng và trọng pháo hơn tất cả các nước Anh - Pháp - Mỹ gộp lại và một số lượng lớn các sĩ quan và binh lính có rất nhiều kinh nghiệm trận mạc.
Sau chiến tranh, tại những vùng lãnh thổ của Đế chế Nga cũ đã xuất hiện các nước cộng hòa xã hội chủ nghĩa mới thuộc Liên Xô: Moldavia, Estonia, Latvia, Litva, Karelia.
Với chiến thắng trong thế chiến, Liên Xô trở thành siêu cường thế giới, đủ sức cạnh tranh với Hoa Kỳ. Nước Anh từng là bá chủ thế giới trong thế kỷ XIX, nay đã bị tụt xuống chỉ còn là cường quốc hạng 2. Thủ tướng Anh Winston Churchill đã bình luận về tình hình châu Âu tại Hội nghị Yalta tháng 2 năm 1945: "Ở bên này là con gấu Nga to lớn, ở bên kia là con voi Mỹ khổng lồ, còn ở giữa là con lừa Anh còm cõi tội nghiệp". Sau thế chiến, Ủy ban Tham mưu của Anh đã từng lên kế hoạch đem 127 sư đoàn Anh-Mỹ tấn công Liên Xô và đẩy Hồng quân ra khỏi châu Âu, nhưng kế hoạch bị coi là không khả thi do quân đội Liên Xô có lực lượng còn mạnh hơn gấp đôi và kế hoạch này bị gọi là "Chiến dịch Không tưởng".
Mặc dù có những khó khăn to lớn do hậu quả của chiến tranh, Liên Xô bước ra khỏi chiến tranh với tư thế người chiến thắng góp phần quan trọng nhất vào việc đánh thắng chủ nghĩa phát xít với uy tín quốc tế cực kỳ cao và niềm phấn khởi tự hào lớn lao của nhân dân đối với cường quốc xã hội chủ nghĩa của mình tạo tiền đề để Liên Xô mạnh lên thành siêu cường thế giới sau thế chiến.

### Sau chiến tranh

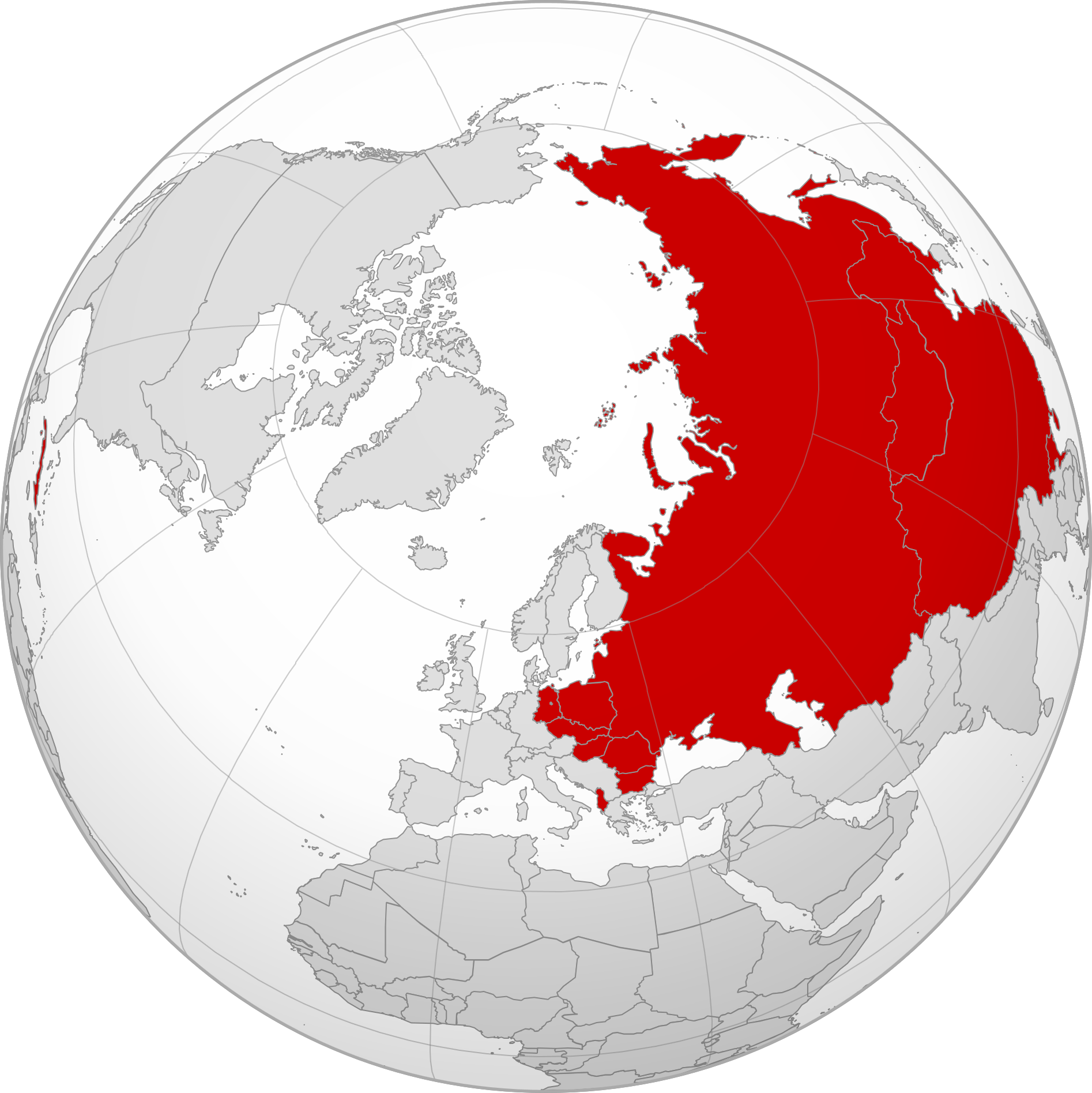
Bản đồ cho thấy phạm vi lãnh thổ lớn nhất của Liên Xô và các quốc gia đồng minh về chính trị, kinh tế và quân sự vào năm 1960, sau Cách mạng Cuba năm 1959 nhưng trước khi chính thức Chia rẽ Trung – Xô năm 1961

Sau chiến tranh, Liên Xô đã xây dựng lại và mở rộng nền kinh tế trong khi vẫn duy trì sự kiểm soát tập trung nghiêm ngặt. Liên Xô kiểm soát hiệu quả hầu hết các nước Đông Âu (trừ Nam Tư và Albania sau này) như là các quốc gia vệ tinh. Liên Xô đã kết hợp các quốc gia Đông Âu vào năm 1955 với một liên minh quân sự, Khối Hiệp ước Warszawa và một tổ chức kinh tế, Hội đồng Tương trợ Kinh tế hoặc Comecon (đối tác của Cộng đồng Kinh tế châu Âu (EEC)). Liên Xô tập trung vào việc tự phục hồi kinh tế, chuyển giao hầu hết các nhà máy công nghiệp của Đức và sử dụng các tập đoàn do Liên Xô lãnh đạo để thu tiền bồi thường chiến tranh từ Đông Đức, Hungary, România và Bulgaria. Liên Xô cũng có các thỏa thuận thương mại được thiết kế để mang lại lợi ích cho đất nước. Moskva có ảnh hưởng mạnh lên các Đảng cộng sản tại các quốc gia Đông Âu và họ thường ủng hộ các chính sách của Kremlin. Sau đó, Khối Comecon đã cung cấp hỗ trợ cho Đảng Cộng sản Trung Quốc, cuối cùng đã giành chiến thắng và ảnh hưởng của nó đã phát triển ở những nơi khác trên thế giới. Lo sợ tầm ảnh hưởng ngày cành tăng của Liên Xô, các đồng minh thời chiến của Liên Xô, gồm Anh và Hoa Kỳ, trở thành đối thủ của họ. Trong Chiến tranh Lạnh sau đó, hai bên đã đụng độ gián tiếp trong cuộc chiến ủy nhiệm, cạnh tranh ngoại giao, chạy đua khoa học công nghệ.

#### Phục hồi (1945– 1955)
Sau khi Chiến tranh thế giới thứ hai chấm dứt, ngay lập tức các mâu thuẫn tư tưởng, chính trị giữa chủ nghĩa tư bản và chủ nghĩa cộng sản đã phân các đồng minh cũ ra hai chiến tuyến của Chiến tranh Lạnh: Hoa Kỳ đứng đầu phe tư bản chủ nghĩa muốn hạn chế và triệt tiêu sự phát triển của chủ nghĩa cộng sản, còn Liên bang Xô viết lãnh đạo phe xã hội chủ nghĩa vì mục tiêu xây dựng chủ nghĩa cộng sản và truyền bá hệ tư tưởng này ra khắp thế giới.
Sự căng thẳng giữa Liên Xô và Hoa Kỳ và Vương quốc Anh bắt đầu gia tăng. Liên Xô vào năm 1948 đã thiết lập các chính phủ ủng hộ chủ nghĩa cộng sản ở các nước Đông Âu mà Liên Xô đã giải phóng khỏi sự kiểm soát của Đức Quốc Xã trong chiến tranh. Mỹ và Anh lo sợ sự lan rộng của chủ nghĩa cộng sản vào Tây Âu và trên toàn thế giới, vào năm 1949, Hoa Kỳ, Canada và các đồng minh châu Âu đã thành lập Tổ chức Hiệp ước Bắc Đại Tây Dương (NATO), là liên minh giữa các quốc gia thuộc khối phương Tây là một chương trình chính trị có hiệu lực chống lại Liên Xô và các đồng minh. Để đáp trả NATO, Liên Xô năm 1955 đã liên kết quyền lực giữa các nước thuộc Khối Đông dưới một liên minh có tên là Khối Warszawa, khởi đầu Chiến tranh Lạnh. Cuộc đấu tranh giữa 2 khối trong Chiến tranh Lạnh đã diễn ra trên các mặt trận chính trị, kinh tế và tuyên truyền giữa Khối Đông và phương Tây, sẽ tồn tại dưới nhiều hình thức khác nhau cho đến khi Liên Xô tan rã năm 1991.
Sau chiến tranh thế giới hai, Liên Xô bị tàn phá nặng nề. Tổn thất vật chất ước tính là 2,5 nghìn tỷ rúp, tương đương với 30% toàn bộ nguồn của cải của đất nước. Sự phát triển các ngành kinh tế quan trọng bị thụt lùi tới 10-15 năm. Khoảng 20 tới 27 triệu người Liên Xô đã chết trong chiến tranh, hơn 5 triệu ngôi nhà bị phá hủy, 25 triệu người vô gia cư, thu hoạch nông nghiệp giảm 1/3. Hơn 70.000 ngôi làng, 7 vạn thôn trang, 32.000 nhà máy, 65.000 km đường sắt, 1.135 mỏ khoáng sản bị phá hủy. Trước những tổn thất nặng nề đó, Liên Xô đề ra một kế hoạch 5 năm nhằm khôi phục nền kinh tế và đã hoàn thành mục tiêu này trong 4 năm 3 tháng. Đến năm 1950, giá trị sản xuất công nghiệp tăng 73% so với năm 1940, nông nghiệp cũng khôi phục 99%. Liên Xô đã đạt tổng sản phẩm quốc dân là 153 tỷ đôla (thời giá 1950), đứng thứ hai thế giới chỉ sau Mỹ (287 tỷ đôla).

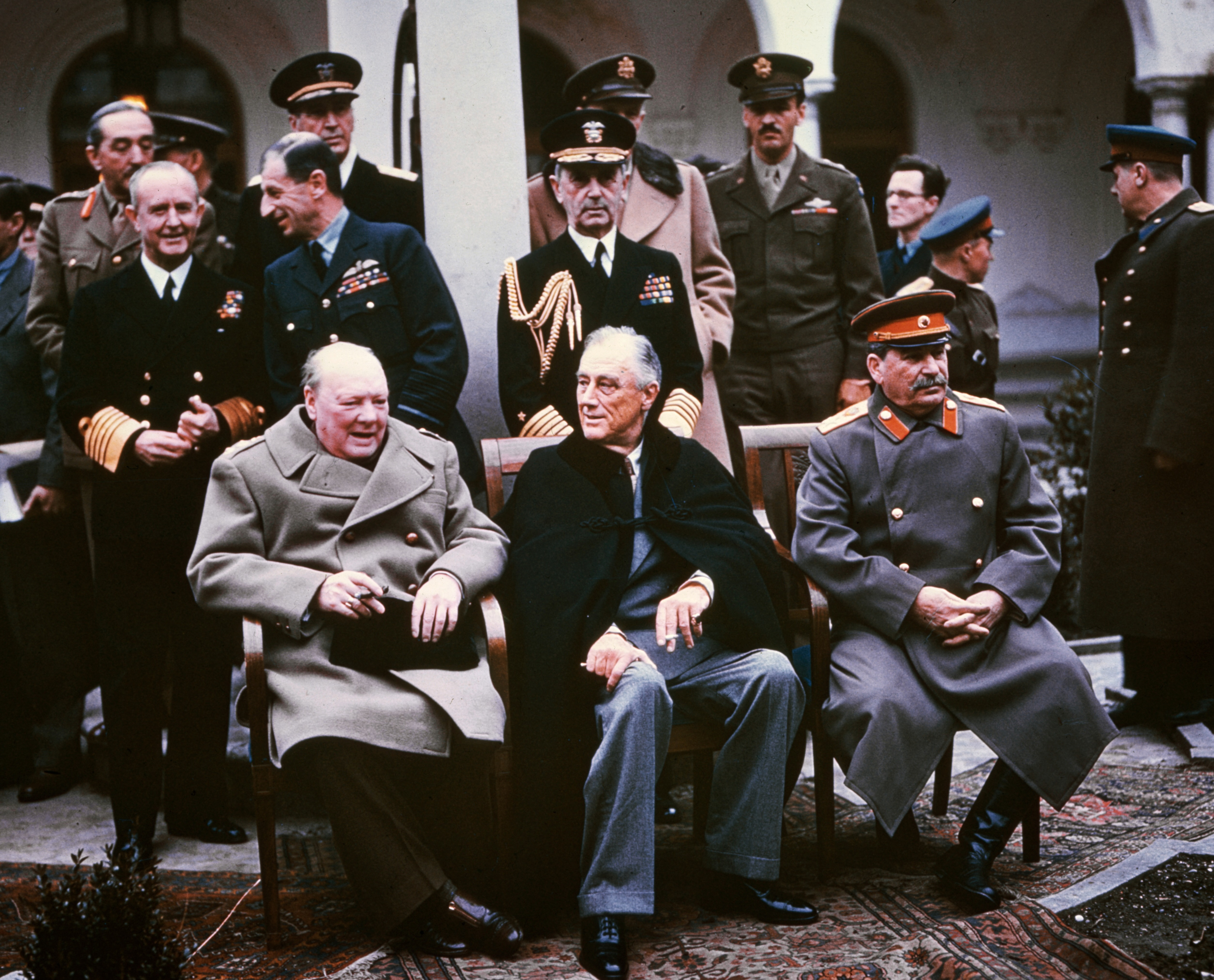
Bộ ba lớn. Ngồi ở giữa từ trái qua phải, Churchill, Roosevelt và Stalin

Tại châu Âu sau chiến tranh, các nước Đông Âu (Ba Lan, Hungary, Cộng hòa Dân chủ Đức, Bulgaria, Tiệp Khắc, România, Albania, Nam Tư) mặc nhiên được Hoa Kỳ và phương Tây coi là khu vực ảnh hưởng của Liên Xô. Tại đây Liên Xô giúp đỡ tài chính và quân sự cho các nước này phục hồi nền kinh tế, thành lập các nhà nước xã hội chủ nghĩa dưới sự kiểm soát của mình. Phần lớn các nước này vào năm 1955 đã tham gia Khối Warszawa với Liên bang Xô viết làm trụ cột để đối đầu với khối quân sự Hiệp ước Bắc Đại Tây Dương (NATO) của phương Tây do Hoa Kỳ lãnh đạo. Sau này các quốc gia này tham gia Hội đồng tương trợ kinh tế COMECON. Liên Xô thông qua lực lượng quân sự hùng hậu của mình đóng trên lãnh thổ Đông Âu và bằng thỏa thuận kinh tế trong COMECON để uốn nắn đường lối chính trị của các đồng minh Đông Âu và sau này từng can thiệp trực tiếp để ngăn chặn các cuộc bạo động tại các nước này như tại Hungary (1956), Tiệp Khắc (1968) và Ba Lan (1982).
Ở châu Á sau chiến tranh, Liên Xô giúp Đảng Lao động Triều Tiên thành lập nước Cộng hòa Dân chủ Nhân dân Triều Tiên của Kim Nhật Thành tại phần phía bắc bán đảo Triều Tiên. Đặc biệt vào năm 1949, với sự giúp đỡ về viện trợ của Liên Xô, Đảng Cộng sản Trung Quốc của Mao Trạch Đông đã chiến thắng trong Nội chiến Trung Quốc và thiết lập nhà nước xã hội chủ nghĩa tại quốc gia đông dân nhất thế giới, làm cho thế và lực của phong trào cộng sản trên toàn thế giới tăng lên rất mạnh. Cùng với Chiến tranh Triều Tiên giữa Bắc và Nam Triều Tiên với sự ủng hộ tích cực của Liên Xô và Trung Quốc cho Bắc Triều Tiên, tình hình thế giới trở nên rất căng thẳng: hai phe đã đụng độ quân sự trực tiếp, nguy cơ sử dụng vũ khí hạt nhân là rất nghiêm trọng.
Sau chiến tranh, lãnh thổ Liên Xô được mở rộng từ các quốc gia thất trận: Nam Sakhalin (Южный Сахалин) và quần đảo Kuril (Курильские острова) từ Nhật Bản, vùng Petsamo (Петсамо – Печенга) từ Phần Lan, Klaipeda (Kлайпеда), Koenisberg (Кёнигсберг, tên Nga là Kaliningrad – Калининград) từ Đông Phổ của Đức, Ukraina Ngoại Karpat (Закарпатская Украина) từ România. Chính quyền Xô viết tiến hành trấn áp rất mạnh các cuộc bạo loạn vũ trang ly khai tại Tây Ukraina, Tây Belarus, các nước cộng hòa Baltic và trấn áp các thành phần bất mãn đặc biệt là các quan chức, sĩ quan quân đội, cảnh sát, các lực lượng tư sản, địa chủ và dân tộc chủ nghĩa từng phục vụ cho chính quyền cũ.
Sau Chiến tranh thế giới thứ hai, tuy không còn quy mô và ở mức độ như những năm 1930 nhưng theo dõi, bắt giữ vẫn là một thành tố của chính sách nhất quán giữ yên kỷ cương xã hội Liên Xô. Sau chiến tranh và đến trước khi qua đời (1953), Stalin còn kịp chỉ đạo NKVD tiến hành vài đợt thanh lọc như vụ Leningrad (bắt giam thành viên tỉnh uỷ Leningrad), vụ các bác sĩ giết người (bắt giam một số giáo sư bác sĩ nổi tiếng của Liên Xô chủ yếu là người Do Thái, vụ này mang sắc thái bài Do Thái rất rõ), vụ chống chủ nghĩa thế giới (cosmopolitism)... Chỉ sau khi Stalin chết, lãnh đạo mới Khrushchov phát động chống sùng bái cá nhân Stalin và xử bắn Beria (Лаврентий Павлович Берия) (giám đốc NKVD) thì Liên Xô mới đoạn tuyệt hẳn với chính sách kỷ luật sắt của chủ nghĩa Stalin.

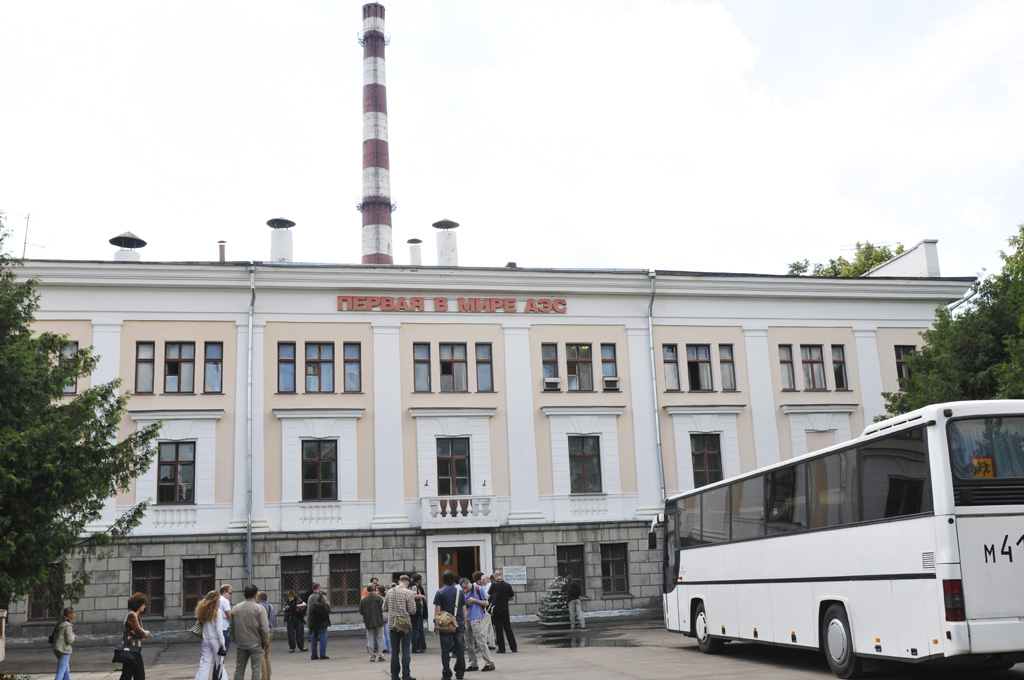
Nhà máy điện hạt nhân Obninsk do Liên Xô xây dựng năm 1950 là nhà máy điện hạt nhân đầu tiên trên thế giới

Nhìn chung, Thời kỳ 1945 – 1955 là thời kỳ niềm phấn khởi tự hào của dân chúng Liên Xô dâng cao, nền kinh tế hồi phục và phát triển khá nhanh, làm cơ sở để phát triển công nghiệp hiện đại và chạy đua vũ trang. Liên Xô lúc này (và cả sau này) chủ yếu phát triển kinh tế theo chiều rộng: gia tăng sản xuất bằng việc xây dựng thêm các công trường, nhà máy mới, khai phá thêm các nguồn tài nguyên thiên nhiên, huy động thêm nguồn nhân lực... và bắt đầu bước vào phát triển theo chiều sâu bằng cách tăng năng suất lao động và hiệu quả kinh tế thông qua nghiên cứu những công nghệ mới (công nghệ hạt nhân, công nghệ tự động hóa, công nghệ vũ trụ, viễn thông, luyện kim). Cả đất nước như một công trường lớn với các dự án rất ấn tượng như chinh phục Angara, chinh phục Bắc Băng Dương, chinh phục Taiga và miền Siberia...
Về khoa học - kỹ thuật và quân sự, vào ngày 10/10/1948, Liên Xô đã bắn quả tên lửa đạn đạo đầu tiên (P-1). Tiếp đến ngày 29/8/1949, bom nguyên tử được Liên Xô thử thành công, phá vỡ thế độc quyền vũ khí hạt nhân của Mỹ. Năm 1954, Liên Xô là quốc gia đầu tiên trên thế giới xây dựng được nhà máy điện nguyên tử (Nhà máy điện hạt nhân Obninsk được xây dựng tại thành phố Obninsk). Đồng thời đất nước này còn chế tạo được tuốc-bin hơi nước có công suất 100 triệu oát, lớn nhất thế giới lúc bấy giờ. Công nghệ vũ trụ được nghiên cứu, tạo tiền đề cho việc phóng tàu vũ trụ đầu tiên trên thế giới vào năm 1957 mang theo vệ tinh nhân tạo đầu tiên của loài người. Những sự việc này ngoài những ý nghĩa quân sự, chiến lược, kinh tế còn có ý nghĩa tinh thần tượng trưng rất lớn: nó đánh dấu Liên Xô đã trở thành siêu cường thế giới mới với mục tiêu vươn lên vượt qua Hoa Kỳ.

#### Siêu cường thế giới (1955– 1975)
Thời kỳ sau Stalin, nhất là từ đại hội 20 Đảng Cộng sản Liên Xô (1956) đến năm 1965 khi Bí thư thứ nhất Đảng Cộng sản Khrushchyov đã bị bãi chức được gọi là thời kỳ "tan băng". Trong thời kỳ này Bí thư thứ nhất Trung ương Đảng Cộng sản Liên Xô Nikita Sergeyevich Khrushchyov phát động phong trào chống sùng bái cá nhân Stalin: công khai lên án những sai lầm của Stalin, phục hồi danh dự cho những người bị oan, giải tán các trại tập trung lao động của GULAG và cho phép các dân tộc bị định cư cưỡng bức trở về quê hương, truy cứu trách nhiệm hình sự các lãnh đạo NKVD và các cơ cấu quyền lực đã lạm quyền trong trấn áp, khôi phục pháp chế nhà nước. Việc này có tiếng vang lớn và gây ra hệ quả hai mặt:
- Một mặt phong trào này rất được lòng giới trí thức và những thành phần muốn nới lỏng kiểm soát xã hội và được họ gọi là thời kỳ "tan băng", nó gây nên một trào lưu tự do tư tưởng, văn hóa văn nghệ tự do và các xu hướng mới trong giới trí thức, văn hóa, khoa học. Phần lớn các tác phẩm văn hóa nổi tiếng, các trường phái mới gây tiếng vang của Liên Xô là kết quả của thời kỳ tan băng này. Các tầng lớp nhân dân cũng phấn khởi vì đời sống được nâng cao, các quyền tự do dân chủ được mở rộng, dân chúng không còn sống trong tâm lý sợ bị điều tra xử lý như thời Stalin.
- Mặt khác phong trào này cũng gây ra các hệ lụy tiêu cực cho Liên Xô. Việc buông lỏng kỷ luật, coi nhẹ điều tra, giám sát cán bộ khiến tệ tham nhũng, tâm lý hưởng thụ trong bộ máy Nhà nước bắt đầu nảy sinh từ thời Khrushchyov (trong khi dưới thời Stalin, những tệ nạn này là rất hiếm bởi công cuộc thanh lọc hệ thống chính trị, thắt chặt kỷ luật Đảng mà Stalin thường xuyên tiến hành[86]) Ngoài ra, nó cũng khiến Mao Trạch Đông cảm thấy bị động chạm và gây ra chia rẽ với Trung Quốc, tạo ra sự phân ly trong phong trào Cộng sản thế giới: từ nay phe xã hội chủ nghĩa phân thành hai phía coi nhau như đối thủ. Nó đồng thời động chạm đến một bộ phận lớn các cán bộ ủng hộ chính sách thời Stalin và tạo ra bất mãn với nhà lãnh đạo mới, những người này bỏ phiếu phản đối Nikita Khrushchyov và sau này đã buộc ông từ chức.

"Chủ nghĩa cộng sản mở đường tới các vì sao". Tranh cổ động năm 1961 của Tiệp Khắc về phi công Anh hùng Liên Xô Yuri Gagarin - người đầu tiên bay vào vũ trụ trong lịch sử nhân loại

Liên Xô vào thời kỳ Khrushchyov đã có sự tiếp cận mới về đối ngoại: tìm cách hòa hoãn với Hoa Kỳ, thi hành chính sách cùng tồn tại hòa bình, ngoại giao nhân dân được phát triển, xóa bỏ tâm lý coi đế quốc như quỷ dữ, tránh gây căng thẳng có thể làm phương hại đến hòa bình thế giới. Tuy nhiên trong thời kỳ này trên thế giới đã xảy ra vài sự kiện làm căng thẳng tình hình thế giới đó là việc trấn áp cuộc bạo động tại Hungary (1956) và Khủng hoảng tên lửa Cuba năm 1962.
Thời kỳ của Khrushchyov ngoài sự nới lỏng tương đối về kỷ luật chính trị, tư tưởng còn có sự chuyển dịch lớn về kinh tế xã hội: Các nguồn lực thay vì trước đây chỉ dồn cho các mặt hàng công nghiệp nặng cho nhiệm vụ phát triển lực lượng sản xuất (công nghiệp nhóm A) nay nhà nước Liên Xô tập trung hơn đến các ngành công nghiệp nhẹ (nhóm B) và xây dựng, nông nghiệp để đáp ứng nhu cầu tiêu dùng của người dân Xô viết. Trong nông nghiệp đã cho phép kinh doanh vườn tược nhỏ của các hộ. Ở thời kỳ này, người dân Liên Xô đã được Nhà nước cấp phát cho các căn hộ tiện nghi và các tiện nghi sinh hoạt cao cấp, phát triển tâm lý hưởng thụ: có xe ô tô riêng và nhà nghỉ ngoại ô (tuy chưa nhiều). Đời sống của dân chúng sung túc lên rất nhiều. Đây là thời kỳ Liên Xô phóng thành công vệ tinh nhân tạo đầu tiên và đưa người đầu tiên vào vũ trụ, biểu tượng của sự vượt lên của Liên Xô đối với đối thủ tư bản chủ nghĩa Hoa Kỳ. Những thay đổi to lớn này đã tạo ra sự phấn chấn trong các tầng lớp người Xô viết.
Về cơ bản, chính sách của thời kỳ này vẫn là cố gắng cải cách xã hội trong khuôn khổ một xã hội tập quyền do Đảng lãnh đạo. Tuy đã đạt được một số thành quả quan trọng, nhưng mặt trái trong các cải cách của Khrushchyov đã gây ra một số bất mãn và gặp phải sự phản đối trong nội bộ đảng và cuối cùng các lực lượng phản đối đã thành công trong việc buộc Khrushchyov phải từ chức.
Nhìn chung, đây là giai đoạn Liên Xô đạt mức phát triển cao nhất và có vị thế chưa từng có trong lịch sử, ngay cả khi so với nước Nga đầu thế kỷ XXI:
- Về kinh tế, năm 1972, tổng sản lượng công nghiệp Liên Xô đã tăng 321 lần so với năm 1922 (năm Liên Xô thành lập), thu nhập quốc dân tăng 112 lần. Năm 1975, chỉ cần 2 ngày rưỡi, Liên Xô đã sản xuất ra lượng sản phẩm bằng cả năm 1913 (năm cao nhất của Đế quốc Nga cũ). Sản lượng công nghiệp Liên Xô chiếm 20% thế giới, tổng sản phẩm quốc nội của nền kinh tế (GDP) chỉ đứng sau Mỹ.
- Liên Xô là nước dẫn đầu trên thế giới về trình độ học vấn tại thập niên 1970, với gần 3/4 công dân có trình độ đại học và trung học.
- Năm 1959, Tàu phá băng dùng năng lượng hạt nhân (nuclear icebreaker) mang tên Lenin được Liên Xô chế tạo và thử nghiệm thành công, đây là mô hình đầu tiên của loại tàu này trên thế giới.
- Một số lĩnh vực như khoa học vũ trụ, điện hạt nhân, luyện kim, công nghệ vũ khí... Liên Xô đã có được vị trí dẫn đầu thế giới. Liên Xô có rất nhiều thành tựu về toán học, vật lí học, đại dương học, luyện kim, xúc tác hóa học, thủy động lực học từ trường. Các nhà khoa học Liên Xô giành được 14 giải Nobel vật lí, 1 giải nobel hóa học, 1 giải về kinh tế học và ba giải Fields về toán học.
- Trong lĩnh vực thể thao, Liên Xô đã vươn lên vị thế dẫn đầu thế giới. Kể từ khi bắt đầu tham gia Thế vận hội (Olympic) vào năm 1952 cho tới năm 1988, trong tổng số 9 đại hội Olympic mà đoàn thể thao Liên Xô tham gia, họ đứng đầu thế giới tại 6/9 kỳ đại hội, 3 kỳ đại hội còn lại họ cũng chỉ chịu đứng thứ 2. Năm 1960, Đội tuyển bóng đá quốc gia Liên Xô đã trở thành đội bóng đầu tiên đăng quang tại giải vô địch bóng đá châu Âu (giải đấu năm đó có 17 đội tham dự vòng loại, 4 đội lọt vào vòng chung kết). Danh thủ Lev Yashin của đội tuyển bóng đá Liên Xô trở thành thủ môn đầu tiên và cũng là duy nhất tới nay giành giải Quả bóng vàng châu Âu.

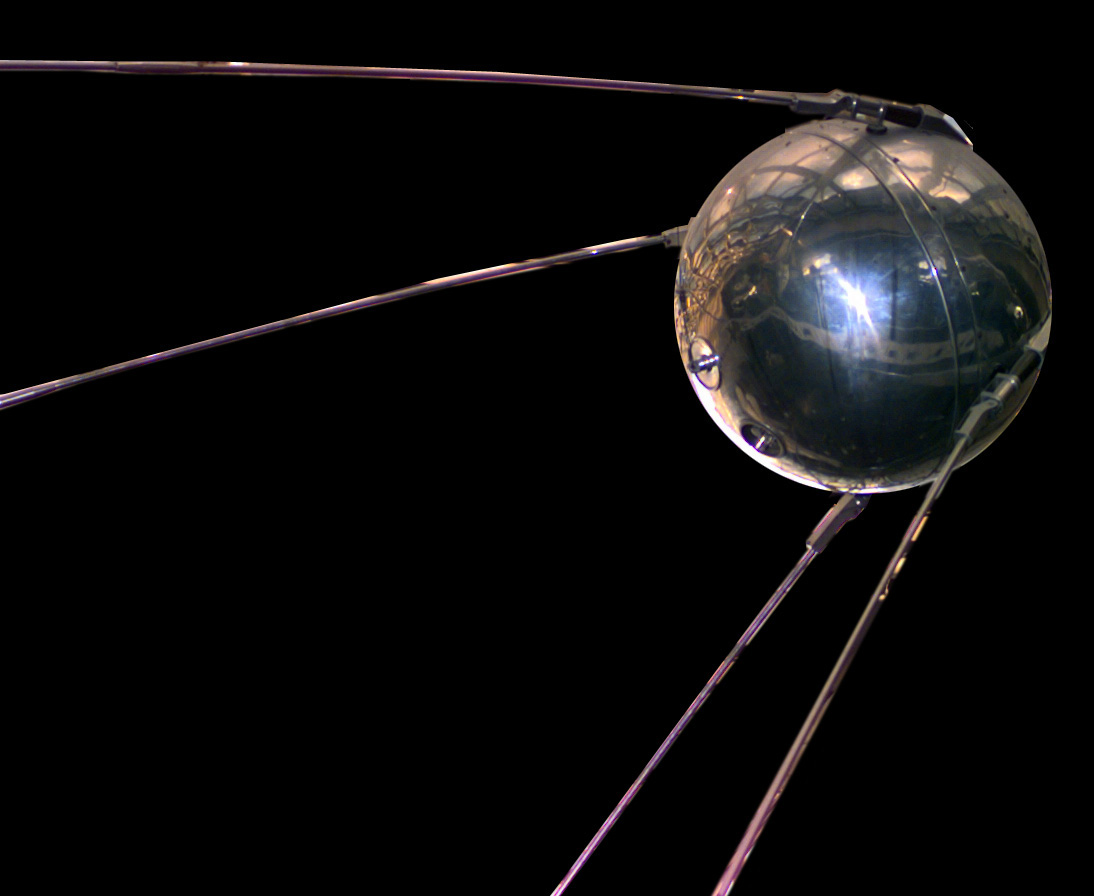
Sputnik 1, vệ tinh nhân tạo đầu tiên của loài người do Liên Xô chế tạo

Đặc biệt, Liên Xô đã có được vị trí dẫn đầu trong công nghệ vũ trụ (lĩnh vực được xem là tập trung tinh hoa của nhiều lĩnh vực khác, từ thiên văn học, toán học cho tới tự động hóa, vật liệu siêu bền). Liên Xô đã trở thành quốc gia đầu tiên mở màn cho kỷ nguyên thám hiểm vũ trụ của loài người với hàng loạt thành tựu:
- Ngày 4 tháng 10 năm 1957, con tàu Sputnik 1 được Liên Xô phóng lên vũ trụ từ sân bay vũ trụ Baikonur ở Kazakhstan, mang theo vệ tinh nhân tạo đầu tiên của loài người được đưa vào quỹ đạo Trái Đất.
- Ngày 3 tháng 11 năm 1957, chó Laika đã trở thành sinh vật sống đầu tiên trên Trái Đất bay lên vũ trụ trên tàu Sputnik 2.
- Ngày 19 tháng 8 năm 1960, hai chú chó Belka và Strelka đã trở thành những sinh vật sống đầu tiên trên Trái Đất bay vào vũ trụ và trở về an toàn.
- Ngày 12 tháng 4 năm 1961, phi hành gia Liên Xô Yuri Gagarin trở thành người đầu tiên của nhân loại bay vào vũ trụ trên chuyến bay kéo dài 1 giờ 48 phút cùng con tàu Vostok 1. Khi hạ cánh ở một nông trang, Gagarin gặp một bà già, anh nói: "Bác đừng hoảng sợ. Con là một người Xô Viết!". Câu nói của Gagarin thể hiện niềm tự hào về đất nước Xô viết, song anh đã trở thành anh hùng - không chỉ ở Liên Xô mà trên toàn thế giới[87].
- Tiếp sau Gagarin là phi hành gia Gherman Titov với chuyến bay kéo dài 25 giờ, Titov là người đầu tiên ngủ trong không gian vũ trụ.
- Ngày 16 tháng 6 năm 1963, Valentina Tereshkova là người phụ nữ đầu tiên bay vào vũ trụ.
- Ngày 18 Tháng 3 năm 1965, phi hành gia Alexei Leonov bước ra khỏi tàu vũ trụ Voskhod 2, trở thành người đầu tiên đi bộ ngoài không gian vũ trụ.
- Ngày 3 tháng 2 năm 1966, tàu thám hiểm không người lái Luna-9 đã trở thành tàu vũ trụ đầu tiên hạ cánh trên mặt trăng.
- Ngày 17 tháng 11 năm 1970, Lunokhod 1 đã trở thành chiếc xe tự hành đầu tiên được điều khiển từ Trái Đất để đến một thiên thể khác (Mặt trăng). Nó đã tiến hành phân tích bề mặt của Mặt Trăng và gửi hơn 20.000 bức ảnh về Trái Đất.
- Ngày 19 tháng 4 năm 1971, Salyut 1 trở thành Trạm không gian đầu tiên trong lịch sử loài người.
- Năm 1975, Venera 9 trở thành con tàu thám hiểm đầu tiên hạ cánh trên một hành tinh khác (sao Kim), nó cũng là con tàu thám hiểm đầu tiên đã chụp và gửi lại hình ảnh kỹ thuật số từ bề mặt của một hành tinh khác trở về Trái Đất.

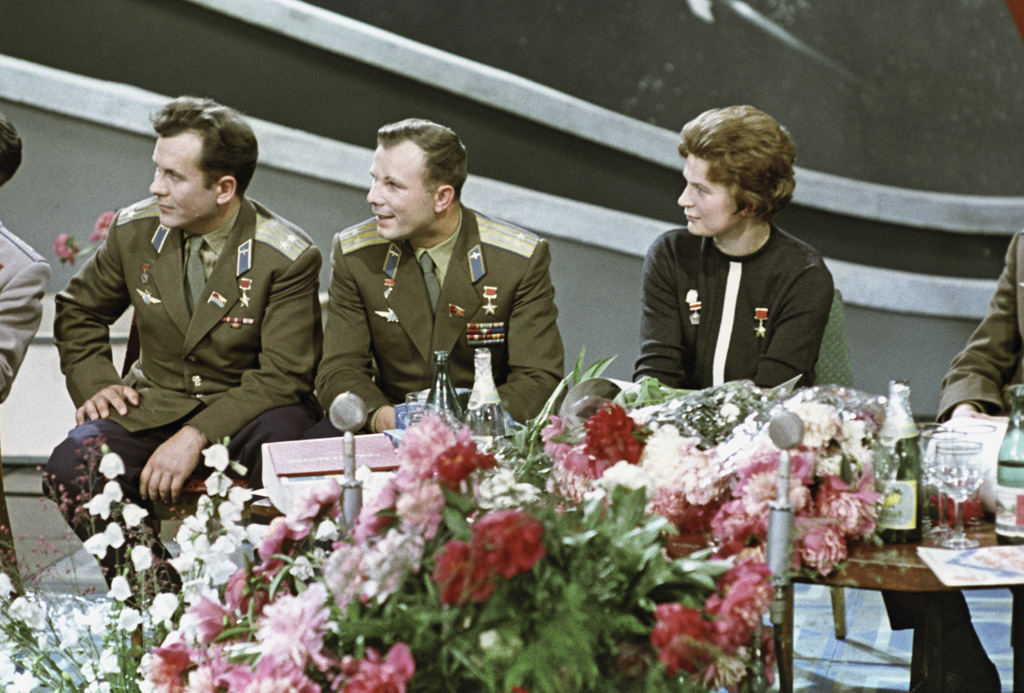
Ba phi hành gia anh hùng của Liên Xô: Pavel Popovich, Yuri Gagarin (người đầu tiên bay vào vũ trụ) và Valentina Tereshkova (người phụ nữ đầu tiên bay vào vũ trụ), ảnh chụp năm 1964

Theo tài liệu của Chính phủ Mỹ thống kê về kinh tế các nước trên thế giới, năm 1975, tổng sản lượng kinh tế của Liên Xô đã đạt 943,5 tỷ USD (đứng thứ 2 thế giới và bằng 62% so với Hoa Kỳ), bình quân đầu người đạt 4.135 USD (bằng 52% so với Hoa Kỳ) tính theo thời giá năm 1977
Công dân Liên Xô được hưởng mức phúc lợi xã hội rất tốt so với nhiều nước cùng thời:
- Liên Xô là một trong những nước đầu tiên trên thế giới quy định chế độ làm việc 8 giờ một ngày (nước đầu tiên là Uruguay)[90]. Người lao động Liên Xô được phép nghỉ một tháng mỗi năm và trong thời gian nghỉ phép đó, họ vẫn được hưởng lương bình thường. Người lao động cũng sẽ không bị sa thải nếu không có sự chấp thuận của công đoàn,
- Người dân Liên Xô được đưa tới nơi làm việc bằng phương tiện công cộng mà không phải trả tiền.
- Người dân Liên Xô được miễn học phí tại mọi cơ sở giáo dục, từ mẫu giáo cho tới đại học.
- Nhà nước đảm bảo các sinh viên tốt nghiệp cao đẳng, đại học đều có việc làm sau khi nhận bằng.
- Người dân Liên Xô được khám chữa bệnh miễn phí hoàn toàn (đến năm 1969 hệ thống chăm sóc sức khỏe miễn phí ở Liên Xô về cơ bản đã được phổ cập tới toàn thể người dân ở cả thành thị lẫn nông thôn [45][46]). Mỗi thành phố đều có hàng chục cơ sở y tế nơi người dân có thể gặp bác sĩ, được khám bệnh, chụp X-quang, chữa răng. Tất cả dịch vụ đều không mất tiền. Liên Xô còn là nước có số lượng giường bệnh trên đầu người lớn nhất trên thế giới.
- Các bà mẹ Liên Xô mới sinh sẽ được phát sữa miễn phí cho tới khi con được ba tuổi. Các sản phụ có quyền nghỉ thai sản trong ba năm. Năm đầu tiên, họ vẫn được nhận lương bình thường, sau đó nếu không muốn trở lại đi làm thì sẽ được nhận trợ cấp xã hội.
- Người dân Liên Xô được Nhà nước cấp nhà ở miễn phí. Từ năm 1957 Liên Xô đã xây được hơn 2,2 triệu căn nhà mỗi năm cho người dân nước này.

Tuy vậy, một báo cáo của "Ủy ban quốc gia nghiên cứu Liên Xô và Đông Âu" (thuộc chính phủ Hoa Kỳ) cho rằng mô hình phúc lợi xã hội của Liên Xô thời kì này vẫn còn tồn tại những hạn chế. Hệ thống y tế miễn phí của Liên Xô vẫn có sự phân hóa: Những người có vị trí cao hơn trong xã hội (ví dụ quan chức cấp cao, sĩ quan quân đội, khoa học gia nối tiếng) thường sẽ được hưởng dịch vụ y tế cao cấp hơn so với dân thường. Nhiều cơ sở khám chữa bệnh của Liên Xô thời kì này bị thiếu hụt thuốc men và các trang thiết bị y tế, nguyên nhân một phần là do ngân sách chi cho lĩnh vực y tế không đủ (một thống kê cho thấy tỷ trọng GNP dành cho hệ thống chăm sóc sức khoẻ chiếm một tỉ lệ khá nhỏ tại Liên Xô, chỉ bằng 1/3 so với Hoa Kỳ). Hệ thống y tế của Liên Xô tập trung vào việc chữa bệnh hơn là phòng ngừa, theo một bản báo cáo mật của CIA trình lên chính phủ Hoa Kỳ (được công khai vào năm 1999) thì tỷ lệ mắc bệnh thương hàn vào năm 1979 ở Liên Xô cao gấp 30 lần và tỷ lệ mắc bệnh sởi cao hơn gấp 20 lần so với Hoa Kỳ. Tuy nhiên, theo Mark Britnell thì nền y tế Liên Xô vẫn xứng đáng đạt huy chương vàng vào thời kỳ đó, khi mà vào năm 1985 thì số lượng bác sỹ và số giường bệnh bình quân đầu người của Liên Xô đã cao gấp 4 lần so với Hoa Kỳ. Truyền thống thu thập và nguyên cứu y tế giúp Liên Xô sở hữu một kho dữ liệu y tế và các thực nghiệm liên quan rất đồ sộ, với rất nhiều trung tâm và viện nghiên cứu phát triển vaccine rất mạnh và được liên kết với nhau. Cho đến mãi 30 năm sau, khi Đại dịch COVID-19 xảy ra, di sản về y tế của Liên Xô vẫn giúp nước Nga chế tạo vacxin với tiến độ rất nhanh chóng.
Cũng theo Ủy ban nghiên cứu Liên Xô và Đông Âu, nền giáo dục của Liên Xô hay xảy ra bệnh thành tích khi điểm số ở các trường được chấm một cách dễ dãi và nhiều khi không đúng với năng lực của học sinh. Việc chính phủ Liên Xô xây nhà ở hàng loạt để cấp miễn phí cho người dân đã dẫn tới hệ lụy là kiến trúc dân dụng thường chỉ coi trọng số lượng mà không coi trọng chất lượng, nên nhà ở tại Liên Xô thường có tiêu chuẩn kém hơn so với nhà ở tại các nước phát triển. Việc cung cấp nhà ở cũng có sự phân hóa đáng kể: người có địa vị cao trong xã hội thường được cấp cho những căn nhà tốt hơn hẳn so với những người bình thường Tình trạng thiếu hụt hàng tiêu dùng vẫn thường xuyên xảy ra, sự sẵn có của các loại hàng hóa và dịch vụ giải trí ở Liên Xô cũng ít hơn nhiều so với các nước phương Tây . Bất chấp những hạn chế, mô hình phúc lợi xã hội của Liên Xô nhìn chung đã hoạt động hiệu quả, đảm bảo tương đối tốt cho đời sống của mọi người dân cho đến những năm 1980, khi Liên Xô lâm vào khủng hoảng chính trị.

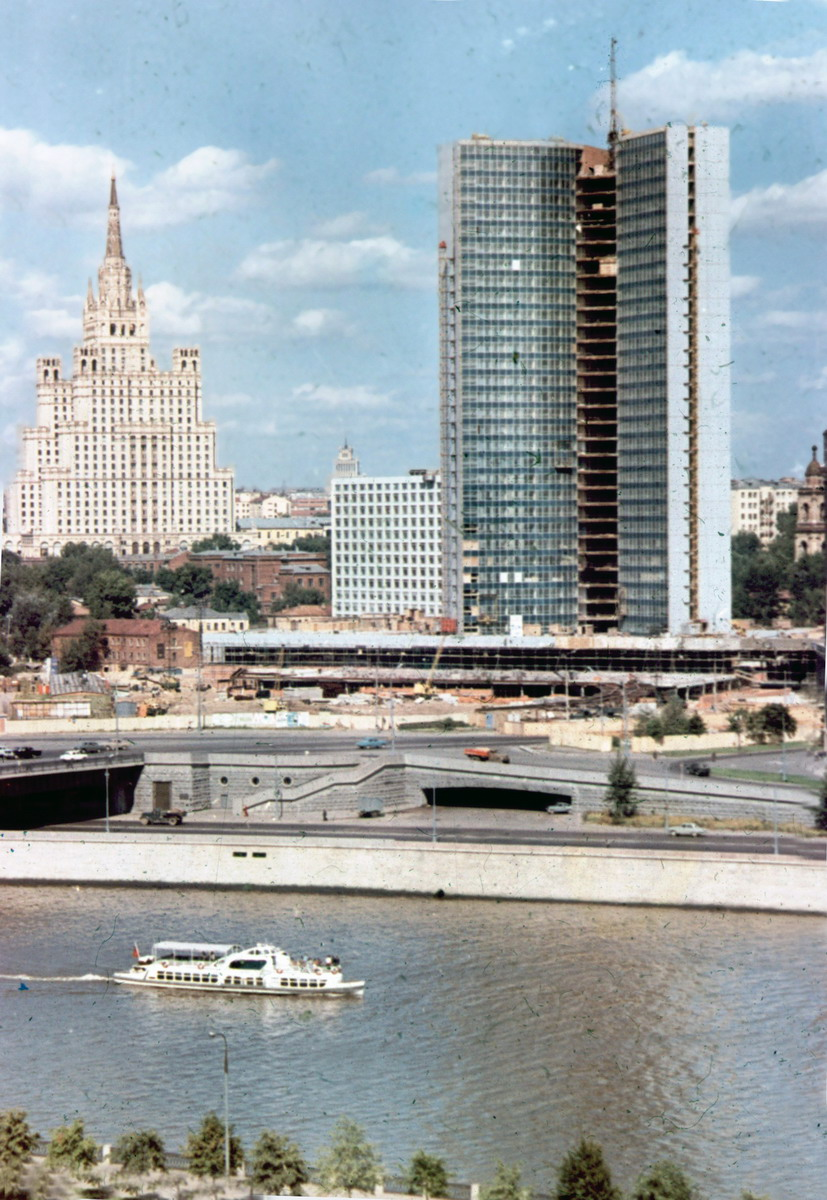
Thủ đô Moskva năm 1970

Trên bình diện quốc tế, Liên Xô xem hệ thống kinh tế - chính trị của mình là ưu việt đáng để người khác noi theo, họ mở rộng ảnh hưởng ra toàn thế giới và thiết lập hệ thống các quốc gia đồng minh bằng các biện pháp chính trị, quân sự hoặc kinh tế. Liên Xô từng can thiệp vào chính trị nội bộ nước khác như đưa quân đội vào các nước Đông Âu, Afghanistan... Họ cũng duy trì một hệ thống căn cứ quân sự ở nước ngoài để bảo vệ lãnh thổ và ảnh hưởng của mình. Những hành động này bị chỉ trích bởi các lực lượng chống Liên Xô. Phương Tây chỉ trích Liên Xô là Đế quốc Xô viết, các nhóm sắc tộc theo chủ nghĩa ly khai ở Nga thì coi Liên Xô là nhà nước kế vị của Đế quốc Nga với tham vọng mở rộng lãnh thổ cho dân tộc Nga. Một số cáo buộc Liên Xô là một nhà nước thực dân kiểu cũ, trong khi những người theo chủ nghĩa Mao kể từ sau mâu thuẫn Trung Xô đã cáo buộc Liên Xô là một đế chế trá hình trong hình thức quốc gia xã hội chủ nghĩa. Việc Nga hóa và Xô viết hóa hệ thống giáo dục và xã hội ở các quốc gia tự trị trên lãnh thổ Liên Xô cũng bị những nhóm này chỉ trích. Ngược lại, những người ủng hộ Liên Xô bác bỏ những quan điểm này. Họ dẫn chứng rằng Liên Xô đã giúp đỡ phong trào giải phóng dân tộc ở Á – Phi – Mĩ Latinh trong cuộc đấu tranh giành độc lập, chống lại chủ nghĩa thực dân của các nước Châu Âu, làm đảo lộn chiến lược toàn cầu của Mĩ và phương Tây, ủng hộ các phong trào đấu tranh vì độc lập dân tộc, dân chủ và tiến bộ xã hội. Những năm 1960, trong cao trào đấu tranh giải phóng dân tộc được Liên Xô ủng hộ, đã có khoảng 100 quốc gia giành được độc lập dân tộc, một số nước không ngừng ủng hộ mạnh mẽ phong trào Xã hội chủ nghĩa, chọn đi theo con đường Xã hội chủ nghĩa với những mức độ khác nhau. Ngược lại cũng có một số nước chống Cộng và một số nước khác theo đường lối trung lập. Liên Xô đã viện trợ kinh tế, quân sự cho rất nhiều nước kém phát triển trên thế giới, giúp cho các nước này củng cố nền độc lập của họ và phát triển kinh tế - xã hội. Các nước Đông Âu là điển hình mà sự trợ giúp của Liên Xô đã phát huy tác dụng tích cực nhờ đó họ nhanh chóng phục hồi sau thế chiến thứ II và xây dựng nền tảng công nghiệp quốc gia để trở thành các nước công nghiệp hóa. Tại hội nghị ở Havana, Liên Minh các quốc gia châu Phi do Oliver Tambo dẫn đầu đã nhận xét về những lời chỉ trích Liên Xô từ các nước phương Tây: "Liên bang Xô viết, Cuba, nhiều nước xã hội chủ nghĩa đã giúp cho nhiều đất nước ở đây tồn tại đến ngày hôm nay, trở thành các quốc gia độc lập. Đó là một "tội ác" chống lại các nước đế quốc. Chúng tôi hiểu điều đó".
Các nước thuộc địa vừa giành được độc lập trở thành khu vực cạnh tranh ảnh hưởng của Liên Xô, Mỹ và Trung Quốc. Khi các nước hậu thuộc địa đầu tiên bắt đầu xuất hiện ở châu Phi, Trung Đông, châu Á và Mỹ Latinh, Liên Xô đã hỗ trợ vật chất to lớn đối với các quốc gia này. Ai Cập của Gamal Abdel Nasser, Indonesia của Sukarno và Ấn Độ của Jawaharlal Nehru đều được hưởng lợi từ chính sách này. Đến năm 1965, viện trợ của Liên Xô cho các nước mới giành độc lập đã vượt qua 9 tỷ USD, gồm cả hỗ trợ kinh tế lẫn quân sự. Dù không trở thành một phần của hệ thống xã hội chủ nghĩa, nhà máy thép đầu tiên của Ấn Độ đã được xây dựng như là quà tặng của Liên Xô. Khi Vương quốc Anh, Pháp và Israel xâm lược Ai Cập vào năm 1956, Liên Xô đã hỗ trợ nước này đẩy lui các thế lực thực dân cũ. Nhiều nước châu Phi và Mỹ La tinh cũng được hỗ trợ tương tự. Hàng triệu sinh viên từ các nước nghèo được Liên Xô giáo dục miễn phí về kỹ thuật, nông nghiệp và các ngành khác. Sức mạnh của Liên Xô và hệ thống xã hội chủ nghĩa có thể coi là một cực tiến bộ trong hơn 70 năm, không chỉ chống lại các cuộc chiến tranh đế quốc mà còn là nguồn cảm hứng và cơ sở cho chủ nghĩa xã hội và phong trào giải phóng dân tộc.

Tàu vũ trụ con thoi Buran do Liên Xô chế tạo

Với sự trợ giúp của Liên Xô, các quốc gia thuộc khối xã hội chủ nghĩa đã có bước tiến rất nhanh. Từ năm 1950 tới 1984, thu nhập quốc dân và sản lượng công nghiệp Bulgaria tăng tương ứng là 14 lần và 29 lần; Hungary là 5,1 lần và 9,2 lần; Đông Đức là 7,6 lần và 11 lần; Ba Lan là 5,9 lần và 14 lần; România là 17 lần và 38 lần; Tiệp Khắc là 5,3 lần và 9,4 lần. Để so sánh, trong cùng thời kỳ, các chỉ số của Mỹ tăng tương ứng là 1,8 lần và 2,1 lần; Pháp là 2,7 lần và 2,9 lần; Tây Đức là 3,4 lần và 3,9 lần. Từ năm 1948 tới 1984, Cộng hòa Dân chủ Nhân dân Triều Tiên cũng tăng trưởng rất nhanh với sự hỗ trợ về kỹ thuật của Liên Xô: sản lượng công nghiệp năm 1984 tăng 431 lần so với năm 1946, sản xuất lương thực tăng 5,6 lần, thu nhập bình quân tăng 65 lần, đạt tới 2.400 USD theo thời giá năm 1986. Ở bên kia bán cầu, đất nước Cuba với sự hỗ trợ của Liên Xô cũng đã đạt được những thành tựu lớn về kinh tế (tăng trưởng bình quân 7% trong thập niên 1970, 8% trong nửa đầu thập niên 1980), nền giáo dục và y tế đạt mức tương đương các quốc gia phát triển trên thế giới.
Năm 1958, Giáo sư Viktor Zhdanov, Thứ trưởng Bộ Y tế Liên Xô, đã kêu gọi Đại hội đồng Y tế Thế giới thực hiện một chiến dịch toàn cầu để diệt trừ bệnh đậu mùa, và đề nghị được Liên hiệp quốc thông qua năm 1959. Liên Xô đã cung cấp một tỷ rưỡi liều vắc-xin chống đậu mùa cho các nước nghèo từ năm 1958 đến năm 1979, cũng như các nhân viên y tế để giúp đỡ các nước này Bệnh đậu mùa, căn bệnh đã giết hàng trăm triệu người khắp thế giới trong thế kỷ 20, đã được thanh toán vào năm 1979. Cho đến nay, đậu mùa là căn bệnh truyền nhiễm trên người duy nhất mà loài người đã tiêu diệt dứt điểm.
Sự lớn mạnh của Liên Xô trong giai đoạn này đã tạo sức ép cạnh tranh rất lớn đối với các nước phương Tây. Do sức hút từ mô hình phúc lợi xã hội của Liên Xô, trong nội bộ các nước phương Tây nổ ra nhiều phong trào đòi quyền lợi cho người lao động, đòi tăng lương và giảm giờ làm, chống sa thải tùy tiện... Các đảng phái cánh tả tại phương Tây nhận được sự ủng hộ rộng rãi của công chúng nhờ những cương lĩnh cải cách xã hội theo hướng tăng phúc lợi xã hội, giảm bất công và bất bình đẳng, mở rộng dân chủ. Để thu hút cử tri, các đảng phái cánh hữu cũng phải đưa những chính sách tương tự vào chương trình hành động của mình. Điều này dẫn đến việc chính phủ các nước phương Tây dù do cánh hữu hay cánh tả lãnh đạo cũng phải đề ra những biện pháp cải tổ kinh tế, tăng ngân sách an sinh xã hội cho y tế, giáo dục, tăng quyền lợi cho người lao động... để làm dịu đi những mâu thuẫn nội bộ. Trong thập niên 1970, ở một số nước phương Tây như Đức, Thụy Điển, Phần Lan... đã hình thành những kiểu Nhà nước xã hội với mô hình kinh tế thị trường xã hội, các nước này vẫn áp dụng kinh tế thị trường nhưng Nhà nước đề ra các chính sách an sinh xã hội rộng khắp để làm giảm đi những khiếm khuyết và bất công của chủ nghĩa tư bản đồng thời làm giảm sức hấp dẫn của mô hình xã hội chủ nghĩa do Liên Xô tạo ra. Có thể nói rằng: trong cuộc chạy đua với Liên Xô, nhiều nước phương Tây cũng phải tự biến đổi mình, giảm bớt sự bất công xã hội và người lao động đã có quyền lợi tốt hơn so với trước.
Tổng thống Nga Putin nhận định: "mô hình xã hội và ý thức hệ nói chung không tưởng đó, mà nhà nước mới thành lập cố gắng thực hiện lúc đầu sau cách mạng 1917, đã là đầu máy chuyển hóa mạnh mẽ trên toàn thế giới (điều này là rõ ràng và cũng phải thừa nhận), cái mô hình đó đã khiến người ta phải đánh giá lại các mô hình phát triển, tạo ra cạnh tranh và mâu thuẫn, từ đó có lợi ích mà theo tôi phần lớn do phương Tây được hưởng... Nhiều thành tựu phương Tây của thế kỷ XX là phản ứng trước thách thức của Liên Xô. Tôi còn đang nói về việc nâng cao chất lượng sống, hình thành giới trung lưu mạnh, cải tổ thị trường lao động và không gian xã hội, thúc đẩy giáo dục, đảm bảo nhân quyền gồm cả quyền cho người thiểu số và phụ nữ, vượt qua phân biệt chủng tộc mà quý vị nhớ đã từng là hành vi xấu hổ ở nhiều nước kể cả Mỹ, chỉ vài thập niên trước đây."
Nhìn chung, trong thời kỳ này, với tư cách là nhà nước Xã hội chủ nghĩa lớn và hùng mạnh nhất, Liên Xô đã trở thành đối trọng cân bằng với khối Tư bản chủ nghĩa do Mỹ đứng đầu và là nguồn viện trợ chính cho các phong trào giải phóng dân tộc tại các nước Á-Phi-Mỹ latinh. Các phong trào cách mạng tại châu Á, châu Phi và Mỹ Latinh liên tiếp thành công, nhiều phong trào coi Liên Xô là đồng minh hữu hảo, khiến vị thế quốc tế của Liên Xô tăng lên rất cao, khiến Mỹ và phương Tây lo ngại rằng "làn sóng Đỏ" dường như sắp bao vây họ.

#### Trì trệ (1980 – 1985)
Năm 1964, Hội nghị bất thường của Ban Chấp hành Trung ương Đảng Cộng sản Liên Xô đã bãi nhiệm Bí thư thứ nhất Khrushchov và đưa Leonid Ilyich Brezhnev (Леонид Ильич Брежнев) vào cương vị Bí thư thứ nhất (từ ngày 8 tháng 4 năm 1966 gọi là Tổng Bí thư). Phần lớn thời gian từ năm 1965 đến 1985 là những năm nắm quyền của Brezhnev, thường được gọi đơn giản là thời kỳ "trì trệ" mặc dù thật ra "trì trệ" chỉ thực sự diễn ra vào nửa cuối giai đoạn lãnh đạo của Brezhnev (tức là từ năm 1980 trở về sau) và khái niệm này có tính tương đối (tức là có người cho rằng như vậy, nhưng có người thì không).

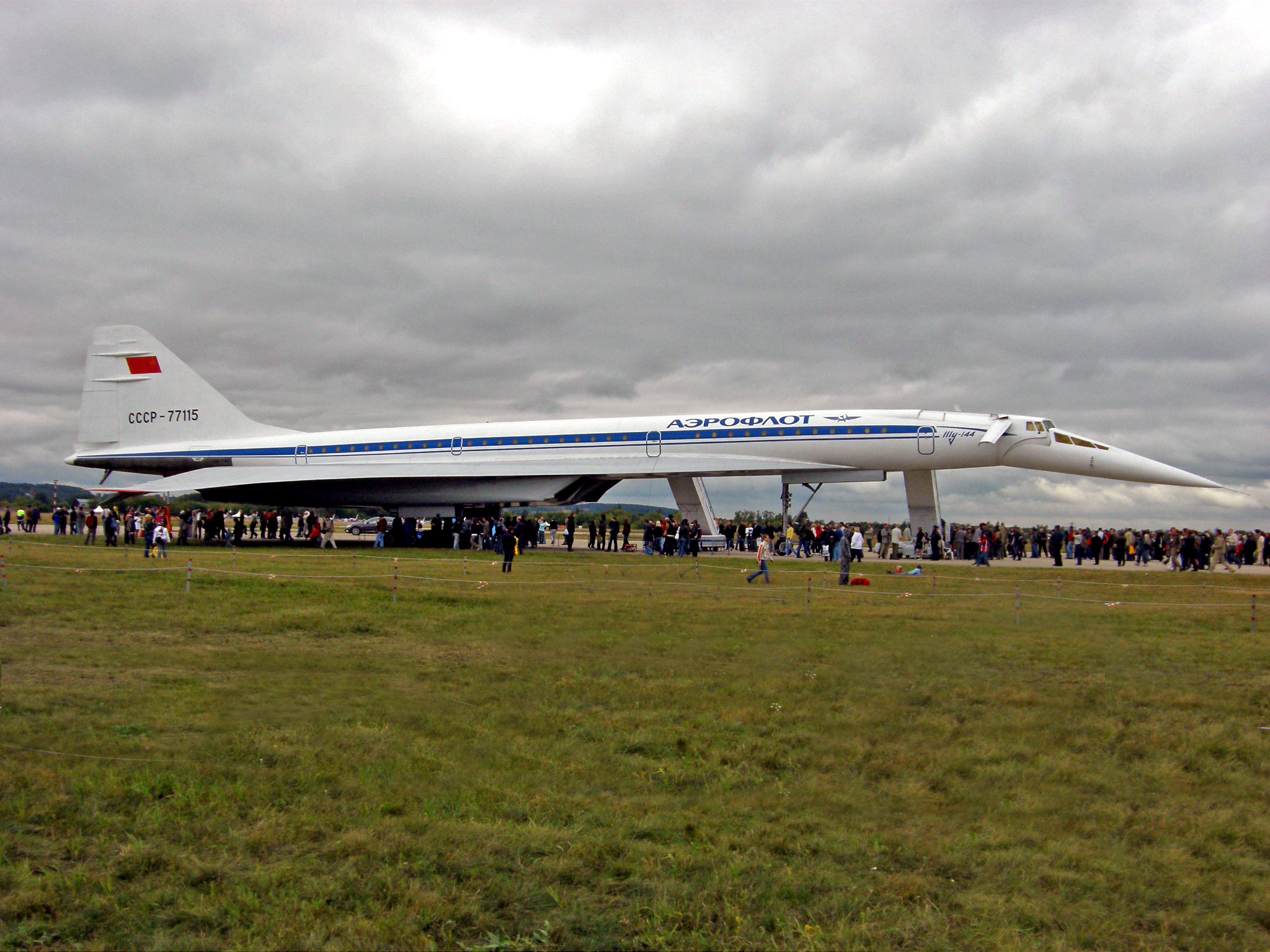
Máy bay hành khách phản lực tốc độ siêu âm Тupolev Тu-144

Thời kỳ này là thời kỳ mà những mâu thuẫn của xã hội Liên Xô đã chín muồi và phát tác gây những hệ quả xấu cho nền kinh tế và đời sống chính trị, xã hội. Trong kinh tế, nền sản xuất duy trì theo phương thức kế hoạch hóa và bao cấp không tạo được kích thích quyền lợi cho các đơn vị sản xuất nên kỷ luật lao động suy giảm, năng suất tăng chậm. Việc trả lương theo mức chỉ tiêu kế hoạch và kế hoạch hóa theo sản lượng đã triệt tiêu động lực của việc áp dụng tiến bộ khoa học kỹ thuật: sản phẩm chế tạo càng nhanh hoàn thành và vượt chỉ tiêu kế hoạch sản lượng thì càng có lợi cho người sản xuất, việc nâng cao chất lượng ít được tính đến, nên hàng hóa của Liên Xô nhanh chóng kém hơn về chất lượng, mẫu mã so với hàng hóa của Tây Âu. Nền kinh tế không được khuyến khích chuyển sang phát triển theo chiều sâu, áp dụng tiến bộ kỹ thuật mà vẫn dựa nhiều vào khai thác ồ ạt các nguồn tài nguyên thiên nhiên nên ô nhiễm môi trường gia tăng. Hàng hóa trong thị trường nội địa bị thừa các sản phẩm khó tiêu thụ đồng thời lại khan hiếm hàng hóa dễ tiêu thụ, làm phát sinh đầu cơ, tích trữ và các loại kinh tế ngầm bất hợp pháp. Liên Xô cố gắng tăng thu nhập quốc dân bằng cách tăng đầu tư nhưng hiệu quả đầu tư ngày càng giảm, năng suất lao động tăng chậm do kỹ thuật sản xuất chậm cải tiến, trong khi đó phương Tây tăng trưởng bằng việc cải tiến công nghệ và phát triển các ngành công nghiệp mới khiến năng suất lao động và hiệu quả đầu tư đều tăng. Liên Xô có trình độ khoa học cơ bản và khả năng nghiên cứu phát triển ra công nghệ mới không thua kém phương Tây nhưng họ thiếu động lực ứng dụng những tiến bộ khoa học - kỹ thuật đó vào nền kinh tế, nên việc ứng dụng công nghệ mới vào nền kinh tế dân dụng của Liên Xô ngày càng chậm so với Hoa Kỳ, Tây Âu và Nhật Bản. Nhiều nhà máy của Liên Xô trong thập niên 80 vẫn sử dụng các loại máy móc có từ những năm 1930. Nguyên soái Liên Xô Nikolai Ogarkov trong cuộc phỏng vấn với một nhà báo người Mỹ vào năm 1982 đã nói rằng "Ở Mỹ, đến cả trẻ con cũng có thể chơi với máy tính. Trong khi đó chúng tôi thậm chí còn không có bất cứ chiếc máy tính nào trong tất cả các văn phòng của Bộ Quốc phòng. Và bạn biết lí do rồi đó, chúng tôi đã không thể làm cho máy tính trở nên phổ biến rộng rãi trong xã hội" .
Tâm lý dân chúng trở nên thờ ơ đối với các chính sách của Đảng và Chính phủ. Công tác giám sát, kỷ luật cán bộ của Đảng và nhà nước – bộ máy theo chỉ định (Номенклатура) bị buông lỏng khiến tệ tham nhũng gia tăng và làm suy thoái đạo đức xã hội mà như sau này Mikhail Gorbachov đã từng gọi là các vị "cường hào mới" gây bất bình lớn trong xã hội. Trong nội bộ Liên Xô các mâu thuẫn dân tộc càng ngày càng sâu sắc. Tuy được chính quyền kiềm chế nhưng ở nhiều nước Cộng hòa (đặc biệt là ở ba nước cộng hòa Baltic – điểm đầu của sự phân rã Liên Xô sau này), dân địa phương không che giấu thái độ căm ghét người Nga, xuất hiện rất nhiều căng thẳng giữa các nhóm sắc tộc giữa các nước Cộng hòa và trong nội bộ từng nước. Trong nội bộ các nước cộng sản Đông Âu thái độ chống Liên Xô cũng được bộc lộ công khai. Năm 1968 Quân đội Xô viết đã phải can thiệp để ngăn cản Tiệp Khắc thoát khỏi tầm ảnh hưởng của chủ nghĩa cộng sản và điều này càng làm gia tăng chủ nghĩa bài Nga trong dân chúng các nước Đông Âu, họ coi sự hiện diện của Liên Xô đã kìm hãm sự phát triển của dân tộc mình. Việc Liên Xô đem quân tiến vào Afghanistan (1979) và sa lầy tại đây lại càng làm nước này bị mất đi nguồn lực cho phát triển đất nước.
Đây là thời kỳ Liên Xô chạy đua vũ trang và chạy đua vũ trụ với cường độ cao và coi ưu thế quân sự và vũ trụ so với Hoa Kỳ như một minh chứng cho tính ưu việt của chủ nghĩa xã hội và đã có lúc Phương Tây cho rằng Liên Xô đã phá vỡ thế cân bằng chiến lược. Thời kỳ này đối đầu giữa hai phe khá căng thẳng nhưng cả hai bên đều có ý thức kiềm chế trong phạm vi an toàn. Trong thời gian này, Liên Xô còn giúp đỡ các lượng lượng cánh tả trên thế giới chống lại sự can thiệp của phương Tây và viện trợ kinh tế - quân sự cho các nước đồng minh. Việc sử dụng một tỷ lệ lớn ngân sách cho quốc phòng, chinh phục không gian và viện trợ cho các nước đồng minh khiến Liên Xô không thể nhanh chóng cải thiện hệ thống an sinh xã hội, tăng mức sống cho nhân dân, tạo ra gánh nặng rất lớn cho ngân sách của Xô viết và sau này nhiều người Nga cho đó cũng là một trong các nguyên nhân khiến Liên Xô tan rã.

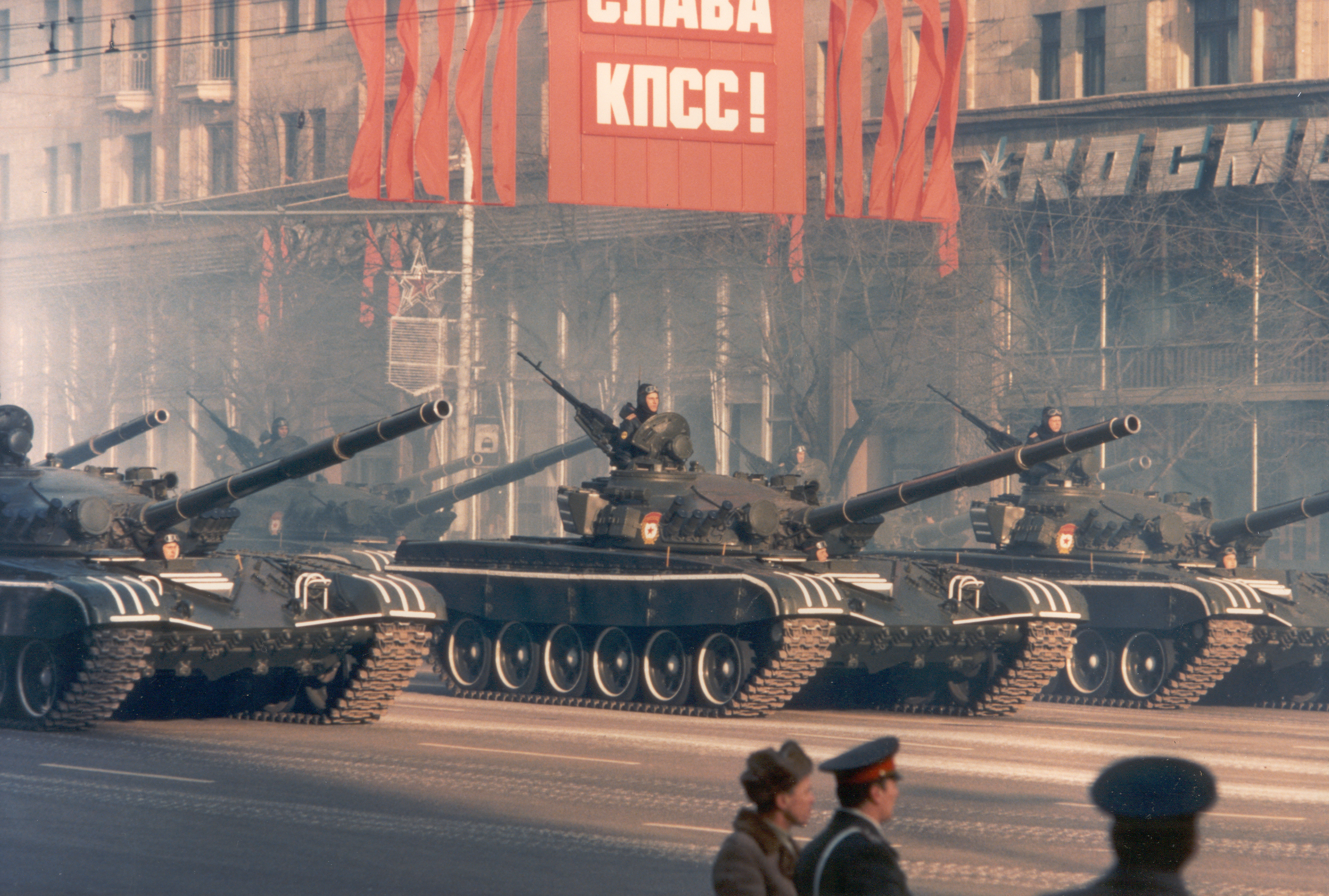
Xe tăng chủ lực T-72 của quân đội Liên Xô trong Lễ kỷ niệm Cách mạng Tháng Mười Nga vào năm 1983

Trong cuốn sách The Politics of Bad Faith, tác giả David Horowitz đã đưa ra những thống kê cho thấy rằng tiêu chuẩn sống của người dân Liên Xô trong những năm 1980 ngày càng sụt giảm. Tình trạng thiếu hụt hàng tiêu dùng xảy ra thường xuyên bởi Liên Xô hạn chế phát triển công nghiệp nhẹ và tập trung nguồn lực cho các ngành công nghiệp nặng. Đến cuối thập niên 70, chỉ có 1/20 số hộ gia đình tại Liên Xô sở hữu ô tô, trong khi chỉ có 1/7 số hộ gia đình tại thành thị sở hữu điện thoại. Tỉ lệ sở hữu TV ở Liên Xô vào năm 1976 là 223 trên 1000 dân, chưa bằng một nửa so với Hoa Kỳ (571 trên 1000 dân) Nhiều nơi ở Liên Xô người dân đã phải đối mặt với tình trạng không có giấy vệ sinh để sử dụng (mặc dù Liên Xô có diện tích rừng lớn nhất trên thế giới). Cũng theo Horowitz, 1/3 số hộ gia đình ở Liên Xô không có hệ thống cấp nước, 2/3 số hộ gia đình không có hệ thống nước nóng. Hệ thống y tế từng là niềm tự hào của Liên Xô cũng đối mặt với nhiều khó khăn: 1/3 các bệnh viện ở Liên Xô thời kỳ này không có hệ thống cấp nước tự động, trang thiết bị y tế tại nhiều bệnh viện trở nên lỗi thời, tình trạng khan hiếm thuốc men tiếp tục diễn ra. Việc hối lộ các bác sĩ, y tá để có được sự chăm sóc y tế tốt và cả những tiện nghi cơ bản nhất như chăn ở các bệnh viện của Liên Xô đã trở nên phổ biến. Một hệ quả là tuổi thọ trung bình của người dân Liên Xô bị tụt thấp hơn so với các nước có nền kinh tế tư bản phát triển (kém hơn 9 tuổi so với người dân Hoa Kỳ và 12 tuổi so với người dân Nhật Bản) . Có những thời điểm mà các loại thực phẩm phổ biến như sữa, thịt, pho mát, đường, rau quả, bánh mì, khoai tây, và kể cả rượu vodka trở nên khan hiếm, còn xà phòng, bột giặt, và kem đánh răng thì gần như không còn tại các cửa hàng mậu dịch trên cả nước. Tình trạng thiếu hụt nhà ở tại Liên Xô cũng bắt đầu diễn ra, hàng ngàn người vô gia cư ở thủ đô Moscow đã phải sống trong những căn lều dựng tạm hoặc những trạm xe điện .
Tình trạng thiếu hụt diễn ra không phải vì quy mô sản xuất của Liên Xô thấp, mà bởi tính cứng nhắc của kinh tế kế hoạch tập trung. Việc kinh tế tăng trưởng nhanh trong suốt 25 năm (1950-1975) khiến nhu cầu tiêu dùng của người dân Liên Xô tăng lên nhanh chóng và ngày càng đa dạng, khiến các kế hoạch kinh tế tập trung không thể tính toán được hết nhu cầu của thị trường dân dụng. Ví dụ, năm 1979, công nghiệp xe hơi Liên Xô đã đạt mức sản lượng 1,32 triệu xe ô-tô và 776.000 xe tải mỗi năm, quy mô đứng thứ 5 thế giới, nhưng theo kế hoạch định trước, phần lớn số xe được dùng để phục vụ sản xuất, vận tải công cộng hoặc xuất khẩu ra nước ngoài, số xe bán ra thị trường dân dụng chỉ chiếm tỷ lệ nhỏ. Do vậy, nguồn cung ô-tô dân dụng bị thiếu, dù sản lượng chế tạo ô-tô của Liên Xô lớn tới mức đủ để xuất khẩu được hơn 400.000 xe mỗi năm Năm 1976, số xe ô tô riêng ở Hoa Kỳ là 98 triệu, trong khi của Liên Xô chỉ là 5 triệu. Rất nhiều người dân Liên Xô có đủ điều kiện sở hữu ô tô riêng, thế nhưng họ thường phải chờ từ 4-6 năm, thậm chí là tới 10 năm để có thể mua một chiếc xe. Tỷ lệ người sở hữu ô-tô riêng ở Liên Xô năm 1985 là 45 xe/1.000 dân, thấp hơn so với mức của các quốc gia phát triển trong cùng thời kỳ đó.
Thời kỳ này Liên Xô tiếp tục lập kế hoạch và triển khai các dự án lớn rất tốn kém, được tuyên truyền rầm rộ và phô trương nhưng sau này thực tế cho thấy hiệu quả kinh tế thấp, nặng về ý nghĩa tuyên truyền hình thức... Tỷ lệ tiết kiệm lớn để đầu tư mở rộng sản xuất đã không thể tạo ra tăng trưởng cao như dưới thời Stalin vì Liên Xô không còn khả năng sử dụng có hiệu quả các nguồn lực mà họ có được. Đây là bằng chứng cho thấy nếu không có áp lực của thị trường và tiến bộ kỹ thuật thì tiết kiệm sẽ bị lãng phí, trong khi sự phát triển của kỹ thuật và nhu cầu của thị trường sẽ dẫn đến tiết kiệm. Cũng chính vì không có động lực kinh tế nên dù đất đai rộng lớn, phì nhiêu nhưng sản xuất nông nghiệp của Liên Xô lại bị sa sút trong thập niên 1970, không đáp ứng đủ nhu cầu xã hội, đến đầu thập niên 1980 thì đã thật sự nóng bỏng. Tài liệu của Ủy ban nghiên cứu Liên Xô và Đông Âu (của chính phủ Mỹ) cho rằng dù tổng GDP cao nhưng mức sống ở Liên Xô vẫn thấp hơn nhiều mức sống ở Mỹ và Tây Âu. Điều này bắt nguồn từ việc chính quyền Liên Xô có truyền thống hạn chế tiêu dùng để tập trung nguồn lực cho công nghiệp nặng, vì thế họ chỉ sử dụng một phần nhỏ hơn nhiều trong tổng thu nhập quốc dân Liên Xô cho tiêu dùng so với phương Tây, do vậy người dân thường bị thiếu hàng tiêu dùng. Người Liên Xô phải dùng đến 2/3 thu nhập của họ cho các nhu cầu cơ bản như thực phẩm và quần áo, điều này giống các nước đang phát triển hơn là các nước phát triển đã công nghiệp hóa. Tuy nhiên, các nhu cầu cơ bản khác là nhà ở, chăm sóc y tế và giáo dục ở Liên Xô thì người dân được cung cấp hoàn toàn miễn phí.
Để khắc phục những khó khăn, chính quyền Xô Viết đã có cố gắng cải cách mà điển hình nhất là cố gắng cải cách kinh tế của thủ tướng Aleksei Nikolayevich Kosygin (Алексей Николаевич Косыгин), cải cách đạt một số kết quả tuy chưa xử lý được nguyên nhân gốc rễ gây ra sự trì trệ. Kinh tế Liên Xô không lâm vào suy thoái và vẫn tiếp tục tăng trưởng, nhưng không nhanh như giai đoạn trước. Tốc độ tăng trưởng kinh tế giai đoạn 1965-1970 là 7,7% mỗi năm, đến giai đoạn 1980-1985 giảm xuống còn 3,6% mỗi năm. Năm 1980, sản lượng công nghiệp của Liên Xô vẫn giữ vững vị trí thứ 2 thế giới và bằng 80% so với Mỹ, sản lượng nông nghiệp vẫn đứng đầu châu Âu.

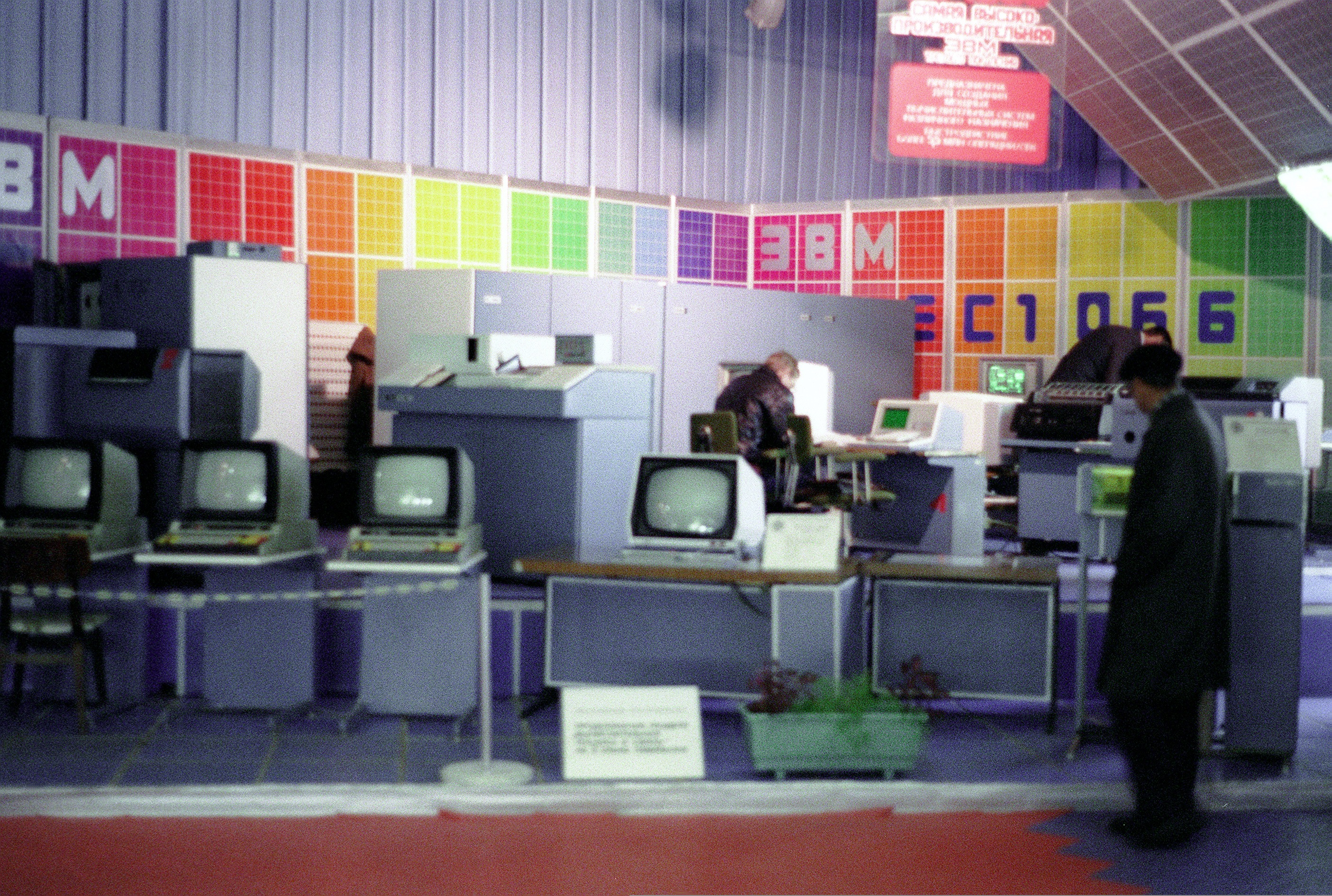
Máy tính do Liên Xô chế tạo, năm 1985

Trong 18 năm (từ 1965 tới 1982), hơn 1,6 tỷ mét vuông nhà ở được Liên Xô xây dựng và cung cấp miễn phí cho hơn 160 triệu người dân. Đồng thời, chi tiêu sinh hoạt trung bình không vượt quá 3% thu nhập của gia đình, bởi các nhu cầu cơ bản là nhà ở, chăm sóc sức khỏe và giáo dục được miễn phí hoặc có giá cả phải chăng. Theo khảo sát được thực hiện tại Nga vào năm 2006, 75% số người từ 36 tới 54 tuổi (những người đã sống vào thời kỳ này) cho rằng giai đoạn 1964-1982 vẫn là một thời kỳ thịnh vượng của đất nước và chỉ có 14% đánh giá tiêu cực về tiêu chuẩn sống trong giai đoạn này.
Đến cuối những năm 1980, Liên Xô vẫn duy trì được vị thế siêu cường với nền kinh tế lớn thứ hai thế giới (chỉ kém Mỹ) với GDP theo sức mua tương đương đạt 2,66 nghìn tỷ USD (năm 1990). Thu nhập bình quân đầu người của Liên Xô đạt 9.500 USD, đứng thứ 28 thế giới và thuộc nhóm các nước phát triển (của Nhật là 15.600 USD, Mỹ là 21.082 USD, Singapore là 10.300 USD, Hong Kong là 10.000 USD, Đài Loan là 6.000 USD, Hàn Quốc là 4.600 USD).
Tuy vẫn giữ thứ hạng cao, song nền kinh tế Liên Xô đã bộc lộ nhiều khiếm khuyết so với các nước phương Tây phát triển nhất gồm Mỹ, Nhật và Đức. Vào năm 1984 Bộ trưởng ngoại giao Liên Xô là Eduard Shevardnadze nói với Gorbachov rằng: "Mọi thứ đã trở nên thối rữa. Cần có một sự thay đổi" . Các mâu thuẫn càng ngày càng tích tụ và đến năm 1985 thì Liên Xô cần có một cải cách cơ bản sâu rộng và đó là nguyên nhân để Tổng bí thư Gorbachov tiến hành cải cách cải tổ (perestroika).
Năm 1986, Liên Xô đề ra cải cách mới, tập trung vào trang bị máy móc mới, tự động hóa bằng rô-bốt, công nghệ máy tính, vi xử lý, tăng cường đầu tư cho nông nghiệp và công nghiệp năng lượng. Hầu hết các nhà quan sát tin rằng ít nhất một phần của cải cách sẽ có hiệu quả, tạo động lực phát triển mới và khắc phục những điểm yếu của nền kinh tế Tăng trưởng kinh tế Liên Xô giai đoạn 1986-1990 vẫn đạt mức 1,5% mỗi năm Tuy nhiên những cải cách về mặt chính trị của Gorbachov lại thất bại, dẫn tới phá vỡ cơ cấu nhà nước và sự tan rã của Liên bang Xô Viết.

### Cải tổ và tan rã

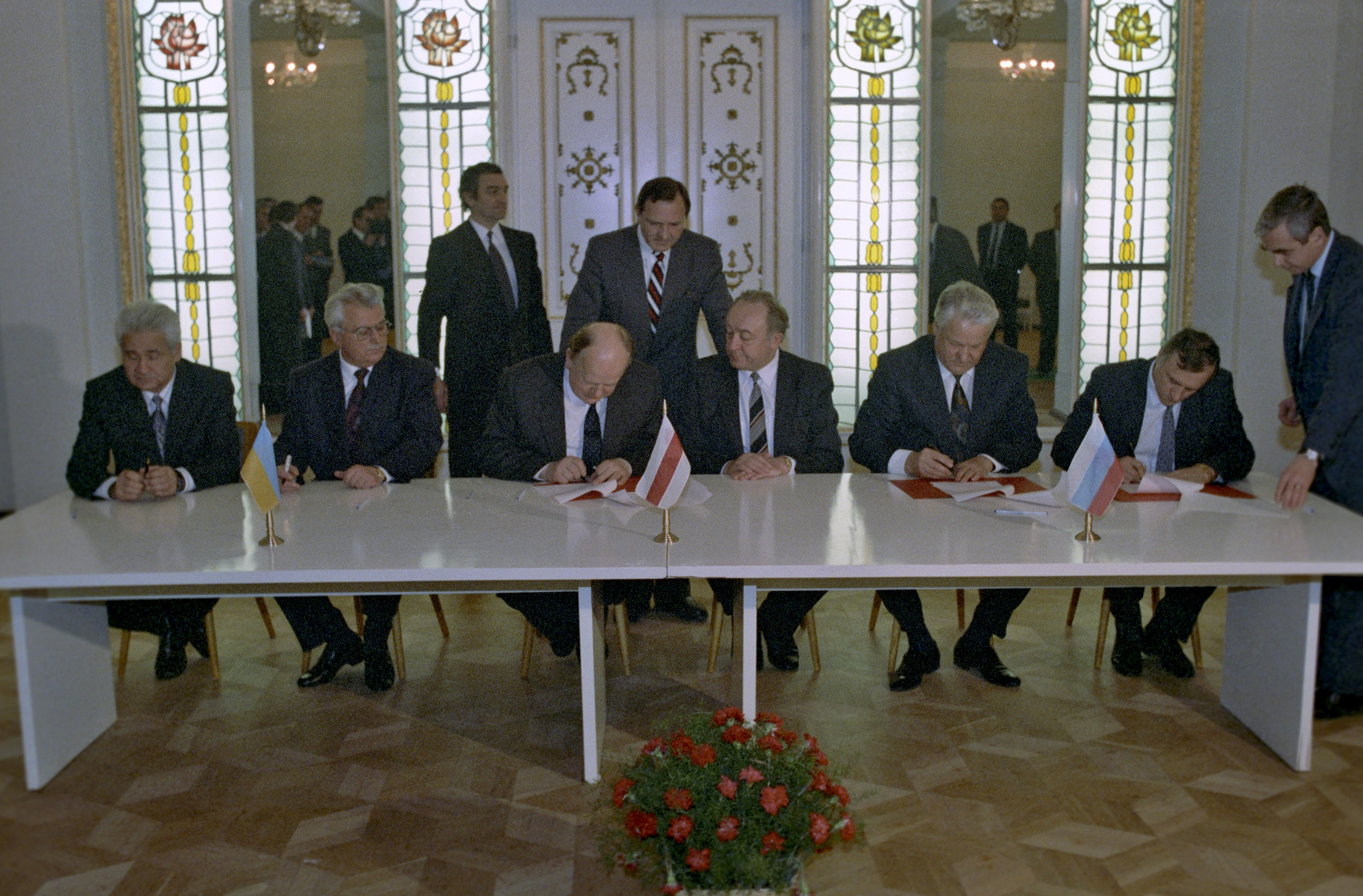
Các nhà lãnh đạo Nga, Ukraina và Bêlarut ký Hiệp định Belavezha, chính thức giải thể Liên Xô năm 1991

Năm 1982, Brezhnev qua đời. Hai người kế nhiệm ông cũng không tại vị được lâu. Yuri Andropov lên nắm quyền vào năm 1982 và chết hai năm sau đó. Konstantin Chernenko trở thành Tổng bí thư vào năm 1984 và qua đời chỉ sau đó một năm. Năm 1985 Mikhail Sergeyevich Gorbachev được bầu làm Tổng bí thư mới. Gorbachev và những người cùng chí hướng với ông như Aleksandr Nikolayevich Yakovlev bắt đầu tiến hành chính sách cải tổ (perestroika – Перестройка) và công khai hóa (glasnost – Гласность) để thúc đẩy các tiềm năng chưa được khai thác của xã hội. Cải tổ tìm cách nới lỏng sự kiểm soát tập trung của Đảng và nhà nước trong một số lĩnh vực kinh tế, chính trị, xã hội, tự do hóa ngôn luận, bầu cử cạnh tranh và tiến đến loại bỏ sự can thiệp của các cơ cấu đảng vào kinh tế và một số mặt của đời sống chính trị xã hội. Theo Gorbachev hồi tưởng - trích dẫn bởi Sputnik - "Niềm tin sâu sắc của tôi nằm ở con đường dẫn đến chủ quyền chính trị của các nước cộng hòa, đưa đến sự độc lập kinh tế, giữ gìn bản sắc của họ, cũng như phát triển văn hóa thông qua cải tổ liên bang, chuyển đổi thành một nhà nước liên bang dân chủ, thực chất, hiệu quả, mà các nước cộng hòa được ủy quyền". Nhưng những nỗ lực cải cách đã không thu được kết quả như mong đợi. Sự tích cực của dân chúng dâng cao nhưng lại đi theo hướng khiến khủng hoảng chính trị trở nên sâu sắc: các tổ chức phi chính phủ, các nhóm dân tộc chủ nghĩa xuất hiện ngày càng nhiều và ngày càng có xu hướng chống chính quyền trung ương, đòi ly khai độc lập.
Tốc độ và quy mô của các sự kiện làm những người chủ xướng cải cách không còn kiểm soát được tình hình. Nền kinh tế chưa có chuyển biến đáng kể thì khủng hoảng chính trị đã trở nên trầm trọng: các lực lượng ly khai dần dần nắm các vị trí lãnh đạo của các nước cộng hòa và ra các tuyên bố về đòi ly khai độc lập. Xung đột sắc tộc trở nên phức tạp có đổ máu, thậm chí có nơi chính quyền nước cộng hòa thành viên lại xung đột với các nước cộng hòa lân cận. Mâu thuẫn dân tộc rất lớn trong lòng Liên Xô trước đây được kiềm chế thì nay đã bộc lộ và tiến triển không thể kiểm soát được. Một khi tình hình hỗn loạn thì các mối liên hệ kinh tế giữa các vùng miền và các nước cộng hòa cũng bị gián đoạn làm tình hình kinh tế trở nên sa sút, tình hình xã hội trở nên hỗn loạn. Các đảng viên cộng sản không còn chịu sự kiểm soát và không tuân thủ kỷ luật của Đảng, nhiều người quay sang trở thành các lực lượng dân tộc chủ nghĩa đòi ly khai. Ngay cả cộng hòa Xô viết Nga, nước trụ cột của Liên Xô, cũng ra nghị quyết đặt luật pháp nước cộng hòa Xô viết Nga cao hơn hiến pháp Liên Xô, quyền lực của nhà nước trung ương Liên Xô dần dần bị tan rã.
Trong bối cảnh đó, nội bộ Đảng Cộng sản Liên Xô lại dần bị khống chế bởi những nhân vật do Gorbachev bổ nhiệm. Tháng 4/1989, Gorbachev kêu gọi các ủy viên Trung ương Đảng Cộng sản Liên Xô tuổi đã cao hãy nghỉ hưu. 115 ủy viên Ban Chấp hành Trung ương Đảng đã tự viết đơn xin nghỉ hưu vì tin rằng đất nước sẽ phát triển hơn với đội ngũ được trẻ hóa. Đây chính là sai lầm của những người cộng sản trung thành với các nguyên tắc Marx-Lenin trong Đảng Cộng sản Liên Xô. Chỉ trong ba năm 1987-1989, đã có 8 ủy viên Bộ Chính trị và Ban Bí thư Trung ương Đảng, hơn 20 bộ trưởng, 92,5% trong 150 bí thư tỉnh ủy đã bị cách chức hoặc thay thế; khoảng 50% cán bộ cơ quan chiến lược trong quân đội, hơn 100 cán bộ chính trị cấp chiến dịch - chiến lược và 30% tướng lĩnh bị cách chức hoặc loại khỏi quân đội với lý do "tư tưởng bảo thủ, không ủng hộ cải tổ", thay thế họ là những phần tử "cấp tiến" Sức kháng cự của những Đảng viên trung thành dần suy yếu và cuối cùng đã tê liệt.
Năm 1988, Gorbachev cử Vadim Bakatin làm Bộ trưởng Bộ Nội vụ (MVD). Bakatin đã làm tê liệt Lực lượng Cảnh sát Liên Xô khi biệt phái nhiều sĩ quan sang các cơ quan, tổ chức khác và xóa bỏ mạng lưới đặc tình của lực lượng này. Sau đó, Bakatin đã hủy bỏ chính MVD, khi cho tách lực lượng này thành 15 cơ quan riêng biệt cho các nước Cộng hòa tự trị. Như vậy, về cơ bản Bakatin đã xóa sổ lực lượng cảnh sát của Nhà nước trung ương Liên Xô.

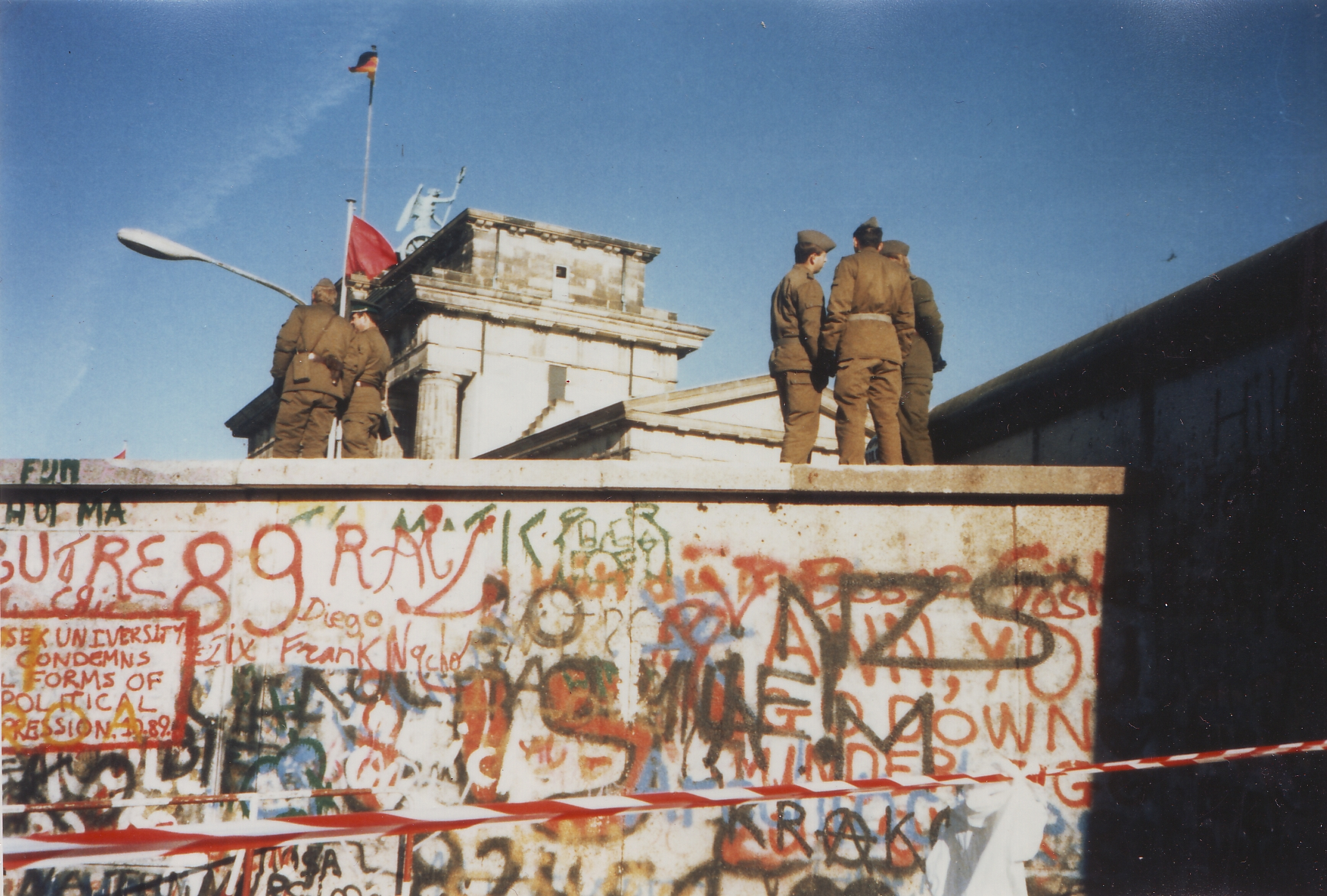
Lính Liên Xô đứng gác bức tường Berlin năm 1989

Những nhân vật ủng hộ Gorbachev cũng được bổ nhiệm tại các cơ quan truyền thông, báo chí, tuyên truyền lớn của Liên Xô. Tháng 7/1985, Gorbachev bổ nhiệm A. Yakovlev làm Trưởng ban Tuyên truyền Trung ương Đảng Cộng sản Liên Xô. Yakovlev có sự thù hận đặc biệt đối với Cách mạng Tháng Mười và luôn muốn phủ định chủ nghĩa cộng sản tại Liên Xô. Từ 1986 đến 1988, một loạt cán bộ chủ chốt của các tờ báo lớn tại Liên Xô được Yakovlev thay thế bởi những người có tư tưởng giống như Yakovlev, mặt trận báo chí của Đảng Cộng sản Liên Xô dần bị "đánh chiếm". Từ đó, báo chí Liên Xô liên tục gây khuynh đảo dư luận khi ngấm ngầm (rồi sau đó công khai) viết bài chỉ trích lịch sử cách mạng, xét lại lịch sử, trong khi lại tán dương phương Tây. Ảnh hưởng từ báo chí, tư tưởng Đảng viên và nhân dân Liên Xô trở nên dao động dữ dội, ngày càng có nhiều người bi quan về đất nước trong khi lại ảo tưởng về "thiên đường giàu có" ở phương Tây Được sự che đỡ của Yakovlev, truyền thông Liên Xô cũng bắt đầu khai thác các mặt trái về kinh tế xã hội, gồm điều kiện nhà ở xuống cấp, nạn nghiện rượu, sử dụng ma tuý, ô nhiễm, các nhà máy từ thời Stalin đã quá cũ kỹ và tình trạng tham nhũng trong bộ máy Nhà nước, những sai lầm của chính phủ Liên Xô dưới thời Stalin, đây vốn là những điều mà truyền thông chính thức đã cố tình bỏ qua. Hơn nữa, cuộc chiến tranh đang diễn ra tại Afghanistan và việc xử lý kém trong thảm hoạ Chernobyl năm 1986, càng làm xấu đi hình ảnh của chính phủ Xô viết ở thời điểm sự bất mãn đang gia tăng.
Gorbachev cũng khuyến khích đẩy mạnh sự tiếp xúc giữa công dân Liên Xô và thế giới phương Tây, đặc biệt là với Hoa Kỳ. Hạn chế về du lịch, việc kinh doanh và giao lưu văn hoá với nước ngoài được nới lỏng. Chính sách này đã góp phần làm cho chủ nghĩa tư bản và chủ nghĩa cá nhân kiểu phương Tây tràn vào Liên Xô dễ dàng, khiến nhiều người dân Liên Xô bị dao động về tư tưởng, ngày càng mất niềm tin vào chủ nghĩa xã hội cũng như Đảng và chính phủ Liên Xô. Hàng hóa phương Tây dần được người dân ưa chuộng hơn là hàng hóa ở trong nước, khiến cho các ngành công nghiệp nhẹ đặc biệt là công nghiệp sản xuất hàng tiêu dùng của Liên Xô gặp nhiều khó khăn  Lối sống phương Tây được du nhập ồ ạt thông qua phim ảnh, sách báo... đã gây ảnh hưởng ngày càng sâu sắc về tư tưởng, đặc biệt là trong giới trẻ. Chúng đã khiến tâm lý sùng bái phương Tây ngày càng gia tăng, làm suy yếu lý tưởng chính trị và tinh thần phấn đấu vì tập thể của người dân, đồng thời kích động tư tưởng chống lại Đảng và nhà nước Xô viết..
Trong giáo dục, môn triết học Marxist bị báo chí chế nhạo và năm 1989, chính phủ Liên Xô ra lệnh bãi bỏ môn học Chủ nghĩa Marx - Lenin trong trường đại học. Năm 1994, nhà văn Yuri Boldarev khi nhìn lại sự biến chất của báo chí, truyền thông Liên Xô trong thời kỳ này đã nói: "Trong sáu năm, báo chí Liên Xô đã thực hiện được mục tiêu mà quân đội Đức Quốc xã với hàng triệu quân tinh nhuệ nhất cũng không thể thực hiện được khi xâm lược nước ta, đó là đánh đổ Nhà nước Liên Xô. Quân đội Đức có thiết bị kỹ thuật hàng đầu nhưng thiếu một thứ, đó là hàng triệu ấn phẩm mang vi khuẩn hủy diệt tư tưởng của nhân dân Liên Xô".
Tại Hội nghị toàn quốc lần thứ 19 của Đảng Cộng sản Liên Xô (từ 28/6 đến 1/7/1988), Gorbachev đã giải tán 23 ủy ban trực thuộc Trung ương Đảng, như vậy là gần như xóa bỏ vai trò lãnh đạo của Đảng Cộng sản Liên Xô. Tháng 7/1990, Gorbachev công khai phê phán nguyên tắc tập trung dân chủ, điều lệ Đảng chính thức xóa bỏ nguyên tắc quan trọng nhất của Đảng mà Vladimir Ilyich Lenin đã lập ra.
Bất bình trước những chính sách của Gorbachev, ngày 19 tháng 8 năm 1991, một số nhà lãnh đạo theo đường lối cứng rắn (Chủ tịch Quốc hội Lukyanov, Chủ tịch KGB Kryuchkov, Phó Tổng bí thư Yanaev, Thủ tướng Pavlov) tiến hành đảo chính với mục tiêu chấm dứt sự hỗn loạn do Gorbachev gây ra, bảo toàn sự thống nhất của Liên bang Xô viết, lập Ủy ban nhà nước về tình trạng khẩn cấp, đưa quân đội vào thủ đô Moskva để phế bỏ chức vụ của Gorbachev. Thế nhưng phe đảo chính đã thất bại khi không thể giành được sự ủng hộ của quần chúng. Người dân Moscow đã tập trung gần Tòa nhà Quốc hội Liên bang Nga để bày tỏ sự ủng hộ cho Yeltsin và Gorbachev, họ cùng nhau xây các chướng ngại vật xung quanh Tòa nhà Quốc hội để chặn xe tăng của phe đảo chính.. Phe đảo chính đã cố gắng bắt giữ Yeltsin nhưng thất bại, và chính Yeltsin đã huy động người dân tham gia chống lại cuộc đảo chính. Một đơn vị xe tăng rời bỏ hàng ngũ quân đảo chính đến bảo vệ tòa nhà quốc hội. Hơn 200.000 người dân ở thành phố Leningrad đã tổ chức tuần hành để phản đối cuộc đảo chính
Chủ tịch Hội đồng Bộ trưởng Liên Xô Nikolai Ryzhkov nhận xét rằng các thành viên Ủy ban khẩn cấp đã lập kế hoạch một cách thiếu nghiêm túc: "Tất cả những chuyện đó, có cái gì đó giống như trò chơi của trẻ thơ vậy. Không nghiêm túc... nếu như những người đó suy nghĩ một cách nghiêm túc thì họ đã không hành động như vậy. Họ đưa xe tăng vào, mọi người chắc còn nhớ rất rõ cảnh các cô gái ngồi trên đùi các anh lính tăng và trên tháp pháo. Như thế là thế nào? Tất cả những cái đó thật là gàn dở. Tôi biết là cùng thời gian ấy Elsin đang ở Kazakhstan và đã uống ở đấy kha khá... Nhưng những người ở đấy (dân Kazakhstan) là những con người thông minh và tìm cách đuổi khéo... Như vậy là ông ta đã bay tới (Matxcova), đi đến nhà nghỉ ngoại ô, thế thì bắt ông ta đi, ai ngăn cản anh làm việc đó? Cả một nhóm KGB ngồi trong bụi cây và nhìn Elsin ngất ngưởng đi về nhà ngủ.". Sau 3 ngày, ngày 21 tháng 8 năm 1991, đại đa số quân đội được gửi tới Moskva công khai đứng về phía những người phản đối cuộc đảo chính, ủng hộ Yeltsin, như vậy cuộc đảo chính đã hoàn toàn thất bại. Những người cầm đầu cuộc đảo chính bị bắt giữ. Cuộc đảo chính không đạt được mục tiêu mà càng làm tăng thêm mâu thuẫn giữa các nước cộng hòa thành viên và các nhà nước trung ương.

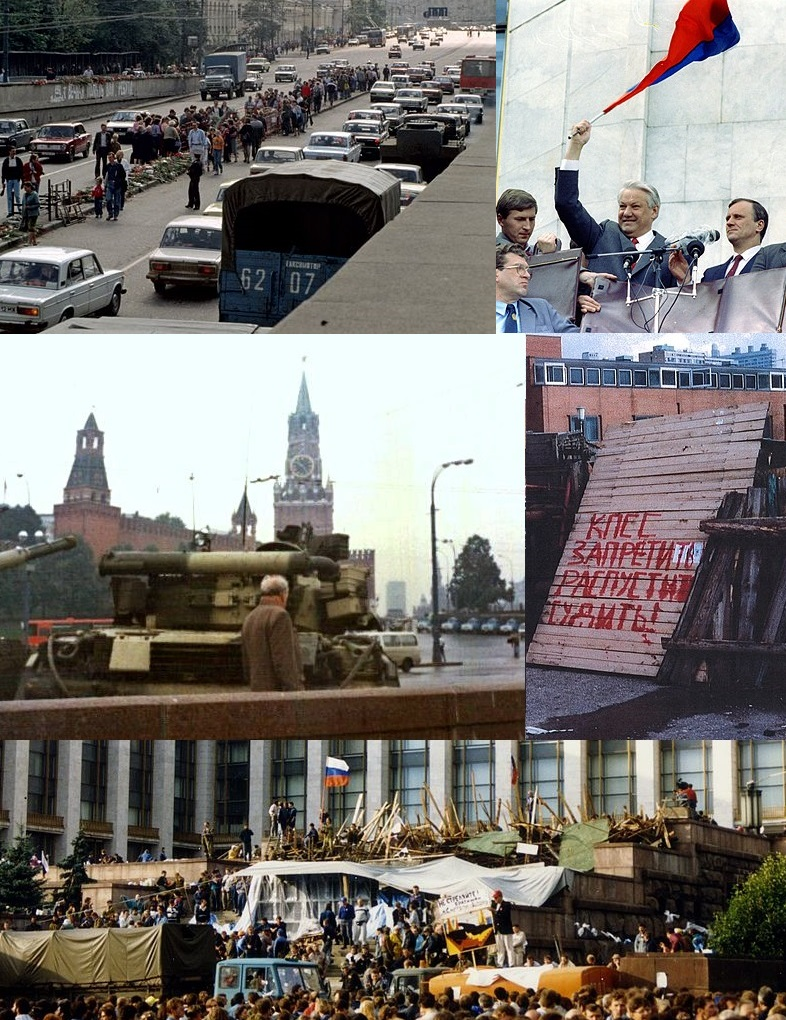
Elsin (người vẫy cờ) chỉ huy cuộc tuần hành của người dân Moscow chống lại cuộc đảo chính của Ủy ban khẩn cấp

Sau đảo chính, ngày 24/8/1991, Gorbachev tự ý tuyên bố giải tán Ban Chấp hành Trung ương Đảng và từ chức Tổng bí thư và tự phong mình là "Tổng thống Liên Xô". Ngày 29/8/1991, Gorbachev ra lệnh giải thể các cơ quan chính trị, chấm dứt các hoạt động Đảng trong quân đội. Hồng quân Liên Xô, thành trì quan trọng nhất bảo vệ nhà nước Xô Viết và Đảng Cộng sản Liên Xô, dù có lực lượng hùng mạnh nhưng đã hoàn toàn bị Gorbachev vô hiệu hóa do không còn công tác chỉ huy chính trị.
Không còn phải e ngại sự chống trả của Hồng quân Liên Xô, tổng thống Cộng hòa Xô viết Nga là Boris Yeltsin ra sắc lệnh quốc hữu hóa tất cả các tài sản, trụ sở của Đảng Cộng sản Liên Xô ở Nga. Yeltsin cũng ra sắc lệnh cấm tất cả các hoạt động của Đảng Cộng sản Liên Xô ở Nga (dù bản thân ông ta cũng từng là đảng viên Đảng Cộng sản Liên Xô). Đầu năm 1991, chính phủ 6 nước cộng hòa thành viên nhỏ (gồm Armenia, Estonia, Georgia, Latvia, Lithuania, và Moldova), chiếm 3,5% dân số Liên Xô, tuyên bố tẩy chay và không tổ chức cuộc trưng cầu dân ý về việc duy trì Liên Xô (tuy nhiên các điểm bỏ phiếu vẫn được chính phủ Trung ương tổ chức, cử tri tại các nước này không bị cấm đi bầu cử nếu muốn và phiếu của họ vẫn được tính, ví dụ như Moldova vẫn có 841.507 cử tri đi bầu và 98,7% ủng hộ duy trì Liên Xô) Sau cuộc đảo chính, ngày 24/8/1991, Gorbachev tự ý tuyên bố giải tán Ban Chấp hành Trung ương Đảng, chính phủ Liên Xô về cơ bản đã tan vỡ từ cuối tháng 8/1991. Tâm lý người dân Liên Xô và các nước cộng hòa thành viên bị khủng hoảng dữ dội khi hệ thống chính trị đầu não của đất nước đã không còn tồn tại. Ngay lập tức trong ngày hôm đó, Xô viết tối cao Ukraine tuyên bố độc lập, đổi tên thành Cộng hòa xã hội chủ nghĩa Xô viết Ukraine. Trong cuộc trưng cầu dân ý tại Ukraine vào đầu tháng 12 năm 1991 với câu hỏi "Bạn có ủng hộ Đạo luật Tuyên ngôn Độc lập của Ukraine không?", 92.3% cử tri đã bỏ phiếu ủng hộ độc lập (kết quả này hoàn toàn trái ngược với kết quả của cuộc trưng cầu dân ý được tổ chức vào tháng 3 năm đó khi đa số cử tri vẫn ủng hộ duy trì tư cách của Ukraine là một nước cộng hòa thành viên thuộc Liên Xô)  Một số nước thành viên khác cũng tổ chức các cuộc trưng cầu dân ý về việc ly khai, kết quả là đa số đều ủng hộ độc lập và tách khỏi Liên Xô (ở Estonia tỉ lệ ủng hộ độc lập là 78,4%, ở Litva là 93%, ở Georgia là 99,5%, ở Latvia là 74,9%, ở Armenia là 99,5%) Liên Xô được thành lập dựa trên sự đoàn kết các nước cộng hòa thành viên có chung ý thức hệ là chủ nghĩa cộng sản, khi ý thức hệ này bị lãnh đạo các nước cộng hòa thành viên từ bỏ thì Liên Xô cũng tan rã.
Đến tháng 10, do khủng hoảng chính trị và việc chính phủ trung ương bị giải thể, kinh tế đất nước không còn được điều phối và lâm vào đình đốn. Lương thực thực phẩm khan hiếm trên diện rộng, nhiều nông dân từ chối thanh toán bằng tiền rúp Liên Xô, trong khi tỉ lệ lạm phát đã lên tới hơn 300%, các nhà máy giờ đây không còn đủ khả năng để trả lương cho công nhân, nguồn nhiên liệu dự trữ ở một số nơi thì chỉ đáp ứng 50-80% nhu cầu cho mùa đông đang đến. Ước tính kinh tế Liên Xô đã sụt giảm 20% do cuộc khủng hoảng chính trị năm 1991. Tổng thống Gorbachev kêu gọi sự hỗ trợ từ các nước phương Tây nhưng bị từ chối . Các tổ chức kinh tế- tài chính toàn cầu như IMF và WB cũng tuyên bố rằng nền kinh tế của Liên Xô hiện đã tê liệt và mọi sự giúp đỡ của họ vào thời điểm này là vô ích. Chính phủ Liên Xô đã buộc phải nhận viện trợ lương thực và thuốc men từ Ấn Độ - một nước còn kém phát triển.
Ngày 8 tháng 12 tại Minsk, thủ đô của Belarus, lãnh đạo ba nước cộng hòa Nga, Belarus và Ukraina ra tuyên bố ký thỏa thuận thành lập Cộng đồng các quốc gia độc lập (SNG – Содружество Независимых Государств), chấm dứt sự tồn tại của Liên bang Cộng hòa Xã hội Chủ nghĩa Xô viết. Ngày 21 tháng 12 tại Alma Alta, thủ đô của Kazakhstan, tất cả các nước cộng hòa trừ ba nước vùng biển Baltic ký tuyên ngôn tôn trọng các tôn chỉ và mục đích của thỏa thuận thành lập Cộng đồng các quốc gia độc lập. Trong lá thư ngày 24 tháng 12 năm 1991, Boris Yeltsin, Tổng thống Liên bang Nga, thông báo cho Tổng thư ký Liên Hợp Quốc rằng vị trí của Liên Xô trong Hội đồng Bảo an và tất cả các cơ quan Liên hợp quốc khác sẽ được Liên bang Nga kế tục.
Vào thời điểm 19 giờ 32 phút ngày 25 tháng 12 năm 1991, lá cờ của Liên Xô trên nóc điện Kremlin bị hạ xuống và thay bằng lá cờ của Liên Bang Nga, tiếng chuông của tháp Đấng cứu thế vang lên, đánh dấu sự kiện Liên bang Xô Viết chính thức chấm dứt tồn tại. Khi Liên bang Xô-viết tan rã, tương ứng với Công ước Viên năm 1983, phân định tỷ lệ lãnh thổ của từng quốc gia trên cơ sở phân tích đóng góp và phần của các nước Cộng hòa được phân chia như sau: Nga có 61,34 %, Ukraina - 16,37%, Belarus - 4,13%, Kazakhstan - 3,86%, Uzbekistan - 3,27%, Gruzia - 1,62%, tiếp theo ít dần đến Estonia với 0,62%. Sau này, một số cựu quốc gia cộng hòa Xô viết vẫn giữ quan hệ gần gũi với Nga và đã thành lập những tổ chức đa phương như CIS, Cộng đồng kinh tế Á Âu, Liên bang quốc gia (Union State), Eurasian Customs Union và Eurasian Economic Union để nâng cao kinh tế và hợp tác an ninh.
Ngày 17/3/1991, tại Liên Xô đã có một cuộc trưng cầu dân ý toàn Liên bang về việc có duy trì Liên bang Xô Viết nữa hay không. Tổng cộng 148.574.606 cử tri tại các nước cộng hòa thành viên đã tham gia bỏ phiếu, với kết quả là 113.512.812 phiếu (76%) ủng hộ duy trì Liên Bang Xô Viết. Tại hai nước cộng hòa lớn nhất là Nga và Ukraine, chiếm 70% dân số của Liên Xô, đa số cử tri vẫn ủng hộ duy trì Liên bang. Như vậy, phần lớn người dân Liên Xô vẫn muốn đất nước tồn tại. Nikolai Ivanovich Ryzkov, nguyên Thủ tướng Liên Xô từ năm 1985 đến 1991 cho rằng: "Sự tan rã của Liên Xô không bắt nguồn từ ý nguyện của đa số nhân dân, mà thực chất nó là quyết định của giới lãnh đạo cấp cao Liên Xô: thay vì cải cách mô hình kinh tế thì những nhà lãnh đạo này đã quay sang đập phá hệ thống chính trị, làm suy yếu bộ máy Nhà nước, rồi chính họ tự ý ra quyết định giải tán Nhà nước Liên Xô (dù điều này trái với kết quả trưng cầu dân ý trước đó chỉ vài tháng)"
Theo báo Quân đội nhân dân:"Từ khi dựng nước, Liên Xô đã trải qua rất nhiều khó khăn thử thách và đã vượt qua tất cả: Năm 1917, 35 vạn đảng viên Bolshevik đã lãnh đạo giai cấp công nhân Nga lật đổ ách thống trị của Sa hoàng, cùng nhân dân đánh bại sự can thiệp vũ trang của 14 nước phương Tây để bảo vệ thành công cách mạng. Năm 1941, 5.540.000 đảng viên đã cùng nhân dân chiến thắng quân đội phát xít Đức trong cuộc chiến tranh Vệ quốc vĩ đại, rồi sau đó lãnh đạo công cuộc xây dựng Liên Xô trở thành siêu cường thế giới. Vậy nhưng, năm 1991, Liên Xô lại sụp đổ, không phải do quân đội kẻ thù tấn công, cũng không phải do kinh tế hay khoa học kỹ thuật yếu kém, mà chính là vì các quan chức cấp cao bên trong nội bộ Đảng và Nhà nước Liên Xô".

#### Nguyên nhân

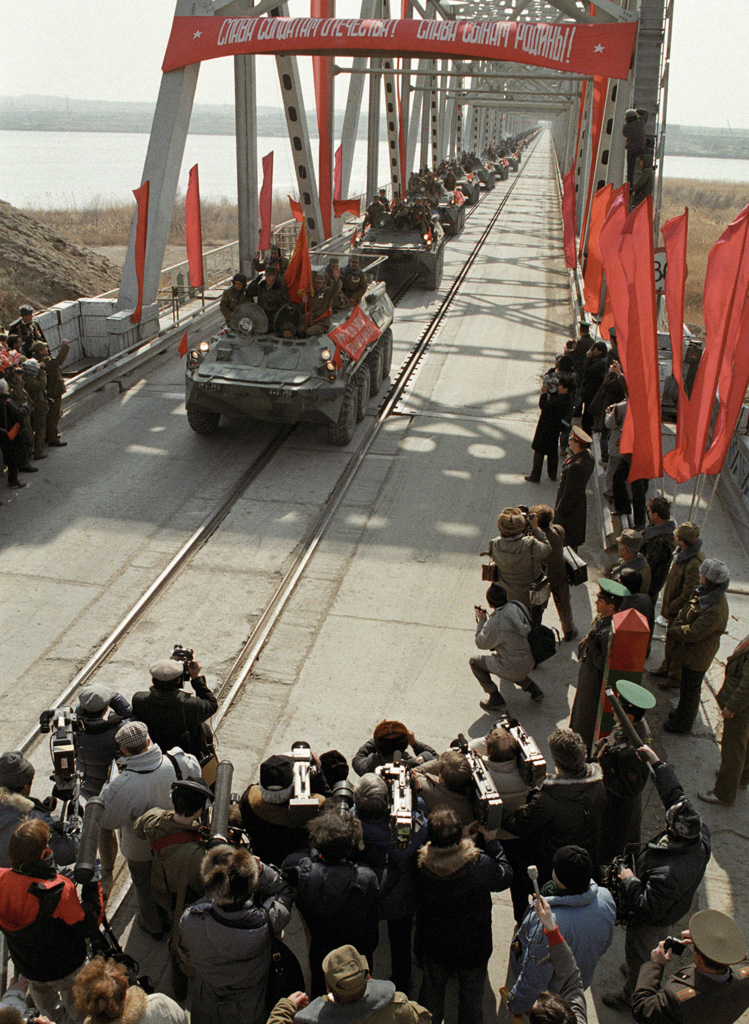
Quân đội Xô viết rút hoàn toàn khỏi Afghanistan vào năm 1989, sau cuộc chiến không thành công tại quốc gia này

Nguyên nhân sự tan rã Liên Xô được nghiên cứu rất nhiều. Tại Trung Quốc, quốc gia có hệ thống chính trị có nhiều điểm chung với Liên Xô, có lãnh thổ rộng lớn, đa sắc tộc, nhiều ngôn ngữ như Liên Xô và cũng khao khát vươn lên vị trí siêu cường, vấn đề này càng được quan tâm. Năm 2000, Viện Khoa học xã hội Trung Quốc xác lập việc nghiên cứu nguyên nhân Liên Xô tan rã là đề tài cấp quốc gia. Năm 2006, bộ phim tài liệu 8 tập, dài tổng cộng 5 giờ dựa trên đề tài này được phát hành, rút ra những cảnh báo sâu sắc. Ủy ban Kiểm tra kỷ luật Đảng Cộng sản Trung Quốc và Ủy ban Chính pháp Trung ương đã yêu cầu tất cả các đơn vị trực thuộc đều phải xem và nghiền ngẫm. Các nhà nghiên cứu Trung Quốc kết luận rằng: Cùng với việc cảnh giác trước "sức mạnh cứng" thì còn phải song song ngăn chặn "sức mạnh mềm" từ các nước phương Tây nhằm làm phân hóa nội bộ Trung Quốc, ngăn chặn sự suy thoái tư tưởng trong nội bộ Đảng, đề phòng các phương thức mới như chiến tranh tiền tệ, thao túng văn hóa, tổ chức phi chính phủ thâm nhập... Mục tiêu là tránh để Trung Quốc lặp lại bi kịch của Liên Xô Chủ tịch Đặng Tiểu Bình từng nói: Trung Quốc phải biết lấy bài học Liên Xô làm tấm gương soi, biến việc xấu thành việc tốt, vĩnh viễn không quên tổ tông, tổ tông đó chính là chủ nghĩa Marx, "chúng ta nói đường lối cơ bản của Đảng phải ổn định suốt 100 năm, muốn nước nhà yên ổn lâu dài, cái thực sự liên quan đến đại cục chính là việc này... chỉ cần có một Bộ Chính trị tốt thì cái loạn nào xuất hiện cũng ngăn chặn được"
Có nhiều nguyên nhân dẫn tới sự sụp đổ của Liên Xô, bao gồm cả nguyên nhân khách quan lẫn chủ quan:
- Đường lối cải cách sai lầm: Những cải cách của Gorbachev đã đẩy nhanh sự sụp đổ của Liên Xô hơn là cứu vãn tình hình[144]. Những cải cách nới lỏng quyền kiểm soát đối với người dân và cải cách chính trị và kinh tế lại khiến chính phủ Liên Xô trở nên ngày một yếu đuối và dễ bị tổn thương do họ không còn quyền lực mạnh mẽ như trước đây. Nhiều người Liên Xô đã sử dụng quyền hạn mới của mình để tổ chức phê phán chính phủ và vào năm 1991, những người này đã thành công trong việc khiến chính quyền Liên Xô tan rã. Nhóm cải cách do Mikhail Sergeyevich Gorbachyov đứng đầu đã mắc những sai lầm mới: biến phản biện xã hội thành một quá trình không kiểm soát được, nhiều khi thành một hoạt động bừa bãi, mang tính vô chính phủ.[145] Không còn bị kiểm soát, các lực lượng chống Xô Viết đã tiến hành những hoạt động "diễn biến hòa bình", gây mâu thuẫn giữa các sắc tộc của Liên Xô.[146] Các biện pháp bao gồm: bôi nhọ Chủ nghĩa Mác-Lênin, gây mất lòng tin của người dân vào chính quyền bằng các biện pháp chụp mũ, tạo tin đồn giả.[147]
- Diễn biến hòa bình của phương Tây: Chính sách của Gorbachev khiến Nhà nước Liên Xô dần mất đi sự kiểm soát với truyền thông, báo chí và giới lý luận. Xuất hiện rất nhiều bài viết xét lại lịch sử, xét lại chủ nghĩa xã hội, phủ nhận vai trò của Cách mạng Tháng Mười trên báo chí mà không bị ngăn chặn và xử lý. Các "tổ chức phi chính phủ" xuất hiện rất nhiều (hơn 30.000 tổ chức vào năm 1987), trong đó nhiều tổ chức nhận tài trợ nước ngoài, vận động ngầm hoặc công khai truyền bá tư tưởng phủ nhận Nhà nước Liên Xô. Nhiều đơn vị xuất bản, phát thanh, truyền hình được phương Tây tài trợ đã quay sang chỉ trích lịch sử cách mạng, khiến tư tưởng chính trị của Đảng viên và nhân dân Liên Xô trở nên dao động dữ dội, lòng tin vào sự nghiệp cách mạng sụt giảm nghiêm trọng[148]
- Sự tha hóa trong nội bộ Đảng và nhà nước: những năm 1960 và 1970 chứng kiến sự tha hóa của một bộ phận Đảng viên có chức vụ cao trong Đảng Cộng sản. Thời kỳ Lenin và Stalin, kỷ luật Đảng được thi hành nghiêm khắc, tham nhũng bị trừng trị rất nặng nên phần lớn Đảng viên các cấp đều liêm chính. Từ thời Khrushchev, do kỷ luật đảng bị buông lỏng, trách nhiệm của từng tổ chức, cá nhân trong hệ thống tổ chức của Đảng không rõ ràng, công tác giám sát không chặt chẽ dẫn đến một số người lợi dụng quyền lực để cất nhắc người thân, củng cố lợi ích nhóm, thu vén lợi ích cho cá nhân nên một phận đảng viên trở nên tha hóa, họ không còn sợ bị xử phạt nghiêm khắc nên đã tham nhũng để sống xa hoa, gây ra sự bất bình cho người dân Liên Xô. Trong thế hệ trẻ có nhiều người không còn cảm tình với Đảng khi thấy có những đảng viên biến chất, không còn tư cách mẫu mực như dưới thời cha mẹ của họ. Khi Liên Xô rơi vào khủng hoảng trong những năm 1980, những người trẻ tuổi này không muốn đứng lên bảo vệ một nhà nước mà họ không có cảm tình. Ngay cả bộ phận Đảng viên tha hóa này cũng muốn phá bỏ Liên Xô, gạt bỏ những Đảng viên trung kiên và sự ràng buộc của điều lệ Đảng để họ có thể trục lợi được nhiều hơn. Trước khi Đảng Cộng sản Liên Xô sụp đổ không lâu đã có một cuộc điều tra xã hội học với câu hỏi: "Đảng Cộng sản Liên Xô đại diện cho ai?". Kết quả là, số người cho rằng Đảng Cộng sản Liên Xô đại diện cho nhân dân chiếm 7%, đại diện cho công nhân chiếm 4%, đại diện cho toàn thể đảng viên chiếm 11%. Trong khi đó, có tới 85% số người được hỏi cho rằng: Đảng Cộng sản Liên Xô đại diện cho quan chức, cán bộ và nhân viên nhà nước". Theo ông Tạ Ngọc Tấn, nhiều phần tử cơ hội, phẩm chất đạo đức kém đã xâm nhập vào hàng ngũ Đảng viên, dùng mưu mẹo vụ lợi để thăng tiến, những Đảng viên thực sự tài năng và đạo đức thì lại bị cản trở phát triển. Goóc-ba-chốp là một nhân vật đặc trưng cho điều đó, khi ông ta lên tới vị trí Tổng Bí thư thì đã quay sang phản bội chế độ.[149]
- Tình trạng thiếu dân chủ: Đảng Cộng sản Liên Xô đã dần trở thành một tổ chức chính trị độc tôn quyền lực, đứng trên pháp luật, nguyên tắc tập trung dân chủ bị giải thích sai lạc để bảo vệ những nhóm lợi ích của các quan chức biến chất. Hầu hết các ý kiến, quan điểm khác với chủ trương, đường lối của Đảng, nhà nước đều không được khuyến khích, thậm chí còn bị quy chụp cho những tội danh nặng nề. Các tổ chức quần chúng của Đảng bị hành chính hóa, không còn đại diện cho tiếng nói và quyền lợi của các nhóm xã hội mà nó đại diện. Tình trạng thiếu dân chủ ảnh hưởng tiêu cực đến sự sáng tạo và vai trò của nhân dân trong giám sát quyền lực, phản biện các chính sách xã hội, dẫn đến những bức xúc về tư tưởng, rạn nứt ngầm trong quan hệ giữa nhân dân với Đảng và nhà nước. Liên Xô còn sai lầm ở phương pháp không đúng khi tiếp cận với chủ nghĩa Marx - Lenin, có thái độ bảo thủ đối với những giá trị bên ngoài, nhất là những gì liên quan đến chủ nghĩa tư bản, khiến hệ thống lý luận không phát triển khoa học, đúng đắn.[149]
- Sức ép từ chiến tranh kinh tế của Phương Tây: Sự lãnh đạo của Ronald Reagan đã dẫn đến sự gia tăng lớn trong chi tiêu quân sự của Mỹ, cũng như nghiên cứu và phát triển nhiều vũ khí mới và tốt hơn. Điều này khiến cho Liên Xô cũng phải gia tăng chi tiêu của họ dành cho quốc phòng trong bối cảnh nền kinh tế đang dần rơi vào tình trạng trì trệ. Hoa Kỳ ủng hộ các phong trào phản kháng ở Đông Âu cùng lực lượng Hồi giáo tại Afghanistan buộc Liên Xô phải đưa quân can thiệp làm tăng chi phí quân sự, đồng thời họ phải tăng viện trợ cho các chính phủ ở đây nhằm duy trì ảnh hưởng tại các nơi này. Reagan không chỉ tấn công Liên Xô bằng chi tiêu quân sự; ông cũng tấn công nền kinh tế của họ. Hoa Kỳ đã phối hợp với Ả Rập Saudi tăng xuất khẩu dầu mỏ sang Châu Âu để đẩy giá dầu xuống và hạn chế sản lượng xuất khẩu của Liên Xô sang phương Tây, bên cạnh đó họ còn hạn chế Liên Xô tiếp cận công nghệ cao của phương Tây[150]. Không có nguồn thu từ dầu mỏ, nền kinh tế Liên Xô bắt đầu lâm vào trì trệ.
- Các sự kiện trong nước và ngoài nước: cuộc chiến tại Afghanistan của Liên Xô cũng là một yếu tố quan trọng dẫn tới sự sụp đổ của Liên Xô[151]. Hồng quân Liên Xô, đội quân từng đánh bại phát xít Đức trong Thế chiến II, từng dập tắt thành công các cuộc bạo động tại Hungary và Tiệp Khắc, đã sa lầy trong cuộc chiến khốc liệt tại đây. Có tới một triệu binh lính Liên Xô đã tham gia cuộc chiến, với khoảng 14.000 người đã thiệt mạng và hàng ngàn người khác bị thương, đồng thời đã khiến ngân sách Liên Xô hao tổn nhiều cho cuộc chiến này. Đến năm 1986, vụ tai nạn hạt nhân Chernobyl xảy ra cũng khiến Liên Xô bị tổn thất nặng về kinh tế.
- Chính sách kinh tế cứng nhắc: Nền kinh tế của Liên Xô tập trung quá nhiều vào công nghiệp nặng và công nghiệp quân sự, mà không chú trọng phát triển công nghiệp nhẹ sản xuất hàng tiêu dùng. Điều này đã dẫn đến sự thiếu hụt hàng hóa tiêu dùng, điều kiện để duy trì mức sống cao. Trong những năm 1960-1970, kinh tế tăng trưởng nhanh, sức mua của người dân Liên Xô tăng mạnh, nhưng công nghiệp nhẹ không tăng đủ nhanh, nên đến thập niên 1980 các mặt hàng tiêu dùng như quần áo hay giày dép bị thiếu nguồn cung, nhiều công dân của Liên Xô có tiền nhưng lại không có hàng để mua. Sự thiếu hụt đã dấy lên những nghi ngờ về tính ưu việt của hệ thống Xô viết, khiến cho nhiều người mất niềm tin vào chính phủ và hi vọng về một sự thay đổi về hệ thống chính trị.
- Chủ nghĩa dân tộc và phong trào ly khai: Năm 1989, phong trào dân tộc chủ nghĩa ở Đông Âu đã mang lại sự thay đổi chế độ ở Ba Lan và phong trào này nhanh chóng lan sang Tiệp Khắc, Nam Tư và các nhà nước vệ tinh của Liên Xô ở Đông Âu. Điều này đã thúc đẩy các phong trào ly khai ở nhiều nước Cộng hòa thuộc Liên Xô, đặc biệt là ở Ukraina, Belarus và các nước vùng Baltic. Khi các nước Cộng hòa Xô viết này tuyên bố độc lập và tách khỏi Liên Xô, quyền lực của nhà nước trung ương bị suy yếu nghiêm trọng và đến năm 1991, Liên Xô bị giải thể.

Ngày 17/3/1991, tại Liên Xô đã có một cuộc trưng cầu dân ý toàn Liên bang về việc có nên duy trì Liên bang Xô Viết nữa hay không. Trong số 148.574.606 cử tri tham gia bỏ phiếu, đã có 113.512.812 phiếu (76%) ủng hộ duy trì Liên Bang Xô Viết. Như vậy, ý nguyện của phần lớn người dân Liên Xô là vẫn muốn đất nước tồn tại. Nguyên nhân sự tan rã của Liên Xô không bắt nguồn từ ý nguyện của đa số nhân dân, mà thực chất đó là hậu quả do giới lãnh đạo cấp cao Liên Xô tự gây nên: họ đã tự phá hủy hệ thống chính trị, làm suy yếu bộ máy Nhà nước, rồi sau đó tự ý ra quyết định giải tán Nhà nước Liên Xô (dù điều này trái với kết quả trưng cầu dân ý trước đó chỉ vài tháng).
Tháng 5/1993, Gorbachev thăm Pháp đã trả lời phỏng vấn báo "Le Figaro" về khả năng "hỗ trợ bên ngoài" trong việc xóa bỏ chủ nghĩa cộng sản tại Liên Xô, Gorbachev lần đầu tiên công nhận rằng trong cuộc gặp với Tổng thống Mỹ Ronald Reagan tại Reykjavik, ông đã "trao Liên Xô vào tay Mỹ" (trong hồi ký của mình, Reagan nói rằng ông ta đã bị sốc vì vui mừng khi biết một bộ phận trong giới chính trị cấp cao Liên Xô lại có tư tưởng chống Cộng). Sau này, năm 1999, tại trường đại học Mỹ ở Thổ Nhĩ Kỳ, Gorbachev tự thú nhận: "Mục tiêu của toàn bộ đời tôi là tiêu diệt chủ nghĩa cộng sản. Chính vì để đạt được mục tiêu này tôi đã sử dụng địa vị của mình trong Đảng và trong Nhà nước... Và để đạt được nó, tôi đã phải thay đổi toàn bộ Ban lãnh đạo Đảng cộng sản Liên Xô và Xô viết Tối cao cũng như Ban lãnh đạo ở tất cả các nước Cộng hoà. Tôi đã tìm kiếm những người ủng hộ để hiện thực hoá mục tiêu đó, trong số này đặc biệt có A. Yakovlev, Shevardnadze...".
Tuy nhiên, một số người khác cho rằng Gorbachev là một chính khách yếu kém nên các chính sách của ông ta mới dẫn tới sự tan rã của Liên Xô. Nikolai Ryzhkov nhận xét "Nhưng dù không kính trọng Gorbachev, tôi vẫn phải nói lại là ông ta không muốn làm tan rã đất nước, không muốn. Chỉ đơn giản là bằng những hành động ngu ngốc của mình, ông ta đã đưa đất nước đến thảm cảnh đó... Sai lầm của Gorbachev là: bao giờ cũng bắt đầu từ kinh tế, không quan tâm gì đến vấn đề Đảng và Nhà nước.". Còn Lý Quang Diệu cho rằng "Cái ngày ông Gorbachev nói với quần chúng tại Moskva: không việc gì phải sợ KGB, tôi đã hít một hơi thật sâu. Tôi nghĩ con người này là một thiên tài thật sự... Cho tới khi tôi gặp ông ấy và tôi thấy ông ấy hoàn toàn lúng túng trước những gì đang xảy ra quanh mình. Ông ấy đã nhảy xuống phần rất sâu của bể nước mà không hề biết cách bơi.". Lý Quang Diệu nhận xét Gorbachev kém xa Đặng Tiểu Bình, người đã cải cách dần dần mà không hề làm Trung Quốc tan rã. Đến năm 2016, trả lời phỏng vấn của đài BBC, Gorbachev cho rằng "Những gì xảy ra cho Liên Xô là tấn kịch đời tôi. Và là tấn bi kịch cho mọi người sống ở Liên Xô". Ông cho rằng các các lãnh đạo Cộng hòa Xô viết Nga, Belorussia và Ukraina, những người đã ký văn bản giải thể Liên Xô đã "Phản bội ngay sau lưng tôi... Họ đốt cả ngôi nhà chỉ để châm điếu thuốc. Chỉ để có quyền lực... Họ không thể làm thông qua biện pháp dân chủ (vì trưng cầu dân ý cho thấy 76% cử tri vẫn ủng hộ duy trì Liên Xô). Thế là họ phạm tội. Đó là đảo chính." và quyết định từ chức Tổng thống Liên Xô là vì "Chúng tôi đang đi tới nội chiến và tôi muốn tránh nó. Tôi không thể để điều đó xảy ra chỉ để bám níu quyền lực. Từ chức là thắng lợi của tôi.".
Theo Leon Aron, việc Liên Xô tan rã là một điều rất bất ngờ, ngay cả với đa số nhà nghiên cứu về Liên Xô thời kỳ ấy. "Nhiều người cho rằng Liên Xô tan rã là do tình trạng kinh tế yếu kém, nhưng sự thực không phải như vậy". Vào năm 1985, Liên Xô vẫn có nguồn lực kinh tế, khoa học và nhân sự rất mạnh mẽ. Tình trạng thiếu hụt hàng tiêu dùng có diễn ra, điều kiện sống của người dân Liên Xô thấp hơn so với hầu hết các nước Đông Âu và chắc chắn không bằng so với các nước phát triển ở Phương Tây, nhưng vẫn ổn định và tốt hơn nhiều các nước đang phát triển, và Liên Xô đã từng trải qua nhiều giai đoạn gian khó hơn nhiều mà vẫn vượt qua được. Từ năm 1981 đến năm 1990, mức tăng trưởng GDP của Liên Xô, mặc dù có chậm lại, nhưng vẫn đạt 1,9% một năm, tốc độ này không chậm hơn so với nhiều nước phát triển cùng thời kỳ. Thâm hụt ngân sách vẫn ở dưới mức 9% GDP cho đến hết năm 1989, tỷ lệ mà hầu hết các nhà kinh tế cho là hoàn toàn có thể khắc phục được. Mức thu nhập của người dân Xô viết vẫn tiếp tục gia tăng trong 5 năm 1985-1990, ở mức độ trung bình trên 7% mỗi năm. Chi phí cho cuộc chiến ở Afganistan là khoảng 4 - 5 tỷ đôla (thời giá năm 1985), không đáng kể khi so với GDP của Liên Xô. Nguyên nhân cốt lõi của việc Liên Xô tan rã, theo Leon Aron, chính là từ trên xuống: những chính sách phá vỡ nguyên tắc Xô Viết, vừa liều lĩnh lại vừa bạc nhược của Gorbachev; sự chia rẽ nhân tâm được kích động bởi những bài viết của các nhà văn, nhà báo chống Nhà nước Liên Xô mà không bị ngăn chặn..
Sau này, Tổng thống Nga Vladimir Putin cho biết ông phản đối sự tan rã của Liên Xô. Ông cho rằng lẽ ra Liên bang Xô Viết đã không bị sụp đổ, nếu như Đảng Cộng sản Liên Xô tiến hành cải cách đúng hướng và không "thả cửa" cho những tư tưởng phá hoại đất nước của giới báo chí biến chất cũng như các phần tử cơ hội trong nội bộ Đảng.. Mặc dù vậy, bản thân Putin không có ý định đưa mô hình Nhà nước Liên Xô quay trở lại nước Nga bởi nó không phù hợp với bối cảnh hiện nay "Bất cứ ai không cảm thấy tiếc nuối vì sự sụp đổ của Liên Xô là kẻ không có trái tim. Bất cứ ai muốn khôi phục nó thì là kẻ không có não". Khi nhận được câu hỏi về sự kiện nào trong lịch sử Nga mà ông muốn thay đổi nhất, Tổng thống Putin đáp ngắn gọn rằng: "Sự sụp đổ của Liên bang Xô Viết".

#### Hậu quả sau khi tan rã
Sau khi Liên Xô tan rã, lớp Đảng viên trung thành với chủ nghĩa cộng sản trong Đảng Cộng sản Liên Xô vừa căm phẫn cực độ, vừa bất lực. Tổng Tham mưu trưởng quân đội, Anh hùng Liên Xô, nguyên soái Sergei Fyodorovich Akhromeev đã tự sát bằng khẩu súng ngắn từng theo ông suốt cuộc đời. Trong bức thư tuyệt mệnh, ông để lại sự phẫn nộ và than thở: "Tất cả những gì tôi phấn đấu cho Đảng đều đã tiêu tan... Tôi không thể sống khi tổ quốc của tôi bị hủy hoại và mọi thứ mà tôi coi là ý nghĩa nhất trong cuộc đời mình bị phá hủy".
Ngược lại, bộ phận cựu Đảng viên chống chủ nghĩa cộng sản nay đã đạt được mục đích. Họ giành rất nhiều đặc quyền đặc lợi trong chính phủ mới: 75% số quan chức bên cạnh tân tổng thống, 57,1% cán bộ trong những chính đảng mới và 73,4% quan chức của chính phủ mới ở Nga là cựu Đảng viên. Họ lợi dụng sự hỗn loạn về thương mại hoá, thị trường hoá để trực tiếp chiếm đoạt tài sản nhà nước thành tài sản riêng.. Sau khi Liên Xô tan rã, theo "liệu pháp sốc" do người Mỹ tư vấn, chính phủ Nga tiến hành cưỡng chế tư hữu hóa trong lĩnh vực kinh tế. Hồi thập niên 1980, Chủ tịch Hội đồng Bộ trưởng Liên Xô Nikolai Ryzhkov khi thảo luận về kế hoạch chuyển đổi nền kinh tế Liên Xô sang cơ chế thị trường đã từng cảnh báo "Các đồng chí sẽ phá nát đất nước này mất, nước ta tuyệt đối chưa sẵn sàng (cho những bước đi như vậy)! Các đồng chí hãy tưởng tượng xem, ví dụ suốt cả cuộc đời tôi, có ai đó luôn bảo tôi cần phải làm cái gì và đột nhiên tất cả bỏ hết và nói: tự xoay xở lấy! Và để mà có thể tự xoay xở được, ít nhất cũng phải mất có 1 đến 2 năm mò mẫm! Chúng ta hãy thực hiện một giai đoạn chuyển đổi nào đó. Cụ thể là trước mắt giao cho các nhà máy 50% công việc bằng các đơn đặt hàng nhà nước, còn 50% còn lại các nhà máy tự tìm đơn đặt hàng. Ít nhất, họ cũng có cái gì để mà làm việc chứ.". Nền kinh tế - chính trị thời hậu Liên Xô hoàn toàn chưa chuẩn bị gì cho giai đoạn quá độ và "liệu pháp sốc" cuối cùng đem lại vô số hậu quả bi kịch: các công ty quốc doanh bị bán cho tư nhân với mức giá rất rẻ mạt (ví dụ như Zil, hãng sản xuất xe tải rất lớn với 100.000 công nhân, lại được bán với giá chỉ 16 triệu USD). Các trùm tài phiệt nhanh chóng thâu tóm nền kinh tế và lũng đoạn chính trường Nga. Kết quả rất nhanh là đưa đến một nền kinh tế tiêu điều và suy thoái nghiêm trọng. Đất nước nghèo đi nhanh chóng, hệ thống an sinh xã hội suy yếu, xã hội rơi vào hỗn loạn, phạm tội xảy ra tràn lan, phân hóa giàu nghèo tăng mạnh. Hàng chục vạn nhà khoa học và lao động có trình độ cao di cư sang phương Tây.
Theo tài liệu của Bộ Nội vụ Nga, lúc đó toàn quốc xuất hiện hơn 8.000 băng nhóm tội phạm có tổ chức cỡ lớn. Trong Thông điệp tình hình đất nước năm 1996, Boris Yeltsin thừa nhận: "Nước Nga hiện nay đã vượt Italia, trở thành vương quốc băng đảng mafia lớn nhất thế giới". Số vụ giết người tăng nhanh, từ 14.300 vụ (năm 1990) tăng lên 29.800 vụ vào năm 2001. Bình quân cứ 100.000 dân thì có 1000 người phạm tội, tỷ lệ này ở mức cao nhất thế giới. Nạn buôn người để phục vụ cho công nghiệp tình dục và các ngành công nghiệp khác phát triển tại nước Nga sau khi Liên Xô sụp đổ là điều chưa từng có dưới thời Xô Viết. 

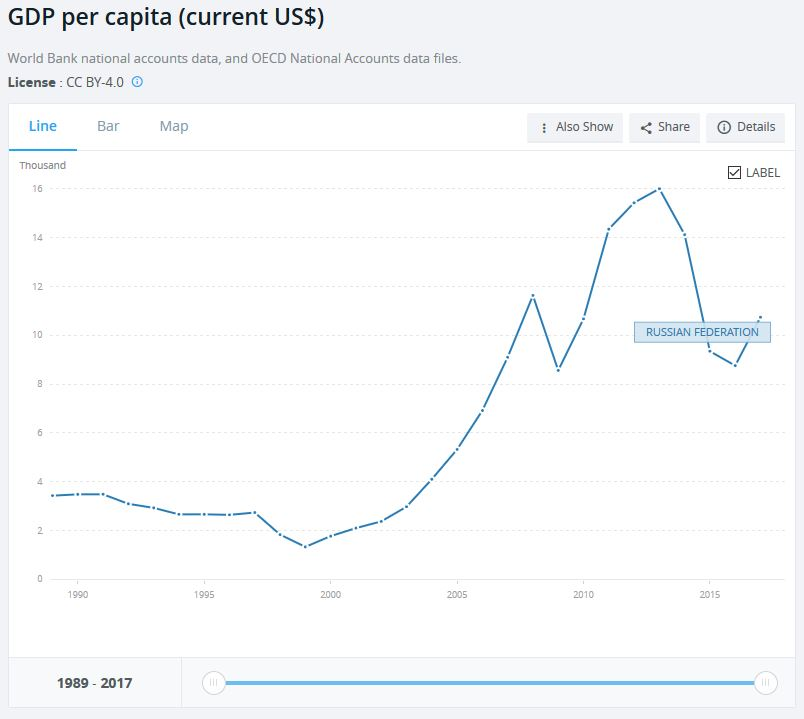
GDP bình quân đầu người của Nga sụt giảm liên tục trong thập niên 1990, tới năm 2005 mới khôi phục lại mức của năm 1990, sau đó tăng trưởng mạnh (Nguồn: Ngân hàng Thế giới)

Từ năm 1991 đến năm 1999, tổng giá trị sản xuất trong nước (GDP) của Nga giảm xuống 52% so năm 1990 (trong khi đó vào thời kỳ chiến tranh từ năm 1941 đến năm 1945 chỉ giảm 22%). Theo Ngân hàng Thế giới, GDP danh nghĩa bình quân đầu người của Nga đã giảm từ 3.429 USD/người năm 1989 xuống còn 1.331 USD/người vào năm 1999, nghĩa là chỉ còn 38,8% so với khi Liên Xô còn tồn tại. Mức suy thoái của Nga trong giai đoạn này thậm chí còn dài hơn và lớn hơn so với mức suy thoái của Mỹ trong thời kỳ Đại khủng hoảng (kéo dài 4 năm và chỉ sụt giảm ở mức 27%). Sản xuất công nghiệp giảm 64,5%, sản xuất nông nghiệp giảm 60,4%. Vật giá tăng cao hơn 5.000 lần.
Số nhân công kỹ thuật ở Nga đã giảm từ 2,5 triệu xuống còn 800.000 trong giai đoạn 1991-2001, rất nhiều nhân tài khoa học đã bỏ ra nước ngoài. Chảy máu chất xám rất nặng nề, nghiên cứu khoa học kỹ thuật cũng bị đình trệ
Hệ thống y tế miễn phí và rộng khắp của Liên Xô bị hủy bỏ, hàng loạt bệnh viện công bị tư hữu hóa. Viện phí theo đó tăng chóng mặt, nhiều người dân không có đủ tiền đi chữa bệnh (điều chưa từng xảy ra dưới thời Liên Xô), tỷ lệ tử vong do bệnh tật cũng tăng lên. Từ năm 1992 trở đi, dân số nước Nga luôn có xu thế giảm. Tuổi thọ bình quân của người Nga năm 1990 là 69,2 tuổi, đến năm 2001 sụt còn 65,3 tuổi. Thậm chí, tuổi thọ bình quân của nam giới ở một số vùng giảm xuống chỉ còn 50 tuổi. Dân số Nga đã giảm từ 147 triệu (1990) xuống còn 145 triệu vào năm 2002
Dưới thể chế đa đảng, hệ thống nhà nước yếu ớt và việc thiếu vắng một lý tưởng đoàn kết xã hội, tinh thần dân tộc chủ nghĩa ở các nước cộng hòa cũ thuộc Liên Xô đã không ngừng dâng cao, khuynh hướng ly khai, dân tộc hẹp hòi ngày càng trở nên trầm trọng. Thập niên 1990, hàng loạt các cuộc chiến tranh ly khai nổ ra tại các nước thành viên thuộc Liên Xô cũ, khiến hàng trăm ngàn người thiệt mạng.
Quan niệm đạo đức - tinh thần trong xã hội cũng trở nên hỗn loạn, luân lý xã hội và năng lực phân định đúng - sai biến mất, nền tảng đạo đức khủng hoảng toàn diện. Các giá trị đạo đức cũ mất hiệu lực, bị thực tế cuộc sống phủ định trong khi các giá trị đạo đức mới chưa hình thành. Một số phương tiện truyền thông tư nhân chỉ biết tập trung truyền bá các giá trị quan phương Tây, thực chất là khuyến khích người dân khéo léo vơ vét và theo đuổi lợi ích cá nhân, đặt đồng tiền lên trên hết, từ đó mất đi phẩm chất chính trực, yêu lao động vốn có của người dân Xô Viết.
Tại Nga và các nước Đông Âu, tầm ảnh hưởng của các Đảng cộng sản xuống thấp. Trong cuộc bầu cử Duma Quốc gia Nga năm 2016, Đảng Cộng sản Nga đạt được 13.4% tổng số phiếu bầu, qua đó giành được 42 ghế, đứng thứ 2 toàn quốc nhưng vẫn thấp hơn nhiều so với Đảng nước Nga thống nhất.
Sự sụp đổ của Liên Xô sau này được tổng thống Nga Putin gọi là "thảm họa địa chính trị tồi tệ nhất thế kỷ XX. Đối với nước Nga, nó đã trở thành một bi kịch thực sự. Hàng triệu công dân và những người yêu nước của chúng ta bỗng nhiên thấy họ đang sống bên ngoài lãnh thổ Nga.". Ông cho rằng "Hậu quả sụp đổ còn tồi tệ hơn nhiều so với những gì mọi người nghĩ và những gì họ có thể nghi ngờ ngay cả trong những giấc mơ tồi tệ nhất của mình". Cựu Thủ tướng Nga Evgeny Primakov cho rằng: "Cái giá của sự sụp đổ Liên Xô là rất khủng khiếp, nền kinh tế Nga tổn thất còn nhiều hơn Chiến tranh thế giới thứ hai. Sẽ là điên rồ nếu nói rằng đất nước này được hưởng lợi từ những năm 1990."
Đảng Cộng sản Liên Xô biến mất, Liên Xô tan rã đã mang lại hậu quả tai hại cho nhân dân Liên Xô. Rất nhiều học giả Nga cũng rút ra kết luận rằng, Liên Xô tan rã làm cho phát triển kinh tế - xã hội tại Nga thụt lùi mấy chục năm. Viện sỹ khoa học xã hội Dobrinkov nhận xét vào năm 2003 rằng: "Trên thực tế, cái gọi là cải tổ khiến kinh tế nước Nga thụt lùi 20-30 năm, một số tổn thất tinh thần thì không thể nào đo đếm được" Ngay cả nhà văn chống Xô viết là Maksimov, trước khi qua đời vào năm 1994 cũng cảm thấy ân hận về việc xóa bỏ Liên Xô: "Tôi chưa bao giờ nghĩ mình lại cảm thấy đau lòng như vậy... Tổ quốc của mình bị giày xéo thành như vậy, cứ như giương mắt mà nhìn mẹ mình bị hãm hiếp vậy. Không còn gì đau lòng hơn thế". Cựu Tổng thống Ukraina Leonid Kravchuk, một trong ba nhân vật hàng đầu tham gia ký kết hiệp định giải thể Liên Xô sau này đã nói: "Nếu như năm 1991, tôi biết được đất nước sẽ phát triển đến như cục diện như ngày hôm nay thì khi đó tôi đã nhất quyết chặt đứt cánh tay mình chứ không ký vào Hiệp định đó.
Phải đến khi Tổng thống Nga Vladimir Putin (một cựu sỹ quan tình báo Liên Xô) lên nắm quyền năm 2000, nước Nga mới dần khôi phục, đến năm 2005 thì GDP đầu người của Nga cuối cùng cũng đã trở lại mức của năm 1990. Nếu tính GDP đầu người của Nga theo sức mua của năm 2010 thì đến năm 2007, GDP đầu người của Nga đã về lại mức năm 1989 và sau đó tiếp tục tăng trưởng. Tới năm 2010, người Nga đã đạt mức thu nhập bình quân đầu người cao hơn dưới thời Liên Xô. Số người ủng hộ việc khôi phục Nhà nước Liên Xô với hệ thống chính trị giữ nguyên như trước kia đã giảm dần, theo một khảo sát năm 2016 chỉ có 12% số người được hỏi ủng hộ việc khôi phục nguyên trạng nhà nước Liên Xô, tuy nhiên 46% ủng hộ việc đoàn kết các nước cộng hòa Xô viết cũ trong một liên minh mới tương tự như Liên minh châu Âu..
Theo cuộc khảo sát của Sputnik Mneniya tại 9 nước trong số 11 quốc gia thuộc Liên Xô cũ vào năm 2016, phần lớn cư dân trên 35 tuổi (những người đã trải qua cuộc sống dưới thời Liên Xô) cho rằng cuộc sống ở Liên Xô tốt hơn so với thời kỳ sau khi đất nước tan rã. Ở Nga, 64% số người đã trải qua thời kỳ Liên Xô đánh giá rằng chất lượng cuộc sống thời đó cao hơn. Ở Ukraina, đồng ý với tuyên bố này có 60% số người trả lời, còn tỷ lệ cao nhất là ở Armenia (71%) và Azerbaijan (69%) Trong một cuộc thăm dò do Trung tâm Levada tổ chức vào tháng 4/2016, 56% người được hỏi cho biết họ mong muốn Liên Xô vẫn tồn tại. Một điều tra của Trung tâm Công luận Toàn Nga (VTsIOM) cho thấy 64% người Nga sẽ bỏ phiếu cho việc gìn giữ Liên Xô nếu như tổ chức một cuộc trưng cầu dân ý vào năm 1991. Trong cuộc khảo sát của Trung tâm Levada năm 2016, 53% số người được hỏi nuối tiếc vì sự sụp đổ của hệ thống kinh tế kế hoạch hóa, 43% nuối tiếc cảm giác được sống trong một siêu cường.
Khảo sát của hai cơ quan điều tra dư luận ở Nga cho thấy: đa số người dân Liên Xô cũng không muốn đất nước Liên Xô tan rã. Cuối năm 2005, kết quả một cuộc điều tra dư luận của hai cơ quan độc lập nổi tiếng ở Nga cho thấy: 66% người Nga ngày nay cảm thấy nuối tiếc cho sự sụp đổ của Liên Xô; 76% số người cho rằng Liên Xô có rất nhiều điểm đáng để tự hào. 72% và 80% số người được hỏi lần lượt cho rằng Gorbachev và Yeltsin đã đẩy đất nước vào con đường sai lầm; chỉ có 1% số người được hỏi mong muốn sống dưới thời Yeltsin., 60% người Nga tin rằng: sự sụp đổ của Liên Xô gây nhiều tác hại nhiều hơn là lợi ích. Trong cơn đại hồng thủy đó, nhiều nước cộng hòa hậu Xô viết đã rơi vào bạo lực sắc tộc sau khi có được độc lập, khiến cả trăm ngàn người thiệt mạng.
Một cuộc thăm dò đã được tiến hành trong năm 2016 cho thấy có 35% người Ukraina nuối tiếc về sự sụp đổ của Liên Xô, 50% không nuối tiếc và 15% thấy phân vân. Trong số này, người miền Đông Ukraina (đa số là người gốc Nga) có tỷ lệ tiếc nuối cao gấp đôi so với người miền Tây (muốn Ukraina gia nhập EU và NATO). Những người già từng sống trong thời kỳ đó, hoặc người đang thất nghiệp có tỷ lệ tiếc nuối cao hơn.
Năm 1991, Tổng thống Hoa Kỳ George H.W. Bush đã bày tỏ cảm xúc sung sướng của mình nhân sự kiện Liên Xô sụp đổ: "Sự kiện vĩ đại nhất từng diễn ra trên thế giới trong suốt cuộc đời của tôi, trong toàn bộ cuộc đời của mỗi chúng ta, chính là sự kiện này đây: Nhờ vào ân sủng của Thiên Chúa, nước Mỹ đã chiến thắng cuộc Chiến tranh Lạnh" . Với việc Liên Xô sụp đổ, Hoa Kỳ trở thành siêu cường duy nhất còn tồn tại trên thế giới.
Theo sử gia Geoffrey Roberts, trên bình diện thế giới, sự sụp đổ của Liên Xô khiến phương Tây không còn một đối trọng đủ mạnh mẽ, thế giới ngày nay vẫn còn xa mới có thể gọi là an toàn. Theo tiến sĩ Marcus Papadopoulos, một chuyên gia về Nga, việc Liên Xô sụp đổ khiến cho sự can thiệp của Mỹ và phương Tây vào công việc nội bộ của các nước tăng mạnh, với các vi phạm luật pháp quốc tế ở mức độ chưa từng thấy. Nếu Liên Xô còn tồn tại thì những cuộc chiến tranh của phương Tây tấn công Nam Tư, Iraq, Libya, Syria... sự trỗi dậy của chủ nghĩa khủng bố và Hồi giáo cực đoan sẽ không bao giờ xảy ra.

## Chính trị

### Lập pháp
Liên Xô là quốc gia theo mô hình xã hội chủ nghĩa đầu tiên trên thế giới, mô hình chính trị của nhà nước Liên Xô là hình mẫu chung cho các quốc gia xã hội chủ nghĩa khác.
Khác với đa số các nhà nước cộng hòa khác trên thế giới theo nguyên tắc tam quyền phân lập, hệ thống chính trị Xô viết theo nguyên tắc tập trung dân chủ. Đảng Cộng sản lãnh đạo tối cao và toàn diện mọi mặt: chính trị, xã hội, kinh tế, văn hóa (điều 6 Hiến pháp Liên Xô). "Cơ quan quyền lực cao nhất" của Liên Xô là Xô viết Tối cao Liên Xô (Верховный Совет), có cả ba quyền lập pháp, hành pháp và tư pháp và trực tiếp đảm nhiệm chức năng lập pháp. Cơ quan thường trực của Xô viết Tối cao là Đoàn Chủ tịch Xô viết Tối cao Liên Xô. Đoàn Chủ tịch Xô viết Tối cao Liên Xô là nguyên thủ quốc gia trên danh nghĩa, nhưng Tổng Bí thư Ủy ban Trung ương Đảng Cộng sản mới là nhân vật số một. (Từ năm 1988 "cơ quan quyền lực cao nhất" là Đại hội Đại biểu Nhân dân, cơ quan thường trực của nó là Xô viết Tối cao). Ở các cấp địa phương "cơ quan quyền lực cao nhất" là Xô viết địa phương do nhân dân bầu.

### Tư pháp

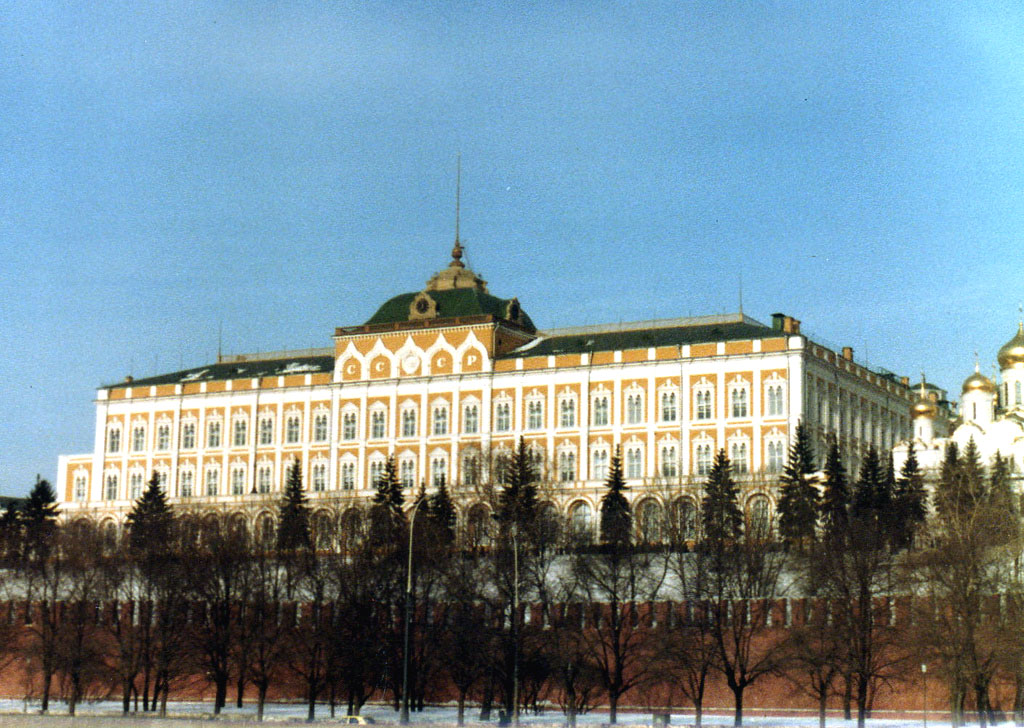
Đại Cung điện Kremlin, thủ phủ của bang Xô viết Tối cao Liên Xô, 1982

Xô viết Tối cao bầu ra Chủ tịch Hội đồng Bộ trưởng (Thủ tướng) và phê chuẩn thành phần Hội đồng Bộ trưởng (Chính phủ) là cơ quan chấp hành của nó, đảm nhiệm chức năng hành pháp ở trung ương. Tương tự, Xô viết địa phương bầu ra Ủy ban hành chính (Испольнительный коммитет, viết tắt là Исполком - Ispolkom) để đảm nhiệm chức năng hành pháp ở địa phương.
Xô viết Tối cao cũng bầu Chánh án Tòa án Tối cao đứng đầu cơ quan tư pháp trung ương là Toà án Tối cao. Xô viết địa phương bầu chánh án toà án các cấp địa phương.
Hiến pháp Liên Xô cũng quy định về các quyền cơ bản của công dân như quyền tự do ngôn luận, quyền tự do hội họp, tự do tín ngưỡng... như các nhà nước hiện đại khác trên thế giới.
Nhưng về thực chất đặc điểm nổi bật của hệ thống chính trị của Liên Xô là sự bao trùm của Đảng Cộng sản lên hệ thống chính trị. Đảng Cộng sản Liên Xô (Коммунистическая партия Советского Союза - КПСС) là cơ quan lãnh đạo theo hiến pháp quy định, không do dân bầu. Để bảo đảm sự lãnh đạo của Đảng, Liên Xô áp dụng hệ thống nhân sự theo "Nomenclatura" nghĩa là hệ thống cơ cấu cán bộ theo sự chỉ định của Đảng: ở mỗi cấp chính quyền hành chính, Xô viết hoặc tư pháp thì luôn song hành với đảng ủy (Parkom - Партийный коммитет viết tắt là Парком). Các đảng viên lãnh đạo đảng ủy (hay Parkom) luôn nắm các vị trí chi phối của các Xô viết theo một tỷ lệ đảm bảo sự lãnh đạo: ứng cử viên vào các Xô viết đều phải được sự đề cử của các Parkom và các liên danh ứng cử của đảng viên và người ngoài đảng bao giờ cũng có một tỷ lệ áp đảo của đảng viên. Đối với cơ quan hành pháp cũng vậy các chức vụ lãnh đạo của các Ispolkom là từ các Parkom, thường thì các phó bí thư đảng ủy là chủ tịch các uỷ ban hành chính (Ispolkom). Các Xô viết và các Ủy ban hành chính các cấp phải chấp hành các chỉ thị của cấp trên theo ngành dọc của mình và các chỉ thị, nghị quyết của Ủy ban đảng đồng cấp của địa phương mình và thường các chỉ đạo này là nhất quán với nhau. Ở cấp các nước Cộng hòa và cấp Liên bang cũng vậy: Chủ tịch Hội đồng Bộ trưởng, Chủ tịch Xô viết tối cao, Chánh án Toà án tối cao thường là các Ủy viên Bộ chính trị của Đảng, đôi khi Tổng bí thư kiêm luôn Chủ tịch Đoàn Chủ tịch Xô viết tối cao (như Brezhnev) hoặc Chủ tịch Hội đồng Bộ trưởng (như Khrushchov). Các Bộ trưởng thường là Ủy viên Bộ chính trị hoặc Trung ương Đảng. Khi họp Chính phủ hoặc Đoàn Chủ tịch Xô viết tối cao thì thực tế là họp Bộ Chính trị mở rộng. Nhân sự các nhiệm kỳ của các cơ quan chính trị, nhà nước trùng với nhân sự của đại hội Đảng, khi một cá nhân thôi chức tại Parkom thì họ cũng thôi nhiệm vụ tại Xô viết hoặc Ispolkom... Tại Liên Xô chỉ đạo của Đảng là trực tiếp: Đảng ủy có thể đưa ra các chỉ đạo thẳng đến các Xô viết và các Ủy ban hành chính chứ không cần thiết phải biến các nghị quyết đảng đó thành các văn bản của các cơ quan này nữa.
Hệ thống chính trị như vậy của nhà nước Liên Xô làm xã hội Xô viết mang đặc tính tập trung quyền lực rất lớn của Đảng. Có lúc nào đó đặc tính này có thể mang lại tác dụng tốt, đảm bảo sự lãnh đạo và thực hiện nhanh chóng, nhất quán về một chính sách mà không bị cuốn vào những tranh cãi mất thời gian, nhưng đồng thời các cấp ủy gần như không bị nhân dân kiểm soát mà chỉ phải chịu sự giám sát từ hệ thống kiểm tra trong nội bộ đảng, nếu hệ thống giám sát mà bị buông lỏng thì dễ dẫn đến hiện tượng lạm dụng quyền lực của các cấp ủy, hiện tượng vi phạm các quyền tự do của công dân được hiến pháp quy định, cũng như các tiêu cực khác ví dụ tình trạng không quy được trách nhiệm cá nhân... Trong giai đoạn sau của Liên Xô, hệ thống giám sát bắt đầu bị buông lỏng vào thời Khruschov, và phát tác vào thời kỳ được gọi là "thời kỳ trì trệ" thập niên 1980.
Để hạn chế các khiếm khuyết của hệ thống chính trị một đảng lãnh đạo tập quyền tập trung như vậy, năm 1985 Tổng bí thư Gorbachov đã tiến hành cải cách chính trị. Cuộc cải cách chính trị của Gorbachov có mục đích giảm bớt sự lãnh đạo của Đảng đối với các cơ cấu nhà nước và xã hội, cho phép thành lập hàng loạt các tổ chức hội đoàn, xã hội dân sự, tổ chức phi chính phủ... nhưng chính sách này là phản tác dụng, gây ra khủng hoảng chính trị và dẫn đến sự tan rã của Liên Xô.

### Danh sách lãnh đạo
| Số thứ tự | Lãnh tụ               | Hình ảnh | Sinh                 | Mất                            | Bắt đầu              | Kết thúc             | Ghi chú |
| --------- | --------------------- | -------- | -------------------- | ------------------------------ | -------------------- | -------------------- | --- |
| 1         | Vladimir Ilyich Lenin |          | 22 tháng 4 năm 1870  | 21 tháng 1 năm 1924 (53 tuổi)  | 8 tháng 11 năm 1917  | 21 tháng 1 năm 1924  | Lãnh tụ đầu tiên của Đảng Cộng sản Liên Xô Người sáng lập Nhà nước Xô viết Thủ tướng đầu tiên của Liên Xô |
| 2         | Joseph Stalin         |          | 18 tháng 12 năm 1878 | 5 tháng 3 năm 1953 (74 tuổi)   | 3 tháng 4 năm 1922   | 5 tháng 3 năm 1953   | Ông được bầu làm Tổng Bí thư vào ngày 3 tháng 4 năm 1922 và đồng thời giữ chức Chủ tịch Ủy ban Nhân dân Liên Xô (đổi tên thành Hội đồng Bộ trưởng Liên Xô) từ năm 1941. Ông là Lãnh đạo tối cao từ ngày 21 tháng 1 năm 1924 đến ngày 5 tháng 3 năm 1953. Năm 1952, Đại hội CPSU toàn quốc lần thứ 19 đã hủy chức Tổng Bí thư, và ông được bầu làm Bí thư Ủy ban Trung ương CPSU (đứng đầu). |
| 3         | Nikita Khrushchyov    |          | 17 tháng 4 năm 1894  | 11 tháng 9 năm 1971 (77 tuổi)  | 7 tháng 9 năm 1953   | 14 tháng 10 năm 1964 | Bí thư thứ nhất Ủy ban Trung ương CPSU, đồng thời chủ trì Hội đồng Bộ trưởng từ 1958 đến 1964 |
| 4         | Leonid Brezhnev       |          | 19 tháng 12 năm 1906 | 10 tháng 11 năm 1982 (75 tuổi) | 14 tháng 10 năm 1964 | 10 tháng 11 năm 1982 | Bí thư thứ nhất Ủy ban Trung ương CPSU (đổi tên thành Tổng Bí thư vào ngày 8 tháng 4 năm 1966). Đoàn Chủ tịch Xô viết Tối cao Liên Xô từ 1960-1964 và 1977-1982 |
| 5         | Yuri Andropov         |          | 15 tháng 6 năm 1914  | 9 tháng 2 năm 1984 (69 tuổi)   | 12 tháng 11 năm 1982 | 9 tháng 2 năm 1984   | Tổng Thư ký Ủy ban Trung ương CPSU và Chủ tịch Đoàn Chủ tịch Xô viết Tối cao Liên Xô |
| 6         | Konstantin Chernenko  |          | 24 tháng 9 năm 1911  | 10 tháng 3 năm 1985 (73 tuổi)  | 13 tháng 2 năm 1984  | 10 tháng 3 năm 1985  | Tổng Thư ký Ủy ban Trung ương CPSU và Chủ tịch Đoàn Chủ tịch Xô viết Tối cao Liên Xô |
| 7         | Mikhail Gorbachyov    |          | 2 tháng 3 năm 1931   | 30 tháng 8 năm 2022 (91 tuổi)  | 11 tháng 3 năm 1985  | 24 tháng 8 năm 1991  | Tổng Thư ký Ủy ban Trung ương CPSU, ngày 1 tháng 8 năm 1988 đến ngày 25 tháng 5 năm 1989 Chủ tịch Đoàn Chủ tịch Xô viết Tối cao Liên Xô, ngày 25 tháng 5 năm 1989 đến ngày 15 tháng 3 năm 1990, Chủ tịch Xô viết Tối cao Liên Xô, ngày 15 tháng 3 năm 1990 tổng thống Liên Xô từ ngày 25 tháng 12 năm 1991                                                                                  |

## Kinh tế

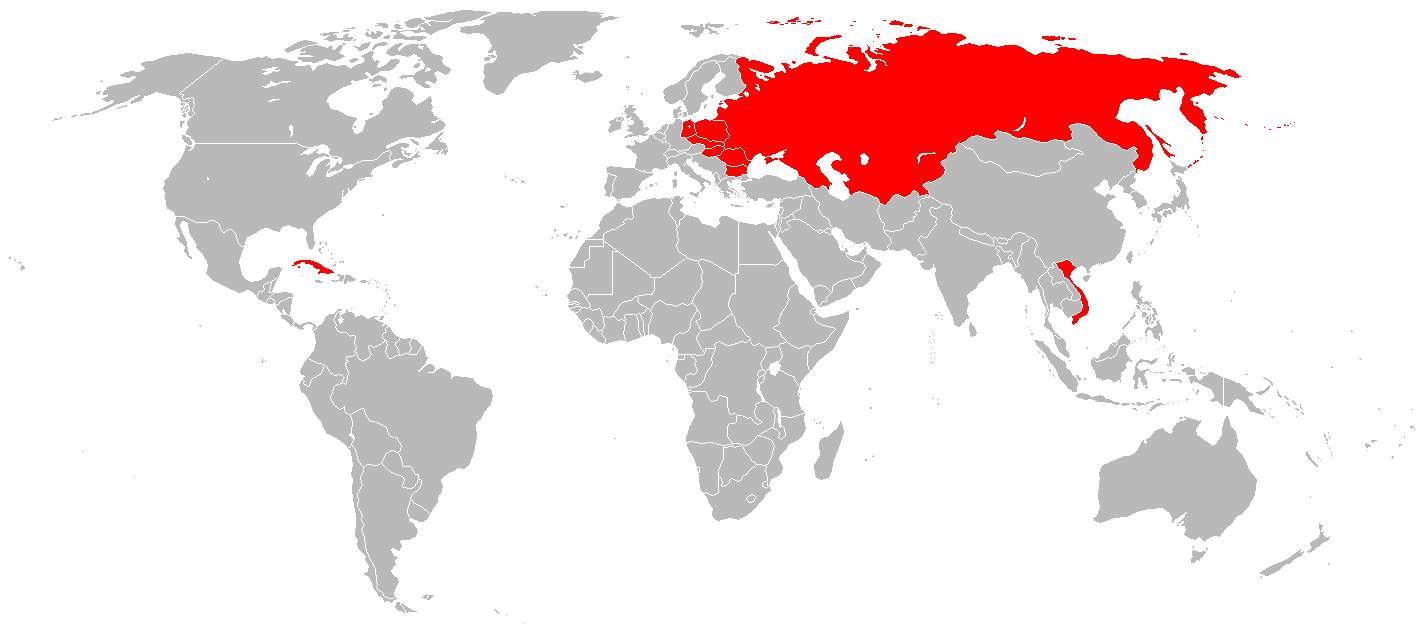
Hội đồng tương trợ kinh tế, một hợp tác kinh tế giữa nhiều nước xã hội chủ nghĩa mà Liên Xô chủ trì

Mô hình hệ thống kinh tế Liên Xô cơ bản là kinh tế nhà nước, là nền kinh tế phi cạnh tranh, không định hướng theo thị trường, chịu sự lãnh đạo của Đảng và tập trung hóa, kế hoạch hóa cao độ cả ở cấp vi mô và vĩ mô. Đây cũng là mô hình kinh tế chung của các Quốc gia xã hội chủ nghĩa.
- Nền kinh tế nhà nước tập trung: Tuy trong nền kinh tế Xô viết còn có thành phần kinh tế tập thể trong nông nghiệp là các nông trang tập thể (Kolkhoz – Коллективное хозяйство, viết tắt là Колхоз), nhưng tỷ trọng áp đảo trong kinh tế là thành phần nhà nước với các nhà máy xí nghiệp trong công nghiệp và nông trường quốc doanh Sovkhoz (Советское хозяйство, viết tắt là Совхоз) trong nông nghiệp, đây là nền kinh tế nhà nước, tập trung điển hình nhất.
- Đảng lãnh đạo toàn bộ nền kinh tế: Các định hướng dài hạn của nền kinh tế đất nước và địa phương được thông qua tại Đại hội Đảng các cấp và các cấp ủy Đảng chỉ đạo trực tiếp việc thi hành chính sách kinh tế và giải quyết các khúc mắc trong quá trình kinh tế.
- Kế hoạch hóa cao độ: Đại hội Đảng xác định các nhiệm vụ ưu tiên của nền kinh tế và phác thảo ra các chỉ tiêu kinh tế quan trọng của một thời kỳ dài thường là 5 năm và định hướng dài 10 năm, đó là cơ sở để kế hoạch hóa. Sau đó Gosplan Liên Xô (Cơ quan kế hoạch nhà nước – Госплан) sẽ lập ra kế hoạch cho các kế hoạch năm năm, đôi khi có kế hoạch bảy năm với các chỉ số kinh tế cụ thể cho thời hạn 5 năm và từng năm cụ thể. Các kế hoạch của Gosplan sẽ được chuyển giao cho các Bộ kinh tế. Bộ sẽ lập kế hoạch chi tiết cho ngành mình và giao các chỉ tiêu kinh tế cho các doanh nghiệp dưới sự chủ quản của bộ. Các doanh nghiệp trên cơ sở kế hoạch được giao sẽ tính toán các nguồn lực và có thể đệ trình kế hoạch sản xuất lên các cơ quan chủ quản để đề nghị hiệu chỉnh. Một khi kế hoạch được thông qua đó sẽ là pháp lệnh nhà nước. Để đảm bảo tài chính cho các kế hoạch sản xuất các doanh nghiệp sẽ nhận được tiền theo kế hoạch từ Gosbank (Ngân hàng nhà nước – Госбанк) và nhận nhiên, nguyên vật liệu và các sản phẩm trung gian theo kế hoạch từ Gossnab (Cung ứng nhà nước – Госснабжение). Việc lập kế hoạch được thực hiện rất chi tiết: thậm chí Gosplan quy định đến cả giá bán buôn và bán lẻ của các loại sản phẩm, như vậy sẽ rất phức tạp, Gosplan của Liên Xô thực sự là một cơ quan ngang bộ với chức năng đặc biệt của chính phủ Liên Xô thường do một Ủy viên Bộ chính trị - Phó chủ tịch hội đồng bộ trưởng phụ trách kinh tế chỉ đạo với đội ngũ đông đảo các chuyên gia kinh tế, các nhà quản lý kế hoạch. Vì những lý do trên nền kinh tế của Liên Xô là nền kinh tế phi cạnh tranh và phi thị trường.

Những đặc điểm tập trung hóa, kế hoạch hóa cao độ dưới sự lãnh đạo của Đảng như vậy có tác dụng dễ dàng tập trung được nguồn lực quốc gia cho các mục tiêu trọng điểm, những ưu tiên của đất nước ví dụ điển hình như quá trình Công nghiệp hóa những năm 1930 đã thành công bất kể các căng thẳng của nền kinh tế, cũng như các dự án công nghiệp quốc phòng và các dự án khoa học lớn khác của Liên Xô sau này. Kinh tế có kế hoạch và tách xa thị trường nên kinh tế Liên Xô tránh được lạm phát, tránh được các khủng hoảng và các rủi ro của thị trường như trong các nền kinh tế tư bản chủ nghĩa, giá cả có khi được duy trì cố định trong vài chục năm.
Nhưng về sau, thì kinh tế Liên Xô thường không gắn liền với hiệu quả kinh tế nên thường gây lãng phí rất lớn: kinh tế phát triển nhanh nhờ khai thác các nguồn tài nguyên thiên nhiên nhưng năng suất lao động tăng không tương xứng. Việc lập kế hoạch chi tiết vẫn không thể nào sát được với thực tế cuộc sống, không thể tính được hết các yếu tố cung cầu, mức giá làm cho cung cân bằng với cầu. Các kế hoạch kinh tế không thể phân phối và sử dụng tài nguyên một cách hiệu quả nhất, các chỉ tiêu phát triển được duy trì cao nhưng mức sống của người dân tăng ngày càng chậm lại.
Nền kinh tế không linh hoạt: một doanh nghiệp không hoàn thành kế hoạch sẽ ảnh hưởng lây lan, do đó kế hoạch được coi như pháp lệnh nhà nước và có tính bắt buộc rất cao. Vì kế hoạch hóa mang nhiều tính mệnh lệnh quan liêu và không sát nhu cầu xã hội khiến hàng hóa Liên Xô có chất lượng và tính cạnh tranh ngày càng thấp so với nước ngoài. Giá cả cố định trong một thời gian khá dài cộng với thu nhập tăng đều, điều này là có lợi cho đời sống của các tầng lớp dân cư, sức mua của người dân tăng cao, nhưng ngược lại sức mua tăng mà sản lượng và chất lượng hàng tiêu dùng không tăng kịp theo yêu cầu của xã hội nên gây nên nạn khan hiếm hàng hóa, tạo "văn hóa xếp hàng" ở mọi nơi, gây bức xúc trong dân chúng nhất là dân thành thị.
Lợi ích doanh nghiệp và người lao động phụ thuộc vào việc hoàn thành và vượt chỉ tiêu kế hoạch được giao mà ít có áp lực cạnh tranh (ở Liên Xô cạnh tranh chỉ dưới hình thức thi đua Xã hội chủ nghĩa). Từ những năm 1960, khi thị hiếu của người dân nâng cao, việc thi đua vượt chỉ tiêu tạo nên một số loại hàng hóa dư thừa lớn trong xã hội, nhưng một số loại hàng hóa khác thì lại bị thiếu do chính phủ không đầu tư sản xuất. Kết quả là một số loại hàng hóa thì thừa nhiều, một số khác thì lại thiếu gây mất cân đối trong nền kinh tế. Hàng hóa dư thừa cũng ít khi được Liên Xô xuất khẩu để kiếm lợi nhuận, mà nhiều khi được viện trợ cho các nước nghèo ở châu Á, châu Phi dưới hình thức viện trợ không hoàn lại.
Việc không có cạnh tranh và sản xuất theo kế hoạch đồng thời thiếu những biện pháp khuyến khích tăng năng suất làm cho người lao động mất động lực dẫn đến sự sa sút kỷ luật và sự hăng hái lao động, làm nảy sinh thói bàng quan, vô trách nhiệm. Vào những năm Stalin và trong chiến tranh, người lao động làm việc dưới ảnh hưởng của tinh thần yêu nước và kỷ luật sắt, chính sách công nghiệp hóa có hiệu quả cao nên không có sự sa sút, nhưng về sau vì kém động lực kinh tế nên chiều hướng làm biếng dần trở nên phổ biến trong tâm lý người lao động. Đồng thời cách trả lương lao động mang tính bình quân chủ nghĩa không khuyến khích tính năng động và làm bất mãn những người muốn làm giàu. Để khuyến khích người lao động, từ những năm cuối thập kỷ 1970 Liên Xô cho áp dụng khoán sản phẩm trong các xí nghiệp công nghiệp ở phạm vi tổ đội lao động (Бригадный подряд) nhưng kết quả chỉ thành công hạn chế và không gây được động lực lớn.
Tác giả Gregory ở Viện Hoover, trong một bài luận năm 2018, tóm tắt các điểm yếu của nền kinh tế Liên Xô gồm: điểm yếu lớn nhất là lập kế hoạch dựa trên cân đối nguyên vật liệu, và ở mức độ nhẹ hơn là ràng buộc ngân sách mềm. Liên Xô chỉ lập kế hoạch chi tiết đến từng giao dịch cho một số sản phẩm chiến lược, còn các sản phẩm khác chỉ được lập kế hoạch ở mức độ tổng sản lượng. Tất cả mọi kế hoạch đều chỉ là dự thảo, có thể được điều chỉnh bất cứ lúc nào. Việc áp dụng công nghệ mới hoặc làm giảm chi phí sản xuất không được đưa vào kế hoạch. Cơ quan lập kế hoạch không thể cân đối cung cầu bằng cách nâng hoặc hạ giá, vì vậy họ cân đối cung cầu bằng cách so sánh những vật liệu nào đang có sẵn với những vật liệu cần có - gọi là cân đối nguyên vật liệu. Năm 1938 chỉ có 379 sự cân đối nguyên vật liệu ở trung ương được chuẩn bị cho một nền kinh tế có hàng triệu mặt hàng. Những sự cân đối này lại dựa trên những thông tin sai lệch. Các nhà sản xuất phải vận động để được phân bổ những mục tiêu thấp, che giấu năng lực sản xuất thật của họ. Những người sử dụng sản phẩm công nghiệp trong phép cân đối, ngược lại, lại khai vống lên những gì họ cần, để bảo đảm việc hoàn thành kế hoạch của riêng họ. Kế hoạch của mỗi năm là kế hoạch của năm trước đó cộng thêm một số điều chỉnh nhỏ. Việc này được áp dụng đến thập niên 1980, làm cho nền kinh tế giảm động lực tạo ra sản phẩm mới và áp dụng công nghệ mới bởi vì chúng đòi hỏi phải thiết kế lại hệ thống các cân đối. Janos Kornai, trong một nghiên cứu năm 1986, chỉ ra ràng buộc ngân sách mềm - xảy ra khi tương quan thu bù chi của doanh nghiệp không được tôn trọng - là một nguyên nhân khác làm suy yếu kinh tế xã hội chủ nghĩa. Các doanh nghiệp thua lỗ không được phép phá sản, vì sẽ làm ảnh hưởng dây chuyền tới toàn bộ kế hoạch, do đó ngân hàng trung ương đã thường xuyên phát hành tiền để cứu chúng.
Những điểm yếu này tác động nhiều vào nông nghiệp Xô viết khiến nó trở nên già cỗi, nông nghiệp và nông thôn chậm hiện đại hóa, khoảng cách thành thị – nông thôn ngày càng lớn, thanh niên nông thôn dồn hết vào thành phố, sản xuất nông nghiệp sa sút. Đến giữa những năm 1980 nông nghiệp và nông thôn đã là một vấn đề mất cân đối của kinh tế Xô viết. Tuy tổng sản lượng nông nghiệp Liên Xô vẫn đứng đầu châu Âu, nhưng một số sản phẩm nông nghiệp lại phải nhập khẩu từ nước ngoài. Đảng và chính phủ Liên Xô đã có những cố gắng đầu tư cho nông nghiệp trong những năm 1970 – 1980 bằng các dự án thành lập các tổ hợp nông – công nghiệp nhưng vì chưa đánh giá hết những nguyên nhân gốc rễ và cách tiếp cận cũng mang tính quan liêu mệnh lệnh nên chương trình nhiều tham vọng này cũng không thành công.
Đến giữa những năm 1980, nền kinh tế Xô viết đã bộc lộ những điểm yếu rất lớn. Tuy vẫn duy trì được vị thế nền kinh tế lớn thứ hai thế giới (chỉ kém Mỹ) với GDP đạt 2,66 nghìn tỷ USD (năm 1990), có nền khoa học kỹ thuật tiên tiến, nhưng nền kinh tế Liên Xô đã bị lạc hậu hơn so với các nước kinh tế thị trường phát triển nhất như Mỹ, Nhật, Đức. Vào năm 1987, hàng tiêu dùng chỉ chiếm 24% sản lượng hàng hóa ở Liên Xô, phần còn lại là dành cho đầu tư công nghiệp và nhu cầu quốc phòng. Trong nền kinh tế tích tụ rất nhiều mâu thuẫn ảnh hưởng lớn lên xã hội và đó là nguyên nhân để Tổng bí thư Gorbachov tiến hành cải cách cải tổ (perestroika), tuy nhiên cải cách chỉ tập trung vào cơ cấu chính trị trong khi không quan tâm đến cải cách mô hình kinh tế nên đã thất bại và Liên Xô sụp đổ.
Các quốc gia thành viên của Hội đồng Tương trợ Kinh tế:
- Bulgaria – tháng 1 năm 1949
- Tiệp Khắc – tháng 1 năm 1949
- Hungary – tháng 1 năm 1949
- Ba Lan – tháng 1 năm 1949
- România – tháng 1 năm 1949
- Liên Xô – tháng 1 năm 1949
- Albania – tháng 2 năm 1949
- Cộng hòa Dân chủ Đức – 1950
- Cộng hòa Nhân dân Mông Cổ– 1962
- Cuba – 1972
- Việt Nam – 1978

Ngoài ra còn một số quan sát viên.
- Algérie
- Lào
- Bắc Triều Tiên
- Ethiopia

Hội đồng Tương trợ Kinh tế còn ký hiệp định với một số nước như:
- Nam Tư
- México
- Phần Lan
- Nicaragua
- Trung Quốc
- Iraq
- Angola
- Mozambique
- Afghanistan
- Cộng hòa Dân chủ Nhân dân Yemen

## Nhân khẩu

### Dân số
Đế quốc Nga bị mất vùng lãnh thổ với khoảng 30 triệu người sau khi Cách mạng Nga (Ba Lan: 18 triệu; Phần Lan: 3 triệu; România: 3 triệu; Các nước Baltic khẳng định 5 triệu và Kars đến Thổ Nhĩ Kỳ 400 nghìn người). Theo Viện Hàn lâm Khoa học Nga, Liên Xô đã chịu 26,6 triệu thương vong trong chiến tranh thế giới thứ hai, bao gồm sự gia tăng tỷ lệ tử vong ở trẻ sơ sinh là 1,3 triệu. Tổng thiệt hại chiến tranh bao gồm các vùng lãnh thổ do Liên Xô sáp nhập năm 1939-1945.
Mặc dù tốc độ tăng dân số giảm theo thời gian, nhưng nó vẫn tích cực trong suốt lịch sử của Liên Xô ở tất cả các nước cộng hòa, và dân số tăng lên hơn 2 triệu mỗi năm trừ thời kỳ chiến tranh, tập thể hoá và nạn đói.

### Sắc tộc

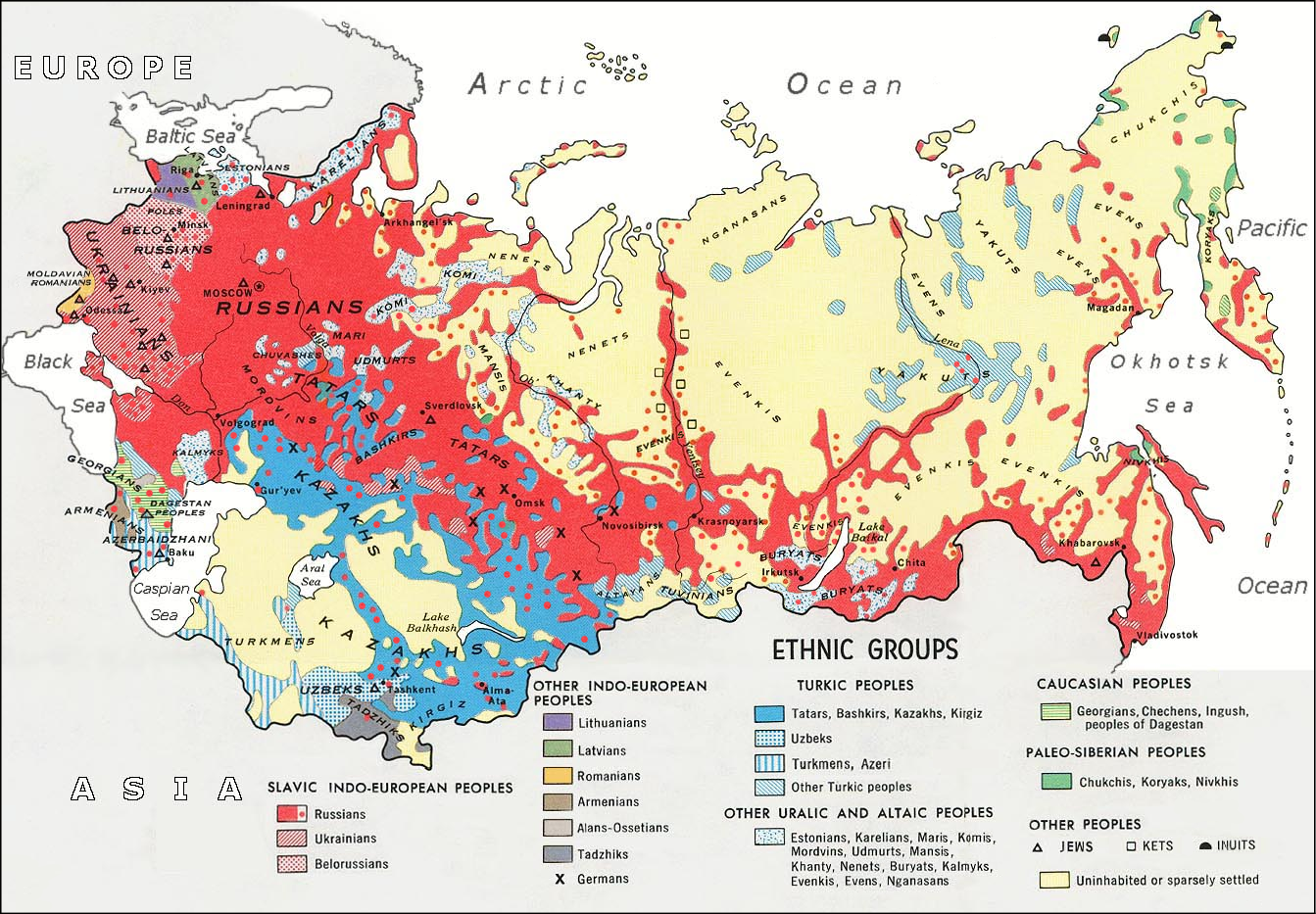
Bản đồ sắc tộc tại Liên Xô

Theo điều tra dân số năm 1989 l, dân số Liên Xô bao gồm 70% Đông Slav, 12% Thổ Nhĩ Kỳ và phần còn lại là cư dân thiểu số với tỷ lệ dưới 10% mỗi người. Mặc dù phần lớn dân số Liên Xô chấp nhận chủ nghĩa vô thần 60%, nhưng có đến 20% tôn giáo Chính thống giáo Nga, 15% theo Hồi giáo, và còn lại là các tôn giáo khác.

### Ngôn ngữ
Liên Xô đang thịnh hành trong các lĩnh vực châu Âu của Nhóm ngôn ngữ Đông Slav (tiếng Nga, tiếng Belarus và tiếng Ukraina), trong Nhóm ngôn ngữ gốc Balt là tiếng Litva và tiếng Latvia và tiếng Phần Lan, tiếng Estonia và tiếng Moldova (một ngôn ngữ thuộc Nhóm ngôn ngữ Rôman) đã được sử dụng ngoài sang tiếng Nga. Ở vùng Kavkaz, ngoài tiếng Nga, còn có tiếng Armenia, tiếng Azerbaijan và tiếng Gruzia. Ở phía Nga, có một số nhóm thiểu số nói Ngữ hệ Ural khác nhau; hầu hết các ngôn ngữ ở Trung Á là Ngữ chi Iran mà bởi tiếng Tajik trừ là Ngữ hệ Turk.
Mặc dù Liên Xô không có ngôn ngữ chính thức là "de jure" trong phần lớn lịch sử của nó trước năm 1990 và tiếng Nga ngôn ngữ giao tiếp giữa các quốc gia (язык межнационального общения) theo quy định tuy nhiên, trên de facto đã trở thành ngôn ngữ chính thức. Đối với vai trò và ảnh hưởng của nó tại Liên Xô.

### Tôn giáo

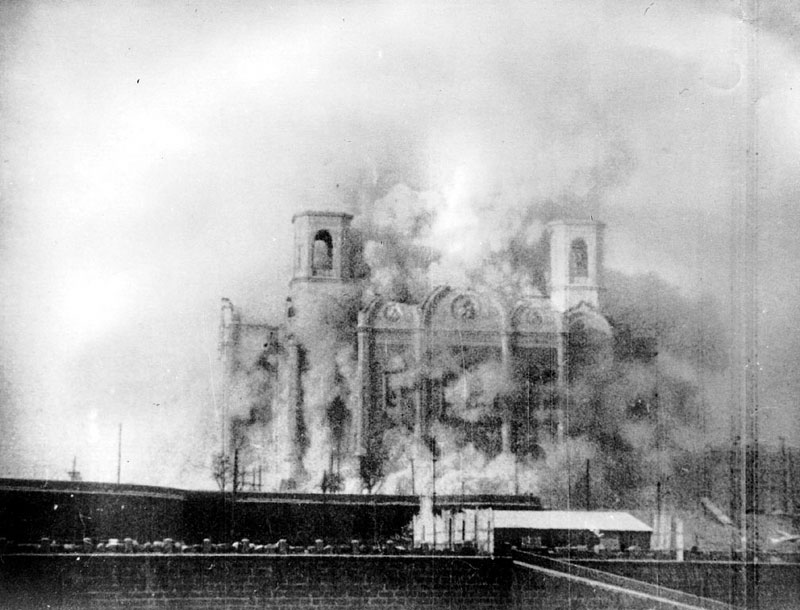
Nhà thờ chính tòa Chúa Kitô Đấng Cứu Độ ở Moskva trong phá cuộc dỡ của nó vào năm 1931

Liên Xô có nhiều tôn giáo khác nhau như Chính thống giáo (có số lượng tín đồ lớn nhất), Công giáo, Báp-tít và nhiều giáo phái Tin lành khác. Phần lớn Hồi giáo ở Liên Xô là Sunni, ngoại trừ đáng chú ý là Azerbaijan, phần lớn là người Shia. Do Thái giáo cũng có nhiều tín đồ. Các tôn giáo khác, được thực hành bởi một số ít tín đồ, bao gồm Phật giáo và Shaman giáo.

## Chương trình vũ trụ

### Mở đầu

Tên lửa R-7, một trong những tên lửa đầu tiên của Liên Xô và trên toàn thế giới.

Vào tháng 8 năm 1957, Liên Xô đã thực hiện thử nghiệm thành công đầu tiên đối với R-7 Semyorka, tên lửa đạn đạo liên lục địa (ICB) đầu tiên trên thế giới. R-7 là đỉnh cao của nghiên cứu và phát triển dựa trên tên lửa V-2 của Đức Quốc xã, đã được phóng vào các quốc gia Đồng minh trong Chiến tranh thế giới thứ hai. Chiếc đầu tiên trong số này, tên lửa R-1, là một bản sao của chiếc V-2, do các tù nhân Đức chế tạo dưới sự hướng dẫn của Sergey Korolyov. Korolyov là một kỹ sư tên lửa, người đã sớm cải tiến thiết kế ban đầu của Đức. R-2 có thể bay xa gấp đôi so với R-1 và vào thời R-7, tên lửa đã có tầm bắn gần như toàn cầu, khiến chúng trở thành lựa chọn lý tưởng cho một phương tiện phóng vào không gian. Cuộc chạy đua vào không gian đã bắt đầu.

### Tiến xa hơn, đưa con người ra ngoài vũ trụ

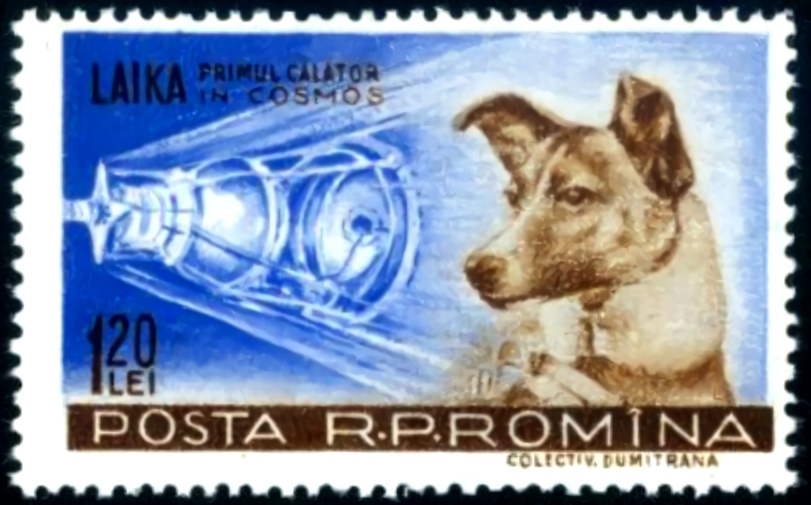
Tem của nước România năm 1959 in hình chú chó Laika.

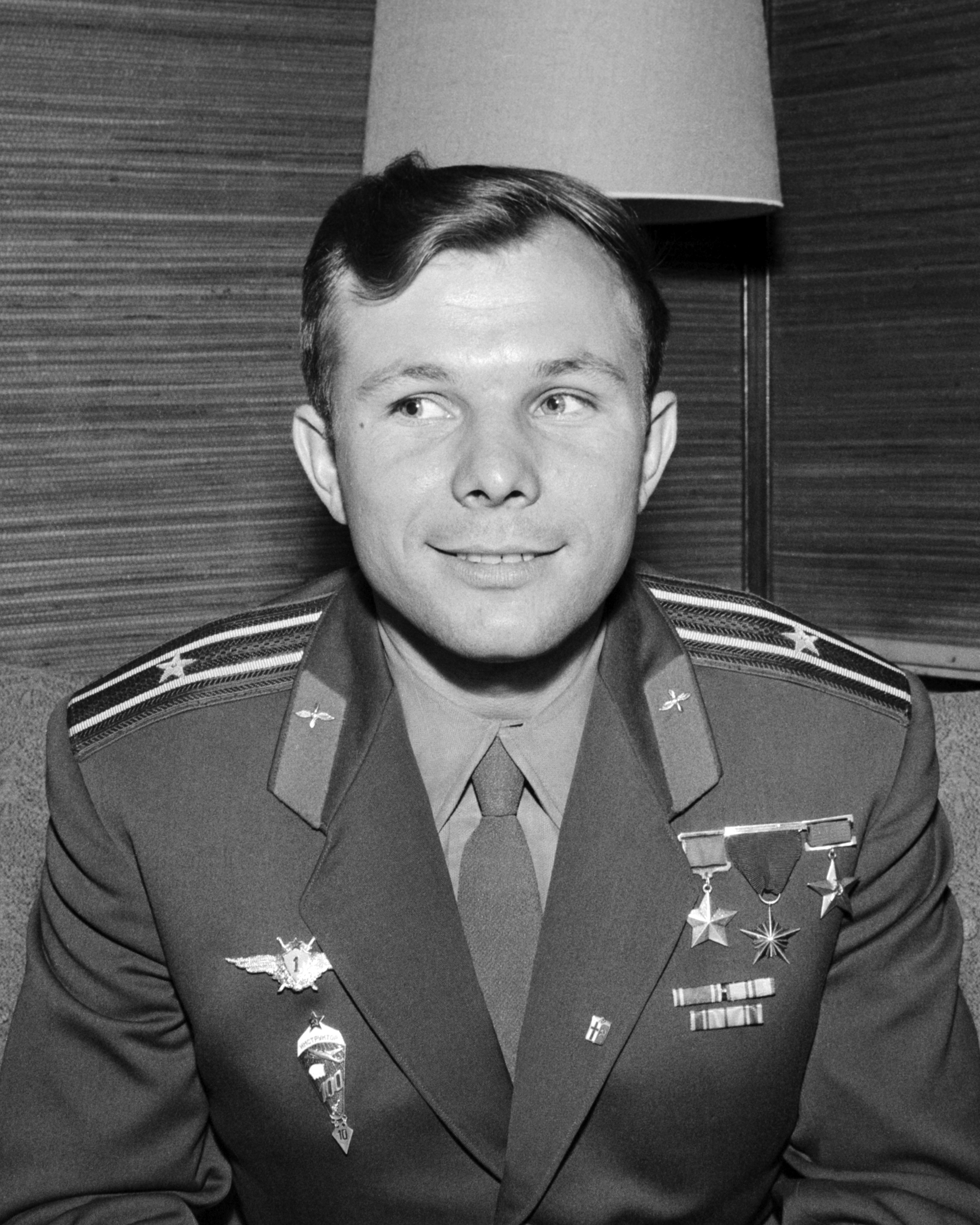
Yuri Gagarin, người đầu tiên bay vào vũ trụ

Chỉ hai tháng sau khi Semyorka được thử nghiệm, Korolyov đã thành công trong việc đưa vật thể nhân tạo đầu tiên lên quỹ đạo quanh Trái đất. Vệ tinh này được gọi là Sputnik. Sau đó một tháng là Sputnik 2 mang theo động vật du hành vũ trụ đầu tiên, chú chó Laika. Vụ phóng của chúng là một thành công lớn về mặt tuyên truyền đối với Hoa Kỳ và ngay sau đó Korolyov được giao nhiệm vụ xây dựng dựa trên những thành tựu của Liên Xô trong không gian.

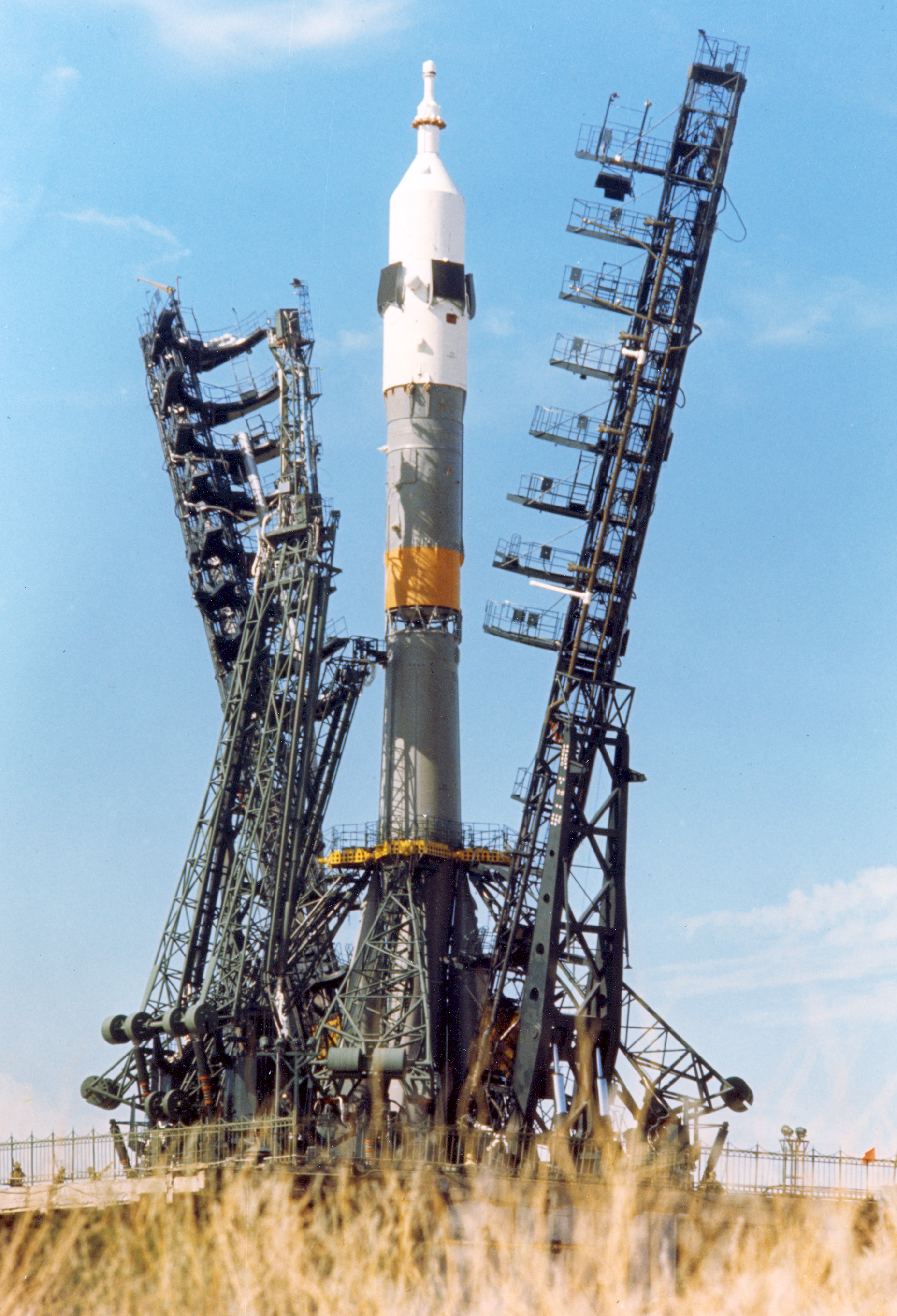
Một chiếc Soyuz-U trên bệ phóng, trước khi Dự án thử nghiệm Apollo-Soyuz được phóng (ASTP) vào ngày 15 tháng 7 năm 1975.

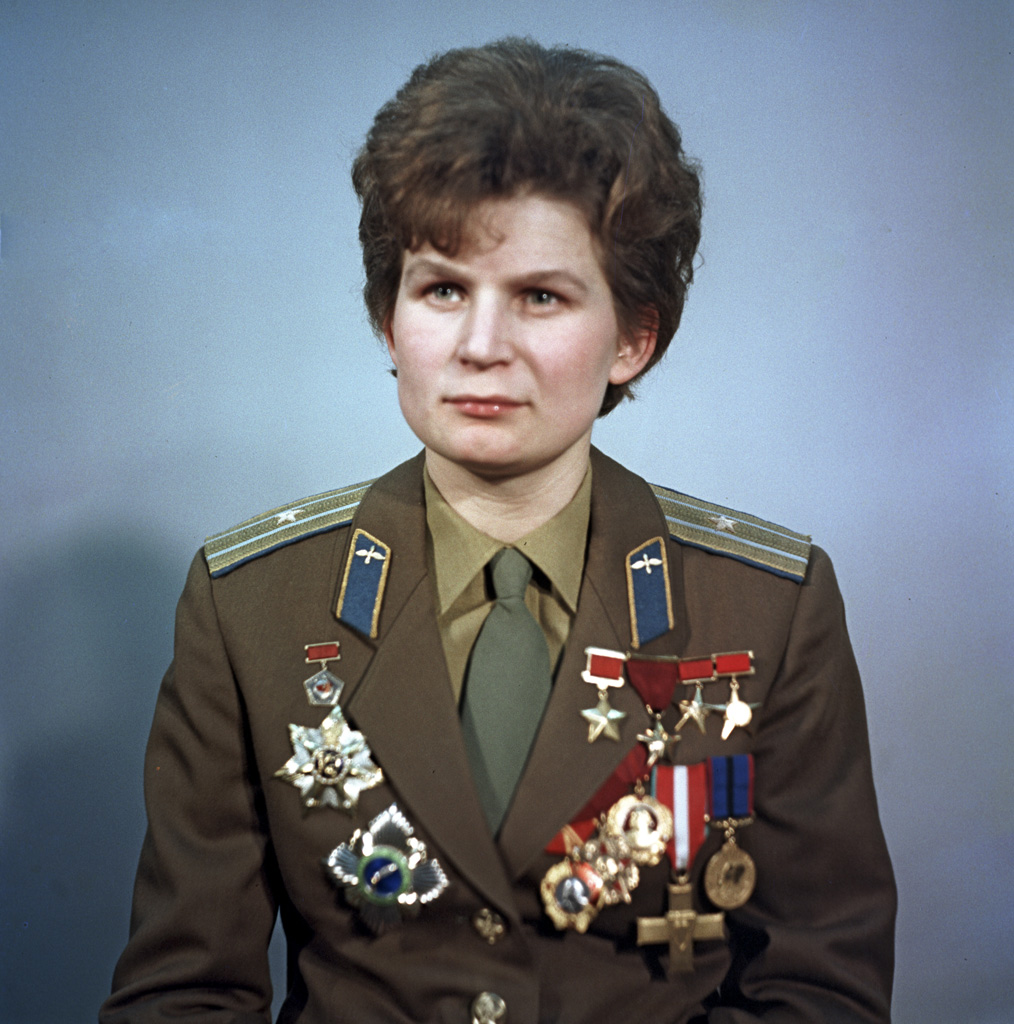
Valentina Tereshkova, người phụ nữ đầu tiên đi vào vũ trụ

Việc lập kế hoạch cho một sứ mệnh có người lái bắt đầu vào năm 1958 và kết quả là chương trình Vostok, chạy từ năm 1960 đến năm 1963. Chương trình đã thành công rực rỡ và vào tháng 4 năm 1961, Yuri Gagarin trở thành người đầu tiên lên quỹ đạo Trái đất trên tàu Vostok 1, ông đã bay một vòng quanh Trái đất và hạ cánh thành công xuống thảo nguyên Kazakhstan. Ông đã tham gia cùng 5 nhà du hành vũ trụ đồng hành trong vòng 2 năm tới, bao gồm cả Valentina Tereshkova, người phụ nữ đầu tiên lên vũ trụ. Chương trình Vostok được nối tiếp bởi chương trình Voskhod, chương trình đã chứng kiến Liên Xô đạt được những cột mốc quan trọng hơn. Điều quan trọng nhất trong số này là do phi hành đoàn của Voskhod 2 đạt được, khi Aleksei Leonov thực hiện chuyến đi bộ ngoài không gian đầu tiên vào ngày 18 tháng 3 năm 1965.

### Chạy đua với Hoa Kỳ
Mục tiêu tiếp theo của Korolyov là cố gắng hạ cánh một người đàn ông lên mặt trăng trước Hoa Kỳ. Để đạt được mục tiêu này, ông đã thiết kế tên lửa N1 cùng với các nhân viên tại phòng thiết kế OKB-1 của mình, cũng như làm việc trên thiết kế cho tàu vũ trụ có người lái Soyuz. Sau đó, vào tháng 1 năm 1966, Korolyov qua đời vì một cơn đau tim trong một cuộc phẫu thuật thường lệ. Chỉ đến thời điểm này, thế giới mới biết được danh tính của thiết kế trưởng người Nga. Danh tính của ông đã được giữ bí mật trong suốt những năm 1950 và 1960, nhưng giờ đây ông đã được chôn cất với danh dự nhà nước tại nghĩa trang điện Kremli.
Trách nhiệm hạ cánh một người lên mặt trăng giờ được giao cho chỉ huy thứ hai của Korolyov, Vasily Mishin, người đã phê duyệt vụ phóng Soyuz 1 vào năm 1967. Con tàu vũ trụ gặp sự cố, giết chết nhà du hành vũ trụ Vladimir Komarov. Các vấn đề khác đã xảy ra khi mỗi chuyến bay thử nghiệm N1 không người lái đều phát nổ. Những bước lùi này đã chứng kiến Mỹ vượt lên trước Liên Xô trong cuộc chạy đua không gian và vào ngày 21 tháng 7 năm 1969, Neil Armstrong và Buzz Aldrin đã hạ cánh thành công lên mặt trăng. Mặc dù các kế hoạch cho một sứ mệnh của Nga vẫn tiếp tục kéo dài đến những năm 1970, chương trình này cuối cùng đã bị hủy bỏ vào năm 1974.

### Xây dựng trạm vũ trụ Hòa Bình

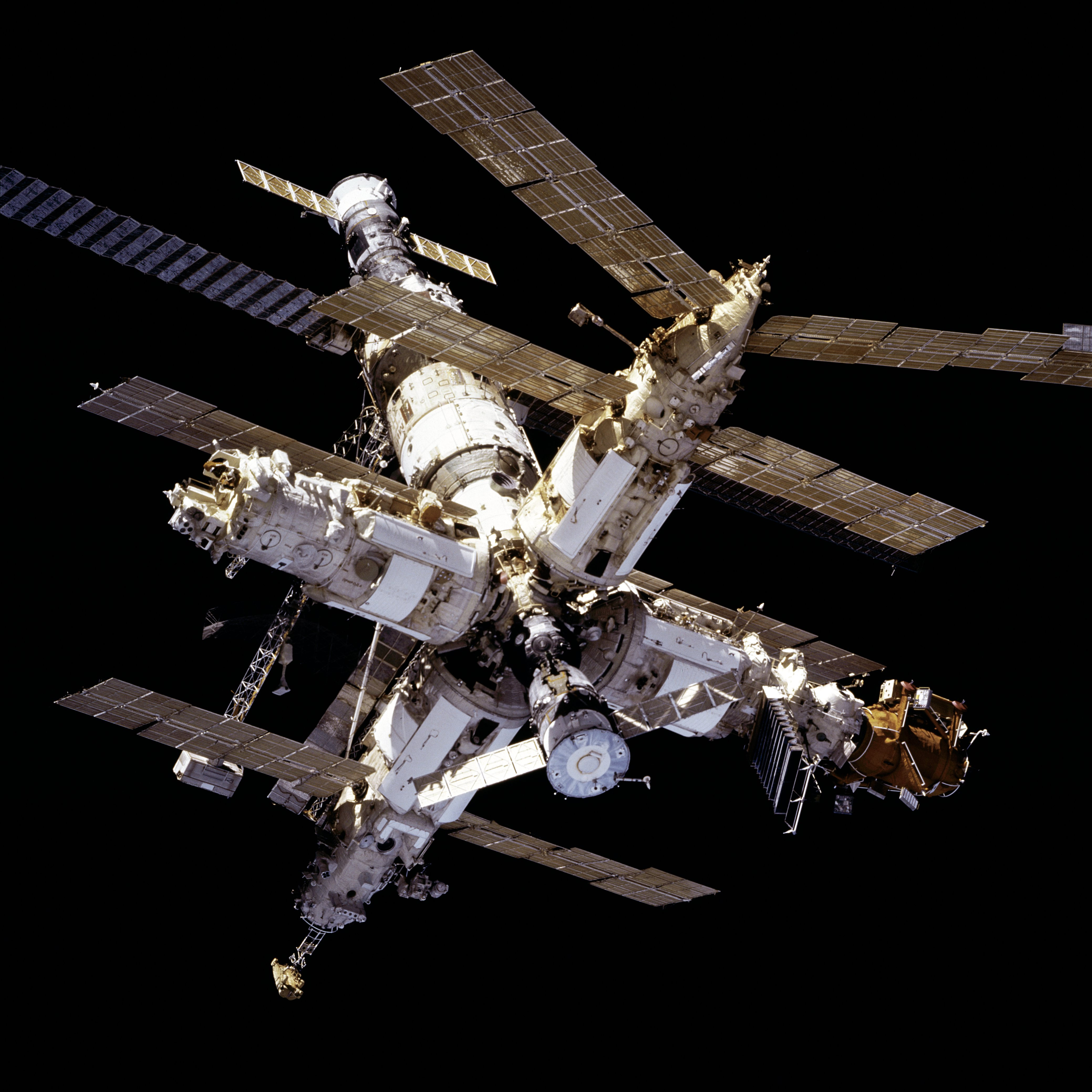
Trạm vũ trụ Mir, trạm vũ trụ thành công nhất của Liên Xô.

Trạm vũ trụ thành công nhất do Liên Xô xây dựng đã bay từ năm 1986 đến năm 2001. Nó được gọi là Mir (có nghĩa là "hòa bình") và được lắp ráp trên quỹ đạo. Nó đã tổ chức một số thành viên phi hành đoàn từ Liên Xô và các nước khác trong một buổi biểu diễn hợp tác không gian. Ý tưởng là giữ một tiền đồn nghiên cứu lâu dài trong quỹ đạo Trái đất thấp và nó tồn tại nhiều năm cho đến khi nguồn tài trợ bị cắt. Mir là trạm vũ trụ duy nhất được xây dựng bởi chế độ của một quốc gia và sau đó được điều hành bởi người kế nhiệm chế độ đó. Đến vào năm 2001, Nga đã thực hiện phá huỷ trạm Mir, vì nó tồn tại quá lâu, phục vụ nhân loại gấp ba lần thời hạn thiết kế ban đầu là 5 năm và dọn đường cho Trạm Vũ trụ Quốc tế vì Nga không có đủ kinh phí để vận hành cả hai trạm vũ trụ cùng một lúc. Mir cùng với tàu Progress sau đó cháy và tan vỡ trong khí quyển, những mảnh vỡ sót lại đã rơi xuống mặt Thái Bình Dương.

### Sau cuộc đua không gian
Ngoài các tàu thăm dò hành tinh của mình, Liên Xô còn rất quan tâm đến các trạm vũ trụ quay quanh quỹ đạo, đặc biệt là sau khi Mỹ công bố (và sau đó hủy bỏ) Phòng thí nghiệm trên quỹ đạo có người lái. Khi Hoa Kỳ công bố Skylab, Liên Xô cuối cùng đã xây dựng và đưa vào hoạt động trạm Salyut. Năm 1971, một phi hành đoàn đã đến Salyut và dành hai tuần làm việc trên trạm. Thật không may, họ đã chết trong chuyến bay trở về do rò rỉ áp suất trong khoang chứa của tàu Soyuz 11.
Cuối cùng, Liên Xô đã giải quyết được các vấn đề về Soyuz và trạm Salyut đã dẫn đến một dự án hợp tác chung với NASA về dự án Apollo–Soyuz. Sau đó, hai nước đã hợp tác xây dựng một loạt tàu con thoi-Mir và việc xây dựng Trạm Vũ trụ Quốc tế cùng với quan hệ đối tác với Nhật Bản và Châu Âu.

### Kế tục chương trình vũ trụ của Liên Xô

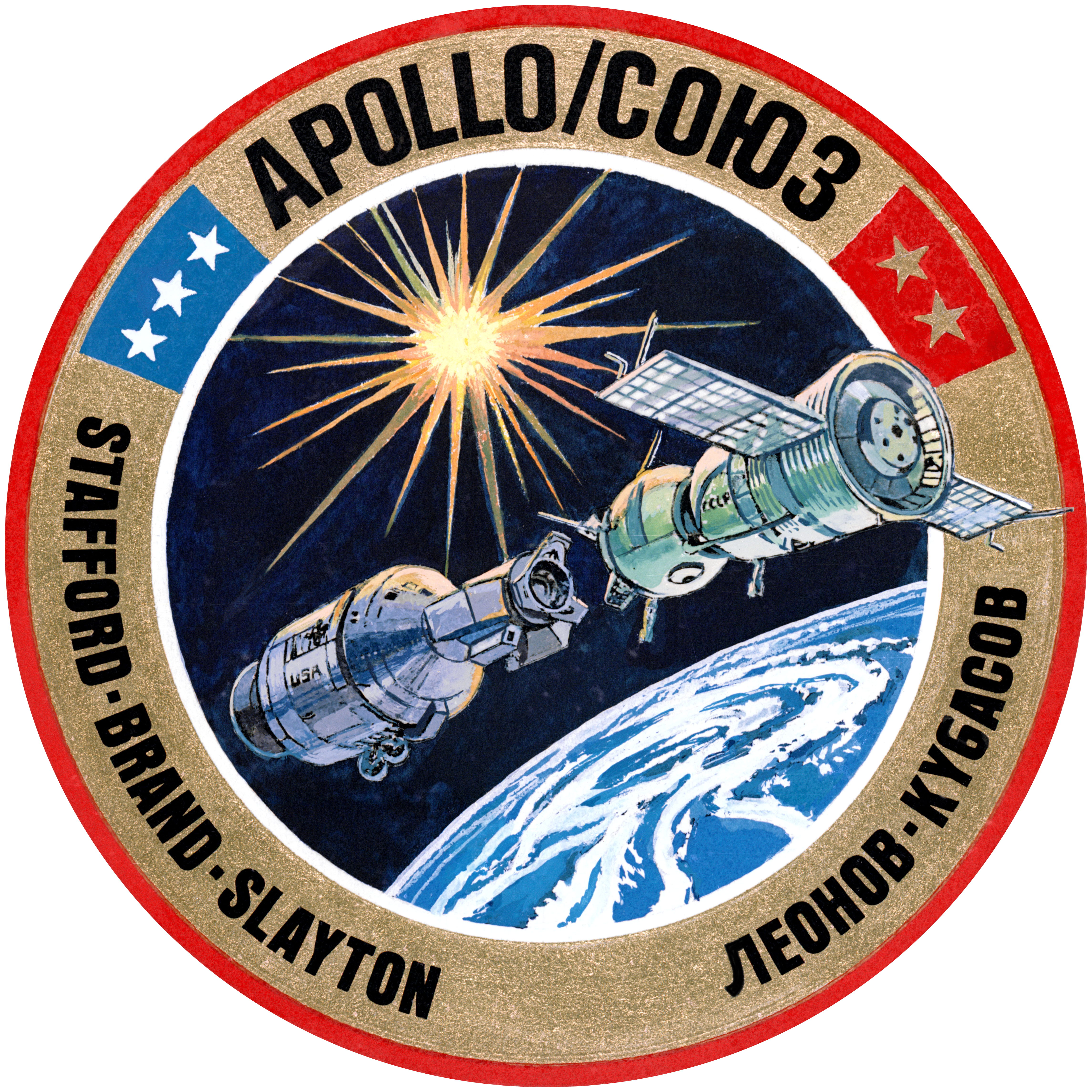
Phù hiệu phi hành đoàn Mỹ cho sứ mệnh Apollo–Soyuz

Chương trình không gian của Liên Xô phải đối mặt với những khó khăn khi Liên Xô tan rã. Thay vì cơ quan vũ trụ Liên Xô, Mir và các phi hành gia Liên Xô của họ (những người đã trở thành công dân Nga khi đất nước thay đổi) đến dưới sự quản lý của Cơ quan Vũ trụ Nga (Roscosmos), được thành lập vào năm 1992. Nhiều phòng thiết kế từng thống trị không gian và thiết kế hàng không vũ trụ đã bị đóng cửa hoặc được tái thiết thành các tập đoàn tư nhân. Nền kinh tế Nga trải qua những cuộc khủng hoảng lớn khiến chương trình vũ trụ bị ảnh hưởng. Cuối cùng, mọi thứ ổn định và đất nước tiến lên với kế hoạch tham gia vào Trạm vũ trụ Quốc tế (ISS), cùng với việc tiếp tục phóng các vệ tinh thông tin và thời tiết.
Ngày nay, Roscosmos đã vượt qua những thay đổi trong lĩnh vực công nghiệp vũ trụ của Nga và đang tiến lên với các thiết kế tên lửa và tàu vũ trụ mới. Nó vẫn là một phần của tổ hợp ISS và đã tuyên bố thay vì chương trình vũ trụ Liên Xô, Mir và các phi hành gia Liên Xô của họ (những người đã trở thành công dân Nga khi đất nước thay đổi) thuộc về Roscosmos, Cơ quan Vũ trụ Nga mới thành lập. Nó đã tuyên bố quan tâm đến các sứ mệnh mặt trăng trong tương lai và đang nghiên cứu các thiết kế tên lửa mới và cập nhật vệ tinh. Cuối cùng, Nga muốn lên đặt chân lên sao Hỏa và tiếp tục khám phá Hệ Mặt trời.

## Khoa học và công nghệ

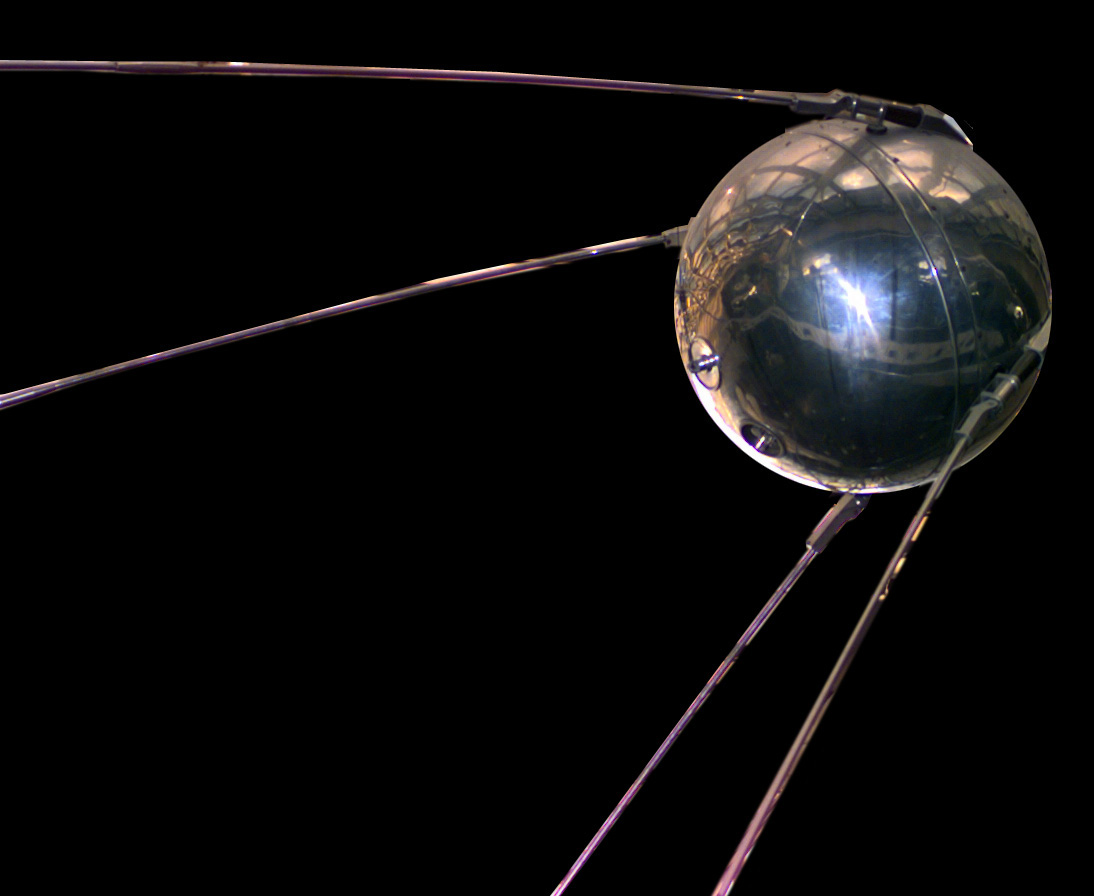
Vệ tinh Sputnik 1 vệ tinh nhân tạo đầu tiên của con người được phóng lên quỹ đạo Trái đất.

Một trong những chủ trương chính sách quan trọng nhất của Nhà nước Xô viết là việc đầu tư, phát triển khoa học. Trong giai đoạn 1921-1930 đầu tư cho khoa học hàng năm tăng 30%, tính trung bình trong suốt thời kỳ Xô viết là 3% đến 3,5% GDP, còn cao hơn các nước tư bản phát triển khi đó. Ngay trong điều kiện kinh tế kiệt quệ do chiến tranh thế giới và cuộc nội chiến 1918-1922, nhà nước Xô viết vẫn dành một nguồn lực lớn để xây dựng cơ sở nghiên cứu cho các nhà khoa học lớn như Ivan Pavlov (giải Nobel năm 1905), Ilya Mechnikov (giải Nobel 1908) và nhiều nhà khoa học tên tuổi khác.
Tốc độ phát triển đội ngũ khoa học kĩ thuật của Nhà nước Xô viết hết sức nhanh chóng, nếu trong 1913 là 11,6 ngàn thì đến 1975 con số này đã tăng lên gần 1,2 triệu, đến năm 1989 là 1,6 triệu người, chiếm 1/4 số lượng cán bộ khoa học của toàn thế giới.
Liên Xô là cường quốc khoa học hàng đầu thế giới, đặc biệt là về toán học, vật lý lí thuyết, đại dương học, luyện kim, xúc tác hóa học, thủy động lực học từ trường. Liên Xô là nước đầu tiên xây dựng nhà máy điện nguyên tử (1954), chế tạo tàu phá băng đầu tiên, phóng vệ tinh nhân tạo đầu tiên (1957), đưa người đầu tiên bay vào vũ trụ (1961), và xây dựng trạm vũ trụ đầu tiên của loài người. Liên Xô cũng dẫn đầu trong nghiên cứu phản ứng nhiệt hạch và bom khinh khí, phát minh ra máy phát lượng tử (laser) cùng lúc với Mỹ. Ngành viễn thông, từ Internet toàn cầu đến các thiết bị di động đều là sản phẩm dựa trên phát minh của Viện sĩ Zhores Alferov (Nobel năm 2000), và còn rất nhiều thành tựu khoa học đỉnh cao khác.
Những thành tựu khoa học Liên Xô được ghi nhận qua 14 Giải Nobel về vật lí, 1 giải nobel về hóa học, 1 giải về kinh tế học và ba giải Fields về toán học. A. Gurshtein, nhà khoa học Mỹ đã viết:
| “ | Câu chuyện về khoa học và công nghệ Xô viết là chưa từng có. Khởi đầu bởi cách mạng Bolshevik năm 1917, với mục tiêu là khoa học có thể khởi đầu cho chủ nghĩa xã hội bình đẳng và mang lại cơ hội cho tất cả mọi người. Mục tiêu đó đã không thành, nhưng thời kỳ Xô viết đã tạo ra được những thành tựu khoa học lớn nhất thế giới. | ” |

## Di sản
Hoài niệm Liên Xô vẫn là một quan niệm phổ biến, và không chỉ đối với Nga. Trong cuộc trưng cầu dân ý diễn ra vào tháng 3 năm 1991 với đề nghị duy trì Liên Xô, rằng đó sẽ là "liên bang đổi mới của các nước cộng hòa có chủ quyền bình đẳng, trong đó quyền con người và quyền tự do của mọi người thuộc mọi quốc tịch sẽ được bảo đảm hoàn toàn", hơn 76% cử tri đã bỏ phiếu ủng hộ; Belarus (83%) thậm chí còn nhiệt tình hơn Ukraina (70%) và Nga (71%), và cử tri ở Trung Á nhiệt tình với việc duy trì Liên Xô hơn bất kỳ ai trong số họ. Có rất ít sự phản kháng đối với cuộc đảo chính đã cố gắng bảo vệ Liên Xô vào tháng 8 năm 1991, và có rất ít sự ủng hộ cho quyết định vội vàng và có thể vi hiến để chấm dứt Liên Xô vào tháng 12 năm 1991 - một "hiệp ước" khá kỳ dị, được thực hiện bởi tổng thống Nga Boris Yeltsin, người đã không có lập luận rõ ràng nào (theo những người tham gia, ông ta "say đến mức ngã ra khỏi ghế"), và trong bất kỳ trường hợp nào, không có cam kết nào trước đó về việc giải thể liên bang. Mức độ hỗ trợ của người dân cho nguyên tắc của một nhà nước Liên Xô đã luôn rất cao; trong cuộc khảo sát năm 2008 tại Nga, hơn một nửa người dân (57%) phần lớn hoặc hoàn toàn đồng ý rằng sự sụp đổ của Liên Xô đã là một "thảm họa", và gần hai phần ba (64%) cho rằng các nước cộng hòa thuộc Liên Xô cũ đã thành lập Cộng đồng các quốc gia Độc lập (CIS) nên tái lập Liên Xô như một quốc gia duy nhất hoặc ít nhất là hợp tác chặt chẽ hơn.
Những con số đáng kể, thực sự, tiếp tục khẳng định rằng sẽ tốt hơn nếu hệ thống của Liên Xô vẫn còn, và ở dạng mà nó đã có được trước khi perestroika. Chẳng hạn, khoảng một nửa trong số những người được Trung tâm Levada hỏi vào tháng 1 năm 2005, đã nghĩ rằng "sẽ tốt hơn nếu mọi thứ vẫn giữ nguyên như trước năm 1985. Tại sao? Bởi vì chúng ta là một quốc gia lớn, thống nhất và trật tự" (26%); Ngoài ra, có "sự chắc chắn trong tương lai" (24%) và "giá hàng tiêu dùng thấp và ổn định" (20%). Đối với perestroika, chỉ 21% nghĩ rằng đó là một sự phát triển tích cực, nhưng gần gấp ba lần (56%) có quan điểm ngược lại. Và ngay cả khi có nhiều người tin rằng perestroika là cần thiết, thì họ cũng tin nó nên được tiến hành theo một cách khác: "không phá hủy trật tự xã hội chủ nghĩa" (33%), hoặc "phát triển vững chắc quan hệ thị trường trong nền kinh tế, nhưng không thúc đẩy phát triển hệ thống đa đảng" (19%). Nhìn lại, quá trình công nghiệp hóa vào cuối những năm 1920 và 1930 được coi là thời kỳ tích cực nhất trong toàn bộ thế kỷ XX của Nga, tiếp theo là những động thái hướng tới chính phủ hiến pháp vào đầu thế kỷ và 'tan băng' dưới thời Khrushchev ở những năm 1950 và đầu những năm 1960; perestroika được coi là gây thiệt hại nhất trong tất cả các thay đổi diễn ra trong cùng thời kỳ, theo sát sau đó là sự chuyển đổi sang nền kinh tế thị trường trong những năm 1990 và tập thể hóa nông nghiệp trong những năm 1930.
Khi được hỏi vào tháng 10 năm 2007, quan điểm của người Nga về cuộc cách mạng tháng Mười, hơn một nửa nghĩ rằng nó đã "mở ra một kỷ nguyên mới trong lịch sử Nga" (24%) hoặc "kích thích sự phát triển kinh tế và xã hội" (31%), thay vì chia sẻ ý kiến này vào năm 1990. Lenin là nhân vật trong lịch sử Nga, hơn ai hết, khơi dậy sự ủng hộ lớn nhất (27%); ông được theo sau bởi Giám đốc cục an ninh chính trị Felix Dzerzhinsky và sau đó là Joseph Stalin. Tỷ lệ 17% cho biết họ sẽ ủng hộ những người Bolshevik trong sự kiện giả thuyết về một cuộc cách mạng tháng Mười khác và 13% khác ít nhất sẽ hợp tác với họ, nhiều hơn 6% sẽ ủng hộ đối thủ của họ, mặc dù số lượng lớn hơn sẽ ở thế trung lập hoặc di cư. Ở cả ba quốc gia, những thay đổi diễn ra rõ ràng phức tạp hơn so với "quá trình chuyển đổi sang dân chủ": đó hầu như không phải là quá trình chuyển đổi dân chủ, mà là do quyết định của một bộ phận giới lãnh đạo. Người Nga, ít nhất, thường thích sử dụng thuật ngữ trung lập "sự sụp đổ của Liên bang" (raspad soyuza) cho những gì đã xảy ra vào cuối năm 1991, mà không đưa ra những đánh giá giá trị lớn hơn và phức tạp hơn.

## Ảnh hưởng
Liên Xô được cho là đã xây dựng những ảnh hưởng sau:
- Có ghế thường trực tại Hội đồng Bảo an Liên Hợp Quốc. Quan hệ chặt chẽ với Đông Âu và các nước đang phát triển.
- Là nguồn viện trợ lớn cho các nước nghèo ở châu Á, châu Phi.
- Ảnh hưởng mạnh trên các nước xung quanh, đa dạng và giàu có về lịch sử và văn hoá. Vận dụng ảnh hưởng thông qua các chính phủ và các tổ chức trên toàn thế giới. Các tư tưởng cộng sản chủ nghĩa rất hấp dẫn đối với nhiều người trên thế giới.
- Là nền kinh tế kế hoạch tập trung lớn nhất thế giới, và đứng hàng thứ hai thế giới về tổng sản lượng nền kinh tế trong suốt giai đoạn 1940-1990 (đạt 2,7 nghìn tỷ USD vào năm 1990). Khả năng tự cung tự cấp lớn, từng sản xuất 20% lượng hàng công nghiệp thế giới, quy mô công nghiệp bằng 80% so với Hoa Kỳ.

### Các nước đồng minh/vệ tinh

Liên Xô là màu đỏ đậm, trong khi các quốc gia đồng minh/ủng hộ Xô viết là các nước đỏ nhạt/hồng. Cộng hòa Liên bang Xã hội chủ nghĩa Nam Tư liên kết với Liên Xô trước năm 1948 là màu tím, còn Cộng hòa Nhân dân Xã hội chủ nghĩa Albania liên kết với Liên Xô cho tới khi xảy ra Chia rẽ Trung – Xô là màu cam.

Những quốc gia liên minh với Liên Xô là thành viên của Hội đồng Tương trợ Kinh tế (đồng minh kinh tế), hoặc là thành viên Khối Warszawa (đồng minh quân sự) và thuộc khối Đông Âu. Các quốc gia này đều có (hoặc từng có) quân Liên Xô trú đóng trên lãnh thổ và bị Liên Xô chi phối về mặt chính trị và quân sự.
- Bulgaria
- Cuba
- Tiệp Khắc
- Đông Đức
- Hungary
- Mông Cổ
- Ba Lan
- România
- Lực lượng kháng chiến Nam Tư/Nam Tư (kết thúc liên minh năm 1948 do Chia rẽ Tito–Stalin)
- Việt Nam (1976-1991)
- Albania (chấm dứt làm thành viên Comecon năm 1961)
- Bắc Triều Tiên từ 1945 tới 1950. Sau chiến tranh Triều Tiên, Cộng hòa Dân chủ Nhân dân Triều Tiên tiếp tục làm đồng minh của Nga[198], song lại sử dụng Tư tưởng Chủ thể. Việc lính Trung Quốc rút quân năm 1958, và Liên Xô tan rã năm 1991 đưa nước này trở thành một trong số những quốc gia cô lập nhất thế giới.
- Afghanistan (1978-1990) tuy không là thành viên của Comecon và thuộc khối Đông Âu nhưng vẫn được xem là một quốc gia vệ tinh của Liên Xô khi kêu gọi Liên Xô can thiệp quân sự, gây ra cuộc chiến tranh Afghanistan lần 1 và hoàn toàn bị Liên Xô chi phối về mặt đối nội và đối ngoại.

### Các quốc gia thân thiết
Đây là những quốc gia thường không tham gia vào bên nào, thuộc về các nước Thế giới thứ ba, song có các chính phủ thân Liên Xô tồn tại. Không phải chính thể nào cũng là đồng minh của Liên Xô mà hầu hết nó đều chỉ mang tính tạm thời.
Các quốc gia thân Liên Xô song không theo chủ nghĩa cộng sản được để nghiêng:
- Ai Cập (1954–1973)
- Syria (1955–1991)
- Iraq (1958–1963, 1968–1991)
- Guinée (1960–1978)
- Mali (1960–1968)
- Burma (1962–1988)
- Cộng hòa Dân chủ Somalia (1969–1977); năm 1977, với việc Somalia xâm lược Ethiopia, Liên Xô cắt ngoại giao với nước này. Phản ứng lại, Somalia cắt ngoại giao với Liên Xô và Hoa Kỳ sau đó ủng hộ nước này thay thế.[199]
- Algérie (1962–1991)
- Ghana (1964–1966)
- Peru (1968–1975)
- Sudan (1968–1972)
- Guinea Xích Đạo (1968–1979)
- Libya (1969–1991)
- Cộng hòa Nhân dân Congo (1963–1991)
- Chile (1970–1973)
- Cape Verde (1975–1991)
- Cộng hòa Dân chủ Nhân dân Yemen (1967–1990)
- Uganda (1969-1971)
- Indonesia (1959–1965)
- Ấn Độ (1971–1989)
- Bangladesh (1971–1975)
- Cộng hòa Dân chủ Madagascar (1972–1991)
- Guinée Bissau (1973–1991)
- Derg (1974–1987)/ Cộng hòa Dân chủ Nhân dân Ethiopia (1987–1991)
- Lào (1975–1991)
- Cộng hòa Nhân dân Bénin (1975–1990)
- Cộng hòa Nhân dân Mozambique (1975–1990)
- Cộng hòa Nhân dân Angola (1975–1991)
- Chính phủ Cách mạng Nhân dân Grenada (1979–1983)
- Nicaragua (1979–1990)
- Kampuchea (1979–1989)
- Burkina Faso (1983–1987)
- Việt Nam Dân chủ Cộng hòa (1945–1976).

### Các nước cộng sản đối lập
Có một số các quốc gia đối lập với Liên Xô và họ gần như không bị Moskva chi phối, trong khi vẫn chia sẻ quan điểm tương đồng về ý thức hệ:
- Nam Tư (từ 1948)
- Albania (do Chia rẽ Trung – Xô)
- Trung Quốc (do Chia rẽ Trung -Xô)
- Kampuchea (1975–1979, do Chiến tranh Campuchia-Việt Nam)
- Somalia (1977–1991), bởi cuộc chiến tranh Ogaden)

### Các nước trung lập
Phần Lan là quốc gia hiếm hoi ở phương tây giữ thế trung lập. Trong Chiến tranh thế giới thứ hai, Phần Lan đã chống cự thành công các cuộc tấn công từ Liên Xô, và cũng là quốc gia tư bản với kinh tế thị trường. Thế nhưng, Hiệp ước Phần Lan-Liên Xô năm 1948 đã phần nào hạn chế sự độc lập của Phần Lan trong chính sách ngoại giao của nước này. Hiệp ước buộc Phần Lan phải bảo vệ Liên Xô nếu có chiến tranh, đồng nghĩa với việc Phần Lan không thể gia nhập NATO và giúp Liên Xô có chỗ đứng trong vấn đề ngoại giao Phần Lan. Để ứng phó, Phần Lan phát triển chính sách Paasikivi–Kekkonen để vừa phát triển ngoại giao với phương Tây và kinh tế, cũng như giúp họ cân bằng ngoại giao với Nga. Thế nhưng ở phương Tây, nó vô tình tạo nên nỗi sợ Phần Lan hóa về nguy cơ các nước phương Tây không thể hỗ trợ nhau trước sự tấn công của Liên Xô.

## Phân cấp hành chính
Giai đoạn 1954–1991, Liên Xô bao gồm 15 nước cộng hòa xã hội chủ nghĩa Xô viết:
| Các nước Cộng hòa của Liên bang Xô viết | Các nước Cộng hòa của Liên bang Xô viết | Các nước Cộng hòa của Liên bang Xô viết | Các nước Cộng hòa của Liên bang Xô viết         | Các nước Cộng hòa của Liên bang Xô viết | Các nước Cộng hòa của Liên bang Xô viết |                                     |
| --------------------------------------- | --------------------------------------- | --------------------------------------- | ----------------------------------------------- | --------------------------------------- | --------------------------------------- | ----------------------------------- |
|                                         | Quốc kỳ                                 | Quốc huy                                | Nước cộng hòa                                   | Thủ đô                                  | Năm thành lập                           | Các nước cộng hòa Liên bang Xô viết |
| 1                                       |                                         |                                         | Cộng hòa Xã hội chủ nghĩa Xô viết Armenia       | Yerevan                                 | 1920                                    | Các nước cộng hòa Liên bang Xô viết |
| 2                                       |                                         |                                         | Cộng hòa Xã hội chủ nghĩa Xô viết Azerbaijan    | Baku                                    | 1920                                    | Các nước cộng hòa Liên bang Xô viết |
| 3                                       |                                         |                                         | Cộng hòa Xã hội chủ nghĩa Xô viết Byelorussia   | Minsk                                   | 1920                                    | Các nước cộng hòa Liên bang Xô viết |
| 4                                       |                                         |                                         | Cộng hòa Xã hội chủ nghĩa Xô viết Estonia       | Tallinn                                 | 1940                                    | Các nước cộng hòa Liên bang Xô viết |
| 5                                       |                                         |                                         | Cộng hòa Xã hội chủ nghĩa Xô viết Gruzia        | Tbilisi                                 | 1921                                    | Các nước cộng hòa Liên bang Xô viết |
| 6                                       |                                         |                                         | Cộng hòa Xã hội chủ nghĩa Xô viết Kazakhstan    | Alma-Ata                                | 1936                                    | Các nước cộng hòa Liên bang Xô viết |
| 7                                       |                                         |                                         | Cộng hoà Xã hội chủ nghĩa Xô Viết Kirghizia     | Frunze                                  | 1936                                    | Các nước cộng hòa Liên bang Xô viết |
| 8                                       |                                         |                                         | Cộng hoà Xã hội chủ nghĩa Xô Viết Latvia        | Riga                                    | 1940                                    | Các nước cộng hòa Liên bang Xô viết |
| 9                                       |                                         |                                         | Cộng hoà Xã hội chủ nghĩa Xô Viết Litva         | Vilnius                                 | 1940                                    | Các nước cộng hòa Liên bang Xô viết |
| 10                                      |                                         |                                         | Cộng hòa Xã hội chủ nghĩa Xô viết Moldavia      | Chișinău                                | 1940                                    | Các nước cộng hòa Liên bang Xô viết |
| 11                                      |                                         |                                         | Cộng hòa Xã hội chủ nghĩa Xô viết Liên bang Nga | Moskva                                  | 1917                                    | Các nước cộng hòa Liên bang Xô viết |
| 12                                      |                                         |                                         | Cộng hòa Xã hội chủ nghĩa Xô viết Tajikistan    | Dushanbe                                | 1929                                    | Các nước cộng hòa Liên bang Xô viết |
| 13                                      |                                         |                                         | Cộng hòa Xã hội chủ nghĩa Xô viết Turkmenia     | Ashgabat                                | 1925                                    | Các nước cộng hòa Liên bang Xô viết |
| 14                                      |                                         |                                         | Cộng hòa Xã hội Chủ nghĩa Xô viết Ukraina       | Kiev                                    | 1919                                    | Các nước cộng hòa Liên bang Xô viết |
| 15                                      |                                         |                                         | Cộng hòa Xã hội Chủ nghĩa Xô viết Uzbekistan    | Tashkent                                | 1924                                    | Các nước cộng hòa Liên bang Xô viết |

Và phần lớn các nước này lại được phân chia thành các tỉnh (ngoại trừ 5 nước Latvia, Litva, Estonia, Moldavia và Armenia).
Cộng hòa Xã hội Chủ nghĩa Xô viết Liên bang Nga (RSFSR) được phân chia thành 16 nước cộng hòa tự trị (avtonomnaya respublika-автономная республика), 6 khu (krai-край) và 49 tỉnh (oblast-область). Dưới cấp khu có thể có tỉnh tự trị, dưới cấp tỉnh và khu còn có thể có các vùng dân tộc (thiểu số) (nationalny okrug-национальный округ), đến năm 1977 được đổi tên thành vùng tự trị (avtonomny okrug-автономный округ). Có tất cả năm tỉnh tự trị, 10 vùng tự trị.
Trong một số nước cộng hòa (Nga, Gruzia, Azerbaidjan, Uzbekistan, Tadjikistan) còn có các nước cộng hòa tự trị và tỉnh tự trị.
Tất cả các đơn vị hành chính-lãnh thổ nói trên được phân chia thành các huyện (rayon-район) và thành phố trực thuộc tỉnh, vùng và nước cộng hòa.

## Văn hóa

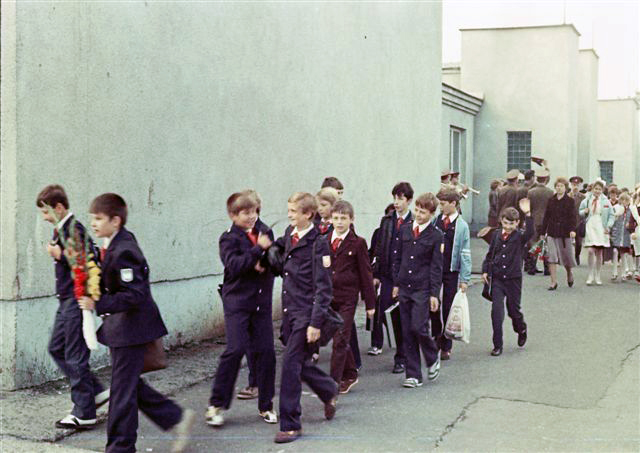
Học sinh Liên Xô đến thăm Tiệp Khắc vào năm 1985

Đến thế kỷ 19, nghệ thuật văn học Nga đã đạt đến đỉnh cao của sự nổi tiếng thế giới như Aleksandr Pushkin, Lev Tolstoy, Fyodor Dostoyevsky và Anton Chekov đều được coi là biểu tượng của văn học cổ điển. Mặc dù có truyền thống vĩ đại này, tuy nhiên, các nhà văn và nghệ sĩ Liên Xô của thế kỷ 20 đã bị ảnh hưởng sâu sắc bởi bầu không khí chính trị thay đổi.
Thời kỳ xung quanh Cách mạng Nga năm 1917 được đánh dấu bằng một đợt bùng nổ thử nghiệm và sáng tạo văn hóa. Anna Akhmatova và Marina Tsvetaeva đã sản xuất thơ tuyệt đẹp, trong khi các tác giả văn xuôi như Isaak Babel làm chủ truyện ngắn và tiểu thuyết. Marc Chagall và Vasily Kandinsky quay sang bức tranh trừu tượng, và Ballets Russes của Sergei Diaghilev được công chiếu một cách gây sốc khi Nghi lễ mùa xuân của Igor Stravinsky. Giám đốc nhà hát Vsevolod Meyerhold đã tinh chỉnh các phương pháp diễn xuất được cách điệu cao của ông, điều này ảnh hưởng đến nhà làm phim Sergei Eisenstein trong các bộ phim như Chiến hạm Potemkin.
Khi những năm 1920 phát triển, các nhà lãnh đạo chính trị đã cảnh giác với các loại hình nghệ thuật thử nghiệm này và sự kiểm duyệt được thắt chặt. Chính phủ đã tiếp quản báo in, thay thế các hiệp hội của các nhà văn và nhạc sĩ bằng các công đoàn do nhà nước kiểm soát, và đóng cửa các nhà hát và xưởng vẽ nghệ thuật. Những chiến thuật này đã ngăn chặn một cách hiệu quả bất kỳ tài liệu nào được coi là không phù hợp về mặt chính trị và sự sáng tạo bị kìm hãm nghiêm trọng.
Năm 1934, chủ nghĩa hiện thực xã hội chủ nghĩa được tuyên bố chính thức là phương pháp duy nhất được chấp nhận để thể hiện nghệ thuật. Các nhà lãnh đạo cảm thấy rằng nghệ thuật nên không quá phức tạp, nên được sáng tác với mục đích chính là tuyên truyền và tôn vinh Đảng cộng sản, và thực tế là mô tả văn hóa vô sản. Sự chỉ trích đối với Đảng bị nghiêm cấm. Các nghệ sĩ chọn ở lại Liên Xô đã bị buộc phải làm việc trong giới hạn của Chủ nghĩa hiện thực xã hội chủ nghĩa. Nhưng phản ứng đối với một số quy định này là không thể tưởng tượng: nhiều người di cư, những người khác đã tự sát, trong khi một số bị cầm tù và thậm chí bị xử tử.
Một sự hồi sinh của văn học và nghệ thuật cuối cùng đã xuất hiện sau cái chết của Stalin. Năm 1954, Thời báo New York đã gọi cuốn tiểu thuyết của Ilya Ehrenburg là The Thaw, vụ đánh bom nhỏ, vì cuộc kiểm tra quan trọng về cuộc sống ở một thị trấn nhà máy và thảo luận về các chủ đề cấm kỵ trước đây. Một phong cách văn xuôi mới khác do Vasily Aksyonov và Vladimir Voinovich dẫn đầu đã mô tả văn hóa giới trẻ hiện đại theo phong cách của J. D. Salinger. Thơ của Yevgeny Yevtushenko đã được đọc trong các sân vận động bóng đá đông đúc và Một ngày trong cuộc đời của Ivan Denisovich Solanchitsyn đã được xuất bản. Tuy nhiên, vào cuối những năm 1960, những xu hướng này đã bị đảo ngược một lần nữa và nhiều nhà văn trở lại im lặng hoặc rời khỏi đất nước.
Trong suốt thế kỷ 20, đời sống văn hóa ở Liên Xô đã chịu sự kiểm soát chính trị. Mặc dù phần lớn tác phẩm của họ được tạo ra trong bí mật và bị chính phủ lên án, nhưng các nghệ sĩ Liên Xô đã đạt được sự công nhận đúng đắn trong lịch sử văn hóa thế giới.

## Thể thao

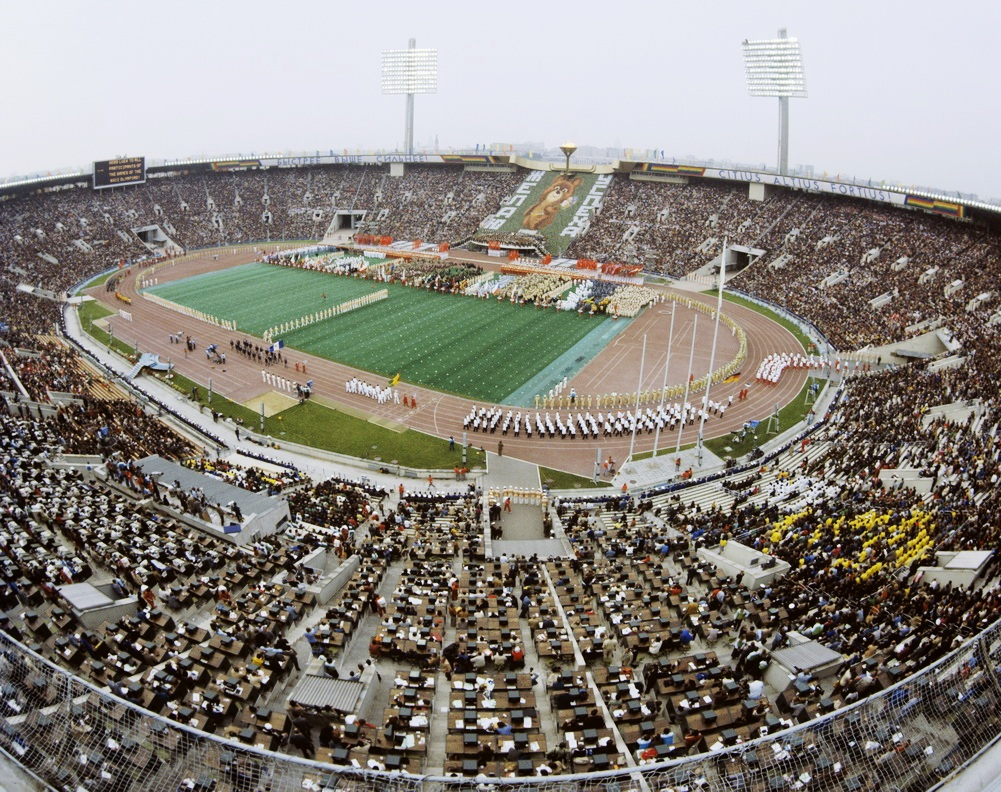
Lễ khai mạc Thế vận hội Mùa hè 1980 tại Moskva

Truyền thống chuộng thể thao từ Nga trước Chiến tranh thế giới thứ nhất vẫn tiếp tục tồn tại ở Liên Xô, ngoại trừ việc tập thể thao không còn là đặc quyền của giới thượng lưu, mà mở cửa cho toàn dân. Thể dục, thể thao phổ biến cũng như thể thao hàng đầu, được nhà nước Liên Xô thúc đẩy mạnh mẽ. Có một tổ chức được thành lập đặc biệt trong thực thể liên bang, có nhiệm vụ là làm công tác thanh niên và tìm kiếm những tài năng đầy triển vọng, được đào tạo trong các trường thể thao.
Trong Chiến tranh Lạnh, thể thao là một trong nhiều lĩnh vực của Liên Xô và phương Tây đã cạnh tranh gay gắt. Thể thao có ý nghĩa rất lớn đối với chính quyền Liên Xô cũng như các giải thưởng và huy chương vàng. Các vận động viên thường dành phần lớn thời gian của họ để đào tạo trong các cơ sở đẳng cấp thế giới mặc dù họ có thể là công nhân nhà máy hoặc sĩ quan quân đội.
Sự kiện thể thao lớn nhất từng được Liên Xô tổ chức là Thế vận hội Mùa hè 1980 tại Moskva. Nó trở thành một dấu mốc trong lịch sử hiện đại khi tổng cộng 65 quốc gia (chủ yếu là Tây Âu) tẩy chay sự kiện do Chiến tranh Liên Xô–Afghanistan. Trước tháng 7 năm 1980 đã diễn ra Thế vận hội mùa đông tháng hai ở Lake Placid, New York và một trận đấu khúc côn cầu trên băng mà sau đó được biết đến với tên gọi Phép màu trên băng.
Kết quả của Liên Xô trong các giải đấu thể thao quốc tế lớn:
- Thế vận hội mùa hè: 395 vàng 319 bạc 296 đồng, tổng cộng đoạt 1010 huy chương (hạng 1 ở châu Âu, hạng 2 trên thế giới)
- Thế vận hội mùa đông: 78 vàng 57 bạc 59 đồng 194, tổng cộng đoạt 194 huy chương (hạng 3 ở châu Âu, hạng 4 trên thế giới)
- Đại hội Thể thao Sinh viên Mùa hè: 407 vàng 329 bạc 253 đồng, tổng cộng đoạt 989 huy chương (hạng 1 ở châu Âu, hạng 2 trên thế giới)
- Đại hội Thể thao Sinh viên Mùa đông: 95 vàng 85 bạc 63 đồng, tổng cộng đoạt 243 huy chương (hạng 2 ở châu Âu, hạng 2 trên thế giới)
- Đại hội Thể thao Thế giới: 15 vàng 13 bạc 8 đồng, tổng cộng đoạt 36 huy chương (hạng 11 ở châu Âu, hạng 18 trên thế giới)

## Ngày lễ

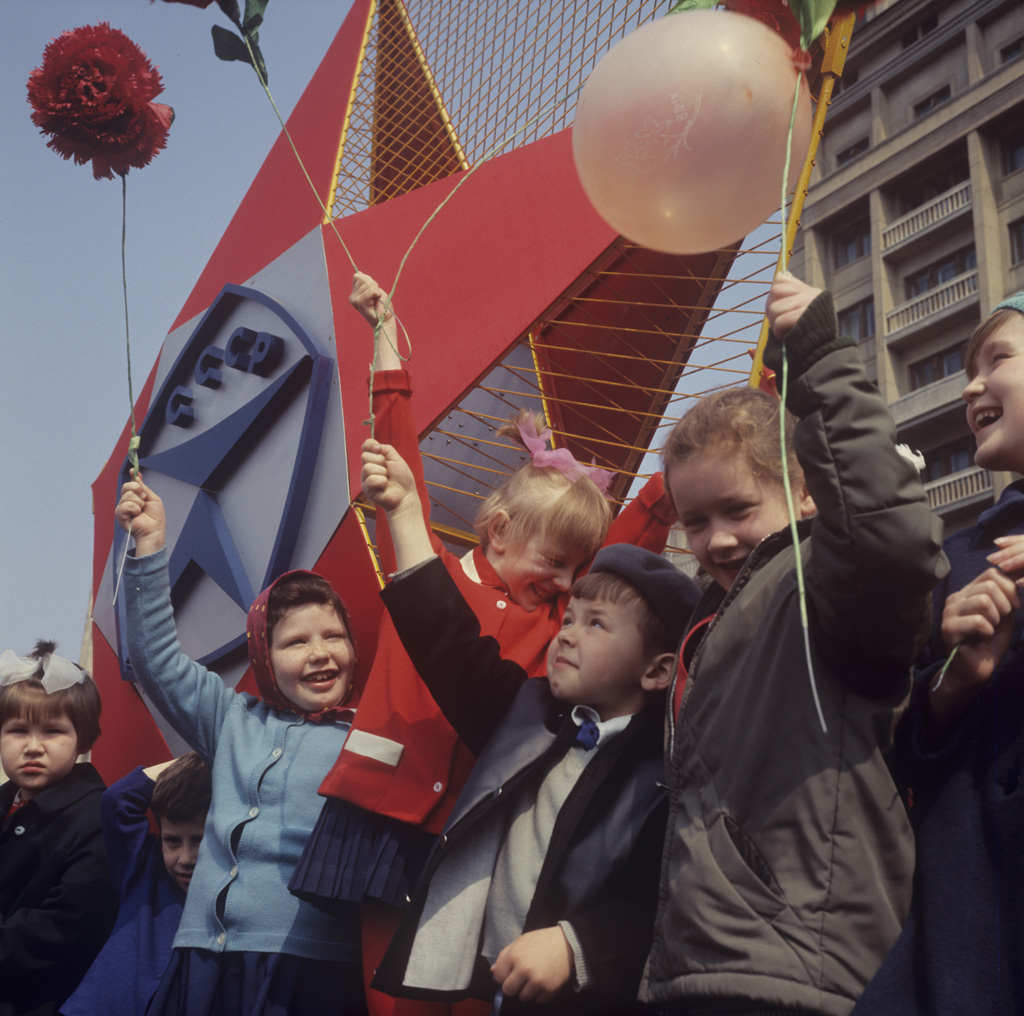
Trẻ em Liên Xô trong ngày biểu tình tháng 5

Liên Xô chủ yếu có 8 ngày lễ, và các ngày lễ và ngày lễ khác tổng cộng khoảng 30 ngày.
| Ngày       | Tên                   | Tiếng Nga                                                                  | Chuyển tự                                                                             | Ghi chú |
| ---------- | --------------------- | -------------------------------------------------------------------------- | ------------------------------------------------------------------------------------- | --- |
| 1 tháng 1  | Năm mới               | Новый год                                                                  | Novyy god                                                                             | Thông thường lễ hội lớn nhất được tổ chức hàng năm và hầu hết các phong tục trong Giáng sinh ở Nga sau Cách mạng Tháng Mười đã được chuyển sang đêm giao thừa. |
| 23 tháng 2 | Ngày Hồng quân        | День Советской Армиии Военно-морского флота                                | Den' Sovetskoy Armiii Voyenno-morskogo flota                                          | Kỷ niệm ngày thành lập Hồng quân Liên Xô vào tháng 2 năm 1918.                                                                                                 |
| 8 tháng 3  | Ngày Quốc tế Phụ nữ   | Международный женский день                                                 | Mezhdunarodnyy zhenskiy den'                                                          | |
| 12 tháng 4 | Ngày Vũ trụ           | День космонавтики                                                          | Den' kosmonavtiki                                                                     | Kỷ niệm chuyến bay vào vũ trụ đầu tiên của Yuri Gagarin vào năm 1961.                                                                                          |
| 1 tháng 5  | Ngày Quốc tế Lao động | Первое Мая - День международнойсолидарности трудящихся                     | Pervoye Maya - Den' mezhdunarodnoysolidarnosti trudyashchikhsya                       | Được tổ chức vào ngày 1 và 2 tháng 5. |
| 9 tháng 5  | Ngày chiến thắng      | День Победы                                                                | Den' Pobedy                                                                           | Khi đầu hàng Chiến tranh vệ quốc Đức Quốc xã đầu hàng vào năm 1945.                                                                                            |
| 7 tháng 10 | Ngày Hiến pháp        | День Конституции СССР                                                      | Den' Konstitutsii SSSR                                                                | Kỷ niệm việc thông qua Hiến pháp Xô viết năm 1977, đó là vào ngày 5 tháng 12 năm 1936 và 1977.                                                                 |
| 7 tháng 11 | Cách mạng Tháng Mười  | Годовщина Великой Октябрьской социалистической революции or Седьмое ноября | Godovshchina Velikoy Oktyabr'skoy sotsialisticheskoy revolyutsii or Sed'moye noyabrya | Kỷ niệm Cách mạng Tháng Mười năm 1917 và cũng là Ngày Quốc khánh.                                                                                              |